# Mars (planète)
Vous lisez un « bon article » labellisé en 2012.
Pour les articles homonymes, voir Mars.
Mars (prononcé en français : /maʁs/) est la quatrième planète du Système solaire par ordre croissant de la distance au Soleil et la deuxième par ordre croissant de la taille et de la masse. Son éloignement au Soleil est compris entre 1,381 et 1,666 au (206,6 à 249,2 millions de kilomètres), elle a une période orbitale de 669,58 jours martiens (686,71 jours ou 1,88 année terrestre).
C’est une planète tellurique, comme le sont Mercure, Vénus et la Terre. Elle est environ dix fois moins massive que la Terre, mais dix fois plus massive que la Lune. Sa topographie présente des analogies aussi bien avec la Lune, à travers ses cratères et ses bassins d'impact, qu'avec la Terre, par ses formations d'origine tectonique et climatique telles que des volcans, des rifts, des vallées, des mesas, des champs de dunes et des calottes polaires. Le plus haut volcan du Système solaire, Olympus Mons (qui est un volcan bouclier), et le plus grand canyon, Valles Marineris, se trouvent sur Mars.
Mars a aujourd'hui perdu la presque totalité de son activité géologique interne, et seuls des événements mineurs surviendraient encore épisodiquement à sa surface, tels que des glissements de terrain, sans doute des geysers de dioxyde de carbone dans les régions polaires, peut-être des séismes, voire de rares éruptions volcaniques sous forme de petites coulées de lave.
La période de rotation de Mars est du même ordre que celle de la Terre et son obliquité lui confère un cycle des saisons similaire à celui que nous connaissons ; ces saisons sont toutefois marquées par une excentricité orbitale cinq fois et demie plus élevée que celle de la Terre, d'où une asymétrie saisonnière sensiblement plus prononcée entre les deux hémisphères.
Mars peut être observée à l’œil nu, par son éclat bien plus faible que celui de Vénus mais qui peut, lors d'oppositions rapprochées, dépasser l'éclat maximum de Jupiter, atteignant une magnitude apparente de -2,91, tandis que son diamètre apparent varie de 25,1 à 3,5 secondes d'arc selon que sa distance à la Terre varie de 55,7 à 401,3 millions de kilomètres. Mars a toujours été caractérisée visuellement par sa couleur rouge, due à l'abondance de l'hématite amorphe — oxyde de fer(III) — à sa surface. C'est ce qui l'a fait associer à la guerre depuis l'Antiquité, d'où son nom en Occident d'après le dieu de la guerre dans la mythologie romaine, Mars, assimilé au dieu Arès de la mythologie grecque. En français, Mars est souvent surnommée « la planète rouge » en raison de cette couleur particulière.
Avant le survol de Mars par Mariner 4 en 1965, on pense qu'il s'y trouve de l'eau liquide en surface et que des formes de vie similaires à celles existant sur Terre peuvent s'y être développées, thème très fécond en science-fiction. Les variations saisonnières d'albédo à la surface de la planète sont attribuées à de la végétation, tandis que des formations rectilignes perçues dans les lunettes astronomiques et les télescopes de l'époque sont interprétées, notamment par l'astronome amateur américain Percival Lowell, comme des canaux d'irrigation traversant des étendues désertiques avec de l'eau issue des calottes polaires. Toutes ces spéculations sont balayées par les sondes spatiales qui étudient Mars : dès 1965, Mariner 4 permet de découvrir une planète dépourvue de champ magnétique global, à la surface cratérisée rappelant celle de la Lune, et une atmosphère ténue.
Depuis lors, Mars fait l'objet de programmes d'exploration plus ambitieux que pour tout autre objet du Système solaire : de tous les astres que nous connaissons, c'est en effet celui qui présente l'environnement ayant le plus de similitudes avec celui de notre planète. Cette exploration intensive nous a apporté une bien meilleure compréhension de l'histoire géologique martienne, révélant notamment l'existence d'une époque reculée — le Noachien — où les conditions en surface devaient être assez similaires à celles de la Terre à la même époque, avec la présence de grandes quantités d'eau liquide ; la sonde Phoenix a ainsi découvert à l'été 2008 de la glace d'eau à une faible profondeur dans le sol de Vastitas Borealis.
Mars possède deux petits satellites naturels, Phobos et Déimos.

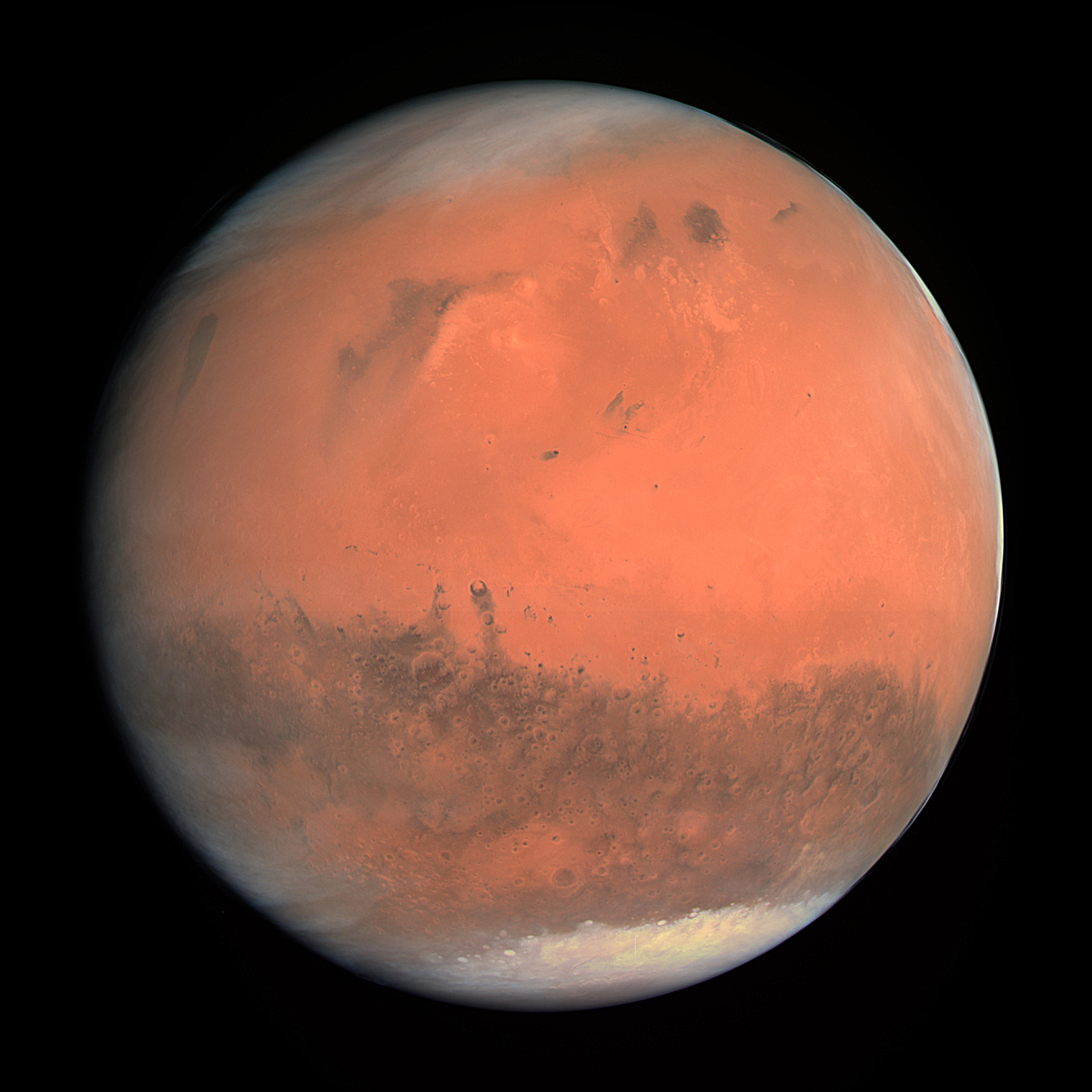
La planète Mars vue par la caméra OSIRIS de la sonde spatiale Rosetta.

## Caractéristiques physiques et orbitales
Quatrième planète du Système solaire par ordre de distance croissante en partant du Soleil, Mars est une planète tellurique moitié moins grande que la Terre et près de dix fois moins massive, dont la superficie est un peu inférieure à celle des terres émergées de notre planète (144,8 contre 148,9 millions de kilomètres carrés). La gravité y est le tiers de celle de la Terre, soit deux fois celle de la Lune, tandis que la durée du jour solaire martien, appelé sol, excède celle du jour terrestre d'un peu moins de 40 minutes. Mars est une fois et demie plus éloignée du Soleil que la Terre, sur une orbite sensiblement plus elliptique, et reçoit, selon sa position sur cette orbite, entre deux et trois fois moins d'énergie solaire que notre planète. L'atmosphère de Mars étant de surcroît plus de 150 fois moins dense que la nôtre, et ne produisant par conséquent qu'un effet de serre très limité, ce faible rayonnement solaire explique que la température moyenne sur Mars soit d'environ −65 °C.

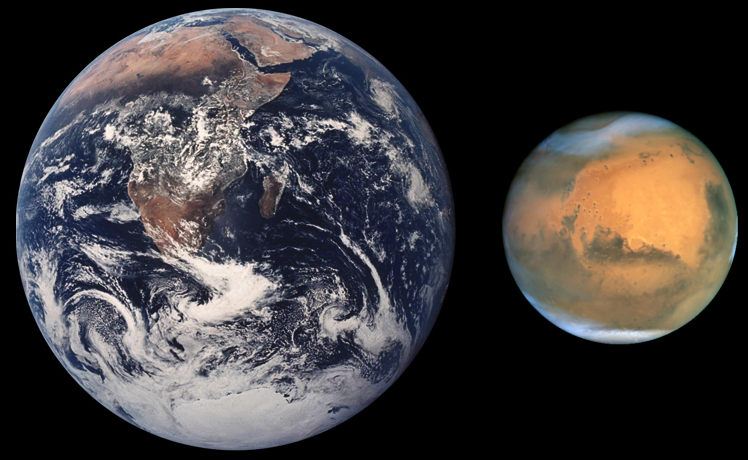
La Terre et Mars à la même échelle.

Le tableau ci-dessous permet de comparer les valeurs de quelques paramètres physiques entre Mars et la Terre :
| Propriété                       | Valeur martienne                    | Valeur terrestre       | % Mars / Terre |
| ------------------------------- | ----------------------------------- | ---------------------- | -------------- |
| Rayon équatorial                | 3 396,2 ± 0,1 km                    | 6 378,1 km             | 53,3 %         |
| Rayon polaire                   | 3 376,2 ± 0,1 km                    | 6 356,8 km             | 53,1 %         |
| Rayon moyen volumétrique        | 3 389,5 km                          | 6 371,0 km             | 53,2 %         |
| Surface                         | 144 798 500 km2                     | 510 072 000 km2        | 28,4 %         |
| Volume                          | 1,631 8 × 1011 km3                  | 1,083 207 3 × 1012 km3 | 15,1 %         |
| Masse                           | 6,418 5 × 1023 kg                   | 5,973 6 × 1024 kg      | 10,7 %         |
| Masse volumique moyenne         | 3 933,5 ± 0,4 kg/m3                 | 5 515 kg/m3            | 71,3 %         |
| Gravité de surface à l'équateur | 3,711 m/s2                          | 9,780 327 m/s2         | 37,9 %         |
| Vitesse de libération           | 5 027 m/s                           | 11 186 m/s             | 44,9 %         |
| Période de rotation sidérale    | 1,025 956 75 d≈ 88 642,663 s        | 86 164,098 903 691 s   | 102,9 %        |
| Durée du jour solaire           | 1 sol≈ 1,027 491 25 d≈ 88 775,244 s | 1 d= 86 400 s          | 102,75 %       |
| Inclinaison de l'axe            | 25,19°                              | 23,439 281°            | -              |
| Albédo de Bond                  | 0,25                                | 0,29                   | -              |
| Albédo géométrique visuel       | 0,15                                | 0,367                  | -              |
| Demi-grand axe de l'orbite      | 227 939 100 km                      | 149 597 887,5 km       | 152,4 %        |
| Excentricité orbitale           | 0,093 315                           | 0,016 710 219          | 558,4 %        |
| Période orbitale                | 668,599 1 sols≈ 686,971 d           | 365,256 366 d          | 188,1 %        |
| Aphélie                         | 249 209 300 km                      | 152 097 701 km         | 163,8 %        |
| Périhélie                       | 206 669 000 km                      | 147 098 074 km         | 140,5 %        |
| Rayonnement solaire             | 492 à 715 W/m2                      | 1 321 à 1 413 W/m2     | -              |
| Température moyenne au sol      | −63 °C≈ 210 K                       | 14 °C≈ 287 K           | -              |
| Température la plus élevée      | 20 °C≈ 293 K                        | 58 °C≈ 331 K           | -              |
| Température la plus basse       | −133 °C≈ 140 K                      | −89 °C≈ 184 K          | -              |

La fine atmosphère martienne, où apparaissent des nuages localement abondants, est le siège d'une météorologie particulière, dominée par des tempêtes de poussières qui obscurcissent parfois la planète tout entière. Son excentricité orbitale, cinq fois plus marquée que celle de la Terre, est à l'origine d'une asymétrie saisonnière très sensible sur Mars : dans l'hémisphère nord, la saison la plus longue est le printemps (198,6 jours), qui excède la plus courte (l'automne, 146,6 jours) de 35,5 % ; sur Terre, l'été de l'hémisphère nord, saison la plus longue, n'excède la durée de l'hiver que de 5 %. Cette particularité explique également que la superficie de la calotte polaire australe se réduise nettement plus en été que celle de la calotte polaire boréale.
La distance moyenne de Mars au Soleil est d'environ 227,937 millions de kilomètres, soit 1,523 7 au. Cette distance varie entre un périhélie de 1,381 au et un aphélie de 1,666 au, correspondant à une excentricité orbitale de 0,093 315. La période orbitale de Mars est de 686,96 jours terrestres, soit 1,880 8 année terrestre, et le jour solaire y dure 24 h 39 min 35,244 s.

### Variations de l'excentricité
Des sept autres planètes que compte le Système solaire, seule Mercure possède une excentricité plus élevée que celle de Mars. Toutefois, par le passé, l'orbite de Mars aurait été plus circulaire qu'aujourd'hui, avec une excentricité d'environ 0,002 il y a 1,35 million d'années. L'excentricité de Mars évoluerait selon deux cycles superposés, le premier d'une période de 96 000 ans et le second d'une période de 2 200 000 ans, de sorte qu'elle devrait encore croître au cours des 25 000 prochaines années.

### Variations de l'obliquité
L'obliquité désigne l'inclinaison de l'axe de rotation d'une planète sur son plan orbital autour du Soleil. L'obliquité de Mars est actuellement de 25,19°, proche de celle de la Terre, mais connaît des variations périodiques dues aux interactions gravitationnelles avec les autres planètes du Système solaire. Ces variations cycliques ont été évaluées par simulations informatiques dès les années 1970 comme ayant une périodicité de 120 000 ans s'inscrivant elle-même dans un super cycle de 1,2 million d'années avec pour valeurs extrêmes 14,9° et 35,5°. Un cycle encore plus long se superposerait à cet ensemble, de l'ordre de 10 millions d'années, dû à une résonance orbitale entre la rotation de la planète et son orbite autour du Soleil, susceptible d'avoir porté à 40° l’obliquité de Mars, il y a seulement 5 millions d'années. Des simulations plus récentes, réalisées au début des années 1990, ont de surcroît révélé des variations chaotiques de l'obliquité martienne, dont les valeurs possibles s'inscriraient de 11° à 49°.
Encore affinées à l'aide des données recueillies par les sondes martiennes des années 1990 et 2000, ces simulations numériques ont mis en évidence la prépondérance des variations chaotiques de l'obliquité martienne dès qu'on remonte au-delà de quelques millions d'années, ce qui rend aléatoire toute évaluation de la valeur de l'obliquité au-delà de quelques dizaines de millions d'années dans le passé ou le futur. Une équipe européenne a ainsi évalué à 63 % la probabilité que l'obliquité de Mars ait atteint au moins 60° au cours du dernier milliard d'années, et à plus de 89 % au cours des trois derniers milliards d'années.
Ces variations d'obliquité induisent des variations climatiques très significatives à la surface de la planète, affectant notamment la répartition de la glace d'eau en fonction des latitudes. Ainsi, la glace tend à s'accumuler aux pôles en période de faible obliquité comme actuellement, tandis qu'elle tend à migrer aux basses latitudes en période de forte obliquité. Les données recueillies depuis le début du siècle tendent à montrer que Mars sortirait en ce moment même d'un « âge glaciaire », notamment en raison de l'observation de structures glaciaires (glaciers, fragments de banquise et pergélisol notamment) jusqu'à des latitudes aussi basses que 30°, et qui semblent connaître une érosion active.
Dans la mesure où la pression atmosphérique moyenne au sol dépend de la quantité de dioxyde de carbone gelé aux pôles, les variations d'obliquité ont également un impact sur la masse totale de l'atmosphère de Mars, la pression atmosphérique moyenne pouvant même tomber, en période de faible obliquité, à seulement 30 Pa (à peine 5 % de la pression atmosphérique standard actuelle) et induire un réchauffement de 20 à 30 K du sous-sol martien en réduisant la conductivité thermique du régolithe dont la taille moyenne des pores serait comparable au libre parcours moyen des molécules de gaz dans une atmosphère aussi raréfiée, ce qui bloquerait la dissipation du « flux aréothermique », c'est-à-dire du flux géothermique martien. Un tel réchauffement pourrait expliquer de nombreuses formations géologiques impliquant un sous-sol chargé d'eau liquide, sans qu'il soit nécessaire d'invoquer un accroissement passé de la pression atmosphérique ou du flux thermique de la planète.

La Terre et Mars en opposition.

### Oppositions Terre-Mars
Mars est la planète extérieure la plus proche de la Terre. La distance qui sépare les deux planètes est la plus faible lorsque Mars est en opposition, c'est-à-dire lorsque la Terre s'intercale entre Mars et le Soleil. Toutefois, compte tenu de l'inclinaison orbitale et de l'excentricité, le moment précis où Mars est le plus proche de la Terre peut différer de quelques jours du moment de l'opposition astronomique. Ainsi, l'opposition du 28 août 2003 avait lieu précisément à 17 h 58 min 49 s UTC. tandis que la plus grande proximité entre les deux planètes avait eu lieu la veille, le 27 août 2003 à 9 h 51 min 14 s UTC (données IMCCE).
Ces oppositions surviennent approximativement tous les 780 jours, l'avant-dernière en date s'étant produite le 13 octobre 2020, la dernière le 8 décembre 2022 et les prochaines les 16 janvier 2025, 19 février 2027 et 25 mars 2029, puis les 4 mai 2031, 27 juin 2033, 15 septembre 2035, et 19 novembre 2037.
Compte tenu de l'excentricité respective des orbites de Mars et de la Terre, la distance Terre-Mars n'est pas constante à chaque opposition. L'excentricité de Mars étant plus importante que celle de la Terre, c'est lorsque Mars est au périhélie que le rapprochement est le plus favorable. Cette situation se rencontre tous les quinze ans environ, après sept oppositions. Ainsi, le 27 août 2003 à 9 h 51 min 14 s UTC, Mars était distante de la Terre de 55,758 millions de kilomètres, soit 0,372 7 au ; c'est la plus grande proximité entre Mars et la Terre depuis 59 618 ans. Un rapprochement encore un peu plus resserré est prévu le 28 août 2287, avec une distance de 55,688 millions de kilomètres.
| Date         | Distance (au) | Distance (109 m) | Diamètre apparent |
| ------------ | ------------- | ---------------- | ----------------- |
| 27 août 2003 | 0,372719      | 55,758           | 25,13"            |
| 15 août 2050 | 0,374041      | 55,957           | 25,04"            |
| 30 août 2082 | 0,373564      | 55,884           | 25,08"            |
| 19 août 2129 | 0,373276      | 55,841           | 25,10"            |
| 24 août 2208 | 0,372794      | 55,769           | 25,13"            |
| 28 août 2287 | 0,372254      | 55,688           | 25,16"            |

Distance minimale Terre-Mars, période 2010-2060.

En tenant compte des influences gravitationnelles des autres planètes sur l'excentricité orbitale de Mars, qui continuera à croître légèrement au cours des 25 000 prochaines années, il est possible de prédire des rapprochements encore plus étroits : 55,652 millions de kilomètres le 3 septembre 2650 et 55,651 millions de kilomètres le 8 septembre 2729.

Mosaïque d'images en quasi-vraies couleurs donnant une vue panoramique du cratère Victoria, large d'environ 730 m, obtenues en automne 2006 par le rover Opportunity sur Meridiani Planum.

## Géographie de Mars
| Airy-0 Alba Patera Olympus Mons Biblis Tholus Uranius Mons Ceraunius Tholus Ascraeus Mons Pavonis Mons Arsia Mons Tharsis Tholus Hecates Tholus Elysium Mons Albor Tholus Apollinaris Patera Noctis Labyrinthus Candor Chasma Valles Marineris Kasei Vallis Shalbatana Vallis Ganges Chasma Ares Vallis Nili Fossae Ma'adim Vallis Argyre Planitia Hellas Planitia Arcadia Planitia Amazonis Planitia Terra Sirenum Solis Planum Tempe Terra Issedon Paterae Aonia Terra Vastitas Borealis Meridiani Planum Noachis Terra Utopia Planitia Acidalia Planitia Arabia Terra Syrtis Major Tyrrhena Terra Hesperia Planum Elysium Planitia Promethei Terra Terra Cimmeria |

L'étude de la géographie martienne remonte au début des années 1970 avec la sonde Mariner 9, qui a permis de cartographier la presque totalité de la surface martienne avec une résolution excellente pour l'époque. Ce sont les données recueillies à cette occasion sur lesquelles s'est notamment fondé le programme Viking pour le développement de ses missions Viking 1 et Viking 2. La connaissance de la topographie martienne a fait un bond spectaculaire à la fin des années 1990 grâce à l'instrument MOLA (Mars Orbiter Laser Altimeter) de la sonde Mars Global Surveyor, qui a permis d'accéder à des relevés altimétriques d'une très grande précision sur la totalité de la surface martienne.

### Référentiels
Sur Mars, le méridien 0 (zéro) est celui qui passe par le centre du cratère Airy-0.
Dans le système planétocentrique, développé à partir des données acquises par le MOLA de Mars Global Surveyor et aujourd'hui le plus utilisé, les coordonnées géographiques sont exprimées sur Mars dans le système décimal — et non dans le système sexagésimal utilisé sur Terre — avec les longitudes croissant vers l'est de 0 à 360° E, les angles étant calculés à partir du plan équatorial pour les latitudes et à partir du méridien 0 pour les longitudes.
Dans le système planétographique, développé à partir des données recueillies par Mariner 9 et aujourd'hui de moins en moins utilisé, les coordonnées sont exprimées de façon décimale avec les longitudes croissant vers l'ouest de 0 à 360° W en fonction d'un maillage projeté sur la surface de la planète. En pratique, les longitudes planétographiques et planétocentriques se déduisent facilement les unes des autres, en revanche les latitudes planétographiques peuvent être supérieures aux latitudes planétocentriques de plus d'un tiers de degré en valeur absolue.
Le niveau de référence des altitudes martiennes a, quant à lui, été défini arbitrairement comme l'altitude à laquelle la pression atmosphérique moyenne est de 610 Pa. Ceci permet de définir formellement une surface équipotentielle globale à partir de laquelle il est possible de calculer les altitudes en chaque point de la planète, bien qu'en pratique la détermination de cette surface soit assez imprécise en raison des importantes fluctuations saisonnières de la pression atmosphérique résultant du fait que le dioxyde de carbone, constituant majoritaire de l'atmosphère de Mars, est en équilibre avec le dioxyde de carbone gelé aux pôles, état d'équilibre qui varie tout au long de l'année au gré des saisons.

### Quadrangles

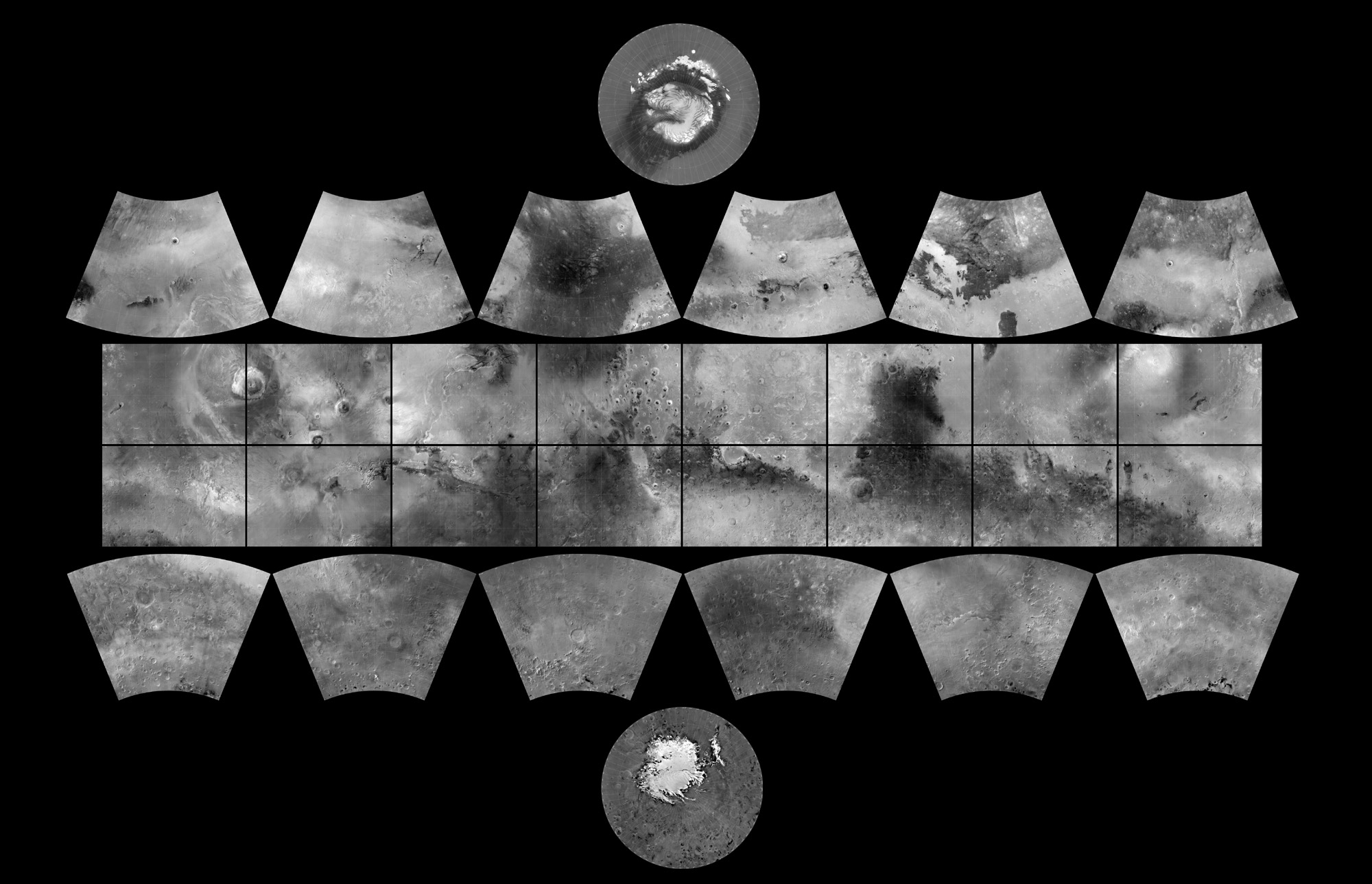
Carte de Mars en 30 quadrangles (par Mars Global Surveyor).

Pour en structurer l'étude, la surface de Mars a été divisée par l'USGS en 30 régions de taille semblable, 15 par hémisphère, dont la topographie établie par le MOLA de Mars Global Surveyor puis THEMIS de Mars Odyssey est disponible sur Internet sous forme de cartes au 1⁄5 000 000,. Chacun de ces quadrangles a été nommé d'après l'un de ses reliefs caractéristiques, mais, dans la littérature, ils sont souvent référencés par leur numéro, préfixé du code « MC » signifiant Mars Chart.
Cette division en quadrangles est une méthode générale de cartographie, d'abord développée sur Terre à des échelles variables, puis étendue progressivement aux planètes du Système solaire pour lesquelles les données géographiques sont suffisantes pour devoir être structurées. Vénus a ainsi été divisée en huit quadrangles au 1⁄10 000 000 et en 62 quadrangles au 1⁄5 000 000.

### Traits notables

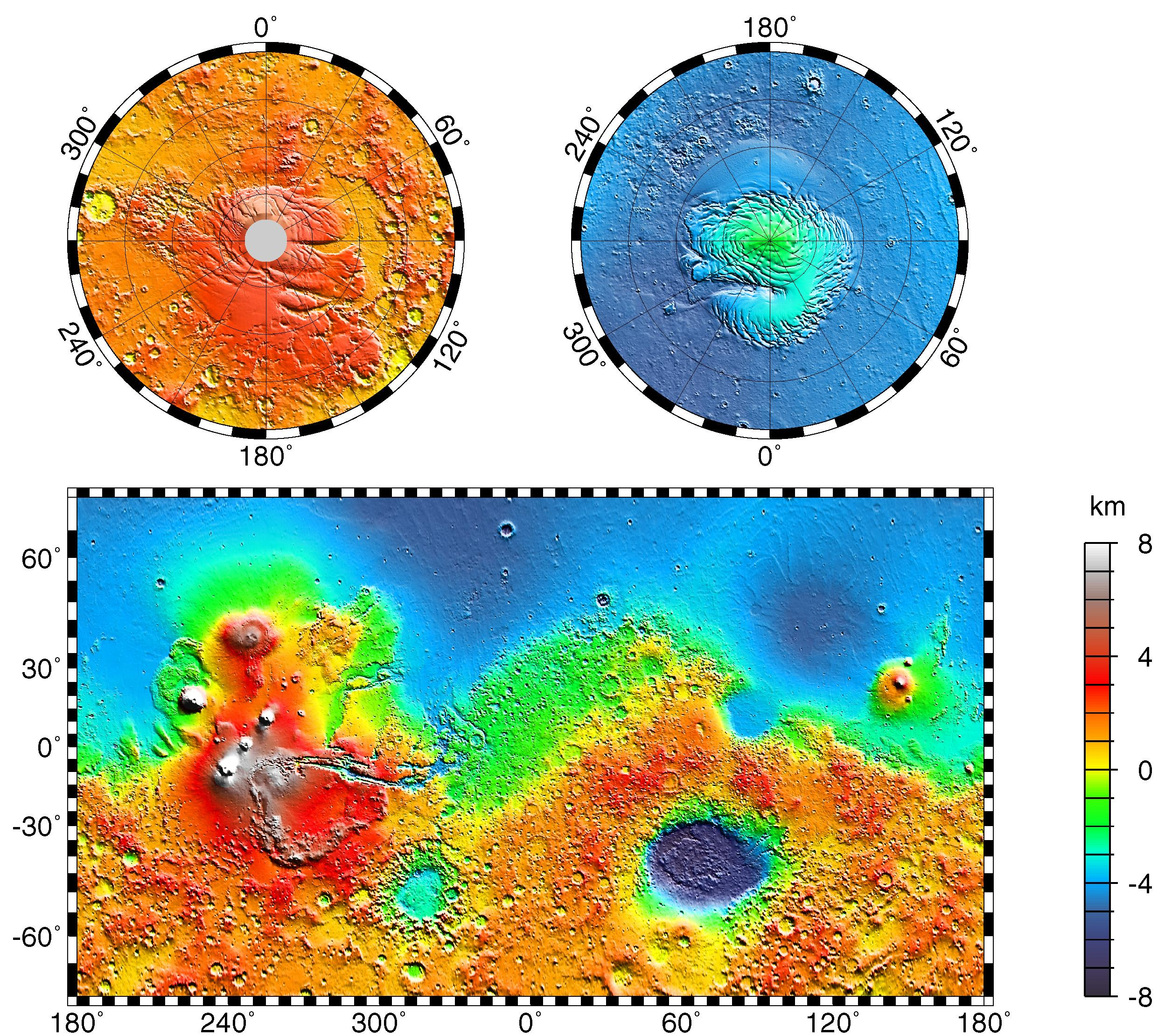
Carte topographique de Mars élaborée à partir des mesures du Mars Orbiter Laser Altimeter (MOLA) de Mars Global Surveyor.

La carte ci-contre permet de repérer les grandes régions martiennes, notamment :
- la dichotomie crustale entre hémisphères nord et sud ;
- les grands bassins d'impact de l'hémisphère sud, Argyre par 50° S et 316° E, et Hellas par 42,7° S et 70° E, et au nord Utopia Planitia par 49,7° N et 118° E,
- le renflement de Tharsis et les trois volcans de Tharsis Montes ainsi qu'Olympus Mons et Alba Mons, dans l'hémisphère nord à gauche, et à droite les volcans d'Elysium, près d'Utopia ;
- le système de canyons de Valles Marineris, partant de la région de Tharsis jusqu'au petit bassin d'impact de Chryse Planitia, centré autour de 15° S et 300° E.

Le trait le plus frappant de la géographie martienne est sa « dichotomie crustale », c'est-à-dire l'opposition très nette entre d'une part un hémisphère nord constitué d'une vaste plaine lisse à une altitude d'une demi-douzaine de kilomètres sous le niveau de référence, et d'autre part un hémisphère sud formé de plateaux souvent élevés et très cratérisés au relief pouvant être localement assez accidenté. Ces deux domaines géographiques sont séparés par une limite très nette, légèrement oblique sur l'équateur. Deux régions volcaniques proches l'une de l'autre se trouvent précisément sur cette frontière géologique, dont l'une est un immense soulèvement de 5 500 km de diamètre, le renflement de Tharsis, dont la moitié nord-ouest regroupe une douzaine de volcans majeurs parmi lesquels Olympus Mons, tandis que la région méridionale se compose d'un vaste ensemble de hauts plateaux volcaniques tels que Syria Planum et Solis Planum, et la partie orientale est marquée par le système de canyons de Valles Marineris prolongeant par l'est le réseau de Noctis Labyrinthus. Deux grands bassins d'impact sont nettement visibles dans l'hémisphère sud, Argyre Planitia et surtout Hellas Planitia, au fond duquel a été relevée la plus grande profondeur à la surface de Mars, avec une altitude de −8 200 m par rapport au niveau de référence. Le point le plus élevé se trouve quant à lui au sommet d'Olympus Mons, à 21 229 m au-dessus du niveau de référence ; cinq des six montagnes les plus hautes du Système solaire sont d'ailleurs des volcans martiens, dont quatre se trouvent sur le renflement de Tharsis et le cinquième dans la seconde région volcanique de Mars, Elysium Planitia.

### Origine de la dichotomie martienne

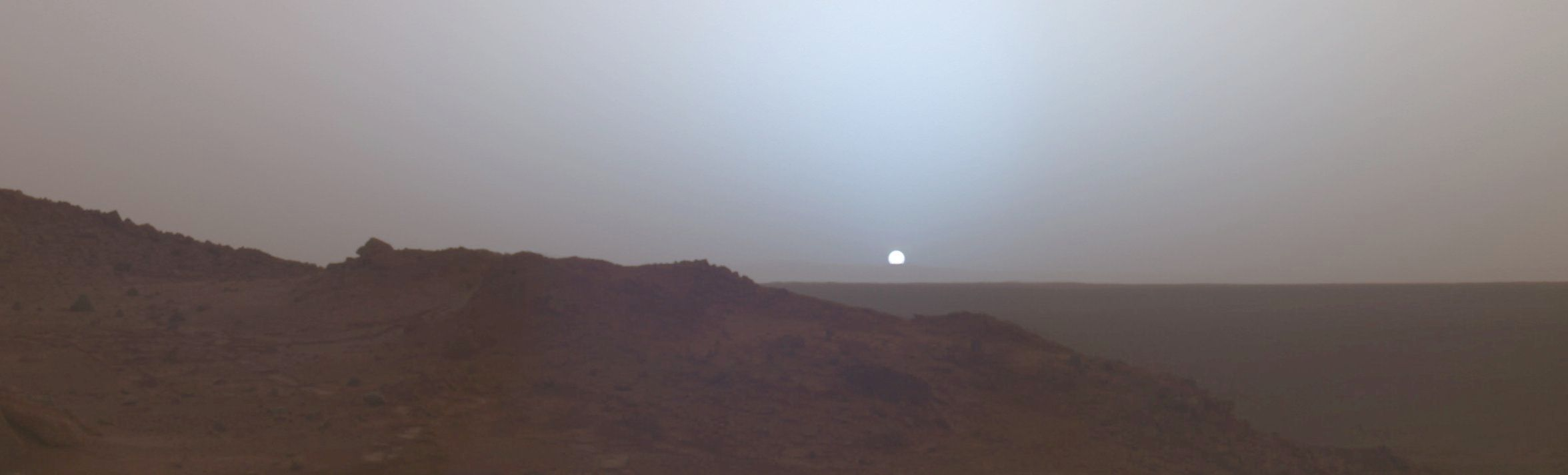
Coucher de soleil vu du cratère Gusev par le rover Spirit le 19 mai 2005 en vraies couleurs, restituées à travers des filtres à 750, 530 et 430 nm. Le diamètre apparent du Soleil vu de Mars n'est que deux tiers de celui vu de la Terre. La lueur de crépuscule se prolonge deux bonnes heures après le passage du soleil sous l'horizon en raison de la grande quantité de poussières présentes jusqu'à une altitude élevée dans l'atmosphère de Mars.

L'étude des bassins d'impact enfouis sous la surface a permis d'établir que la dichotomie crustale martienne remonte à plus de quatre milliards d'années avant le présent, et donc que c'est une structure héritée des premiers âges de la planète. Certaines formations plus récentes à la limite entre les deux domaines suggèrent de surcroît une relaxation isostatique des hautes terres du sud après le comblement volcanique de la dépression de l'hémisphère nord, ce qui plaide également pour la grande ancienneté de cette dichotomie.
Deux types de scénarios ont été proposés pour en rendre compte :
- les premiers reposent sur la dynamique interne de la planète, les mouvements de convection du manteau et une ébauche de tectonique des plaques, à la manière de la formation des supercontinents terrestres à l'aube de l'histoire de notre planète ;
- les seconds reposent sur un ou plusieurs grands impacts entraînant la fusion de l'écorce dans l'hémisphère nord. En 2022, l'identification de zones de cisaillement profondes, observables dans le canyon de Valles Marineris, les compositions minéralogiques au fond du canyon et des anomalies magnétiques viennent renforcer l'hypothèse d'un impact géant[30],[31]. Des simulations numériques suggèrent que l'impact s'est produit dans l’hémisphère sud, par un bolide de 1 000 à 1 500 km de diamètre ayant une vitesse de 6 à 7 km/s et un angle d'incidence de 15 à 30°[32].

## Atmosphère, climats et radiations

### Atmosphère

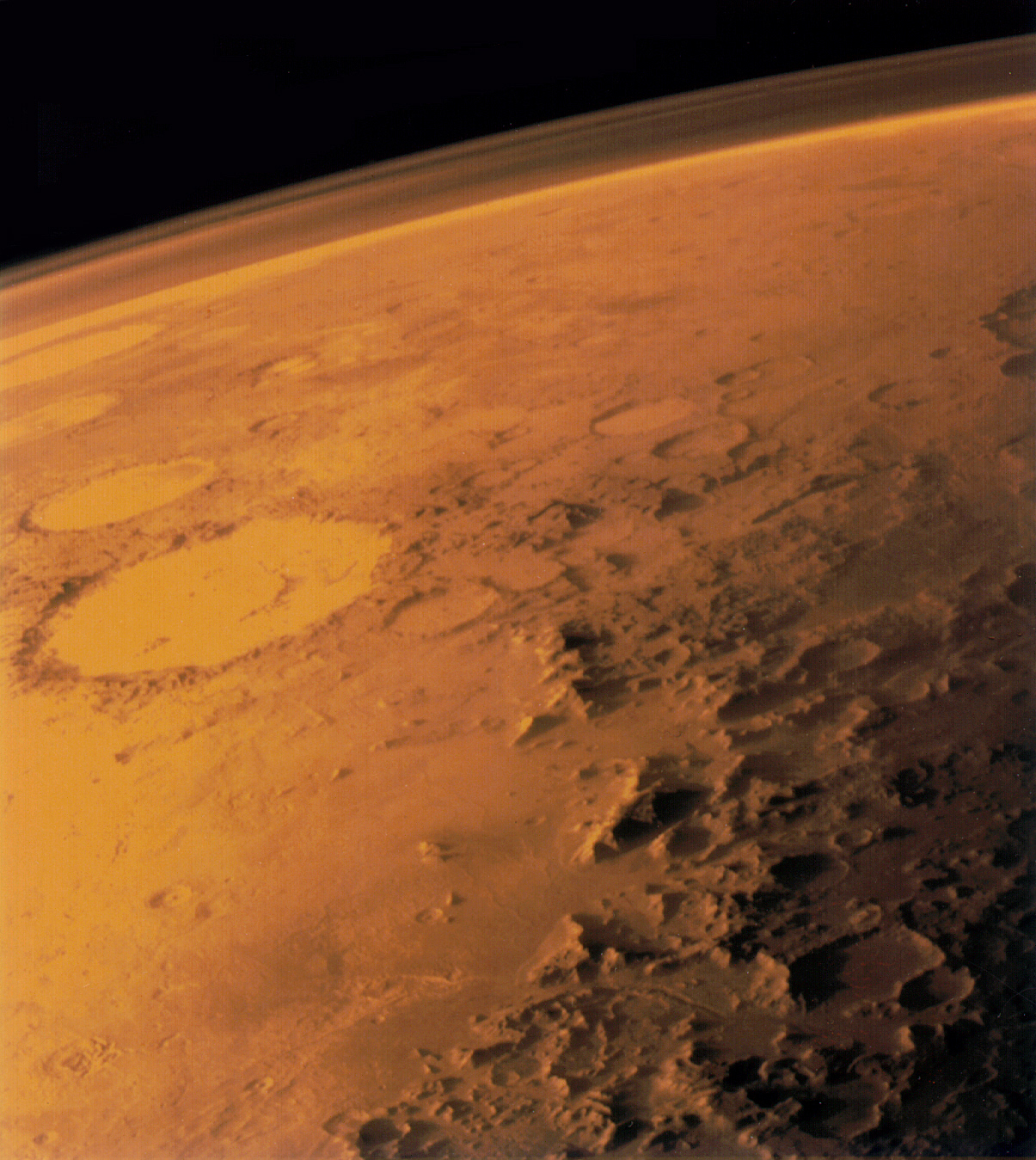
Atmosphère de Mars au-dessus de Noachis Terra à l'horizon, vue depuis une sonde Viking survolant Argyre Planitia en 1976. Les couleurs ont été renforcées pour souligner l'atmosphère.

La pression et la composition exactes de l'atmosphère de Mars sont connues grâce aux premières analyses in situ effectuées en 1976 par les atterrisseurs des sondes Viking 1 et Viking 2. Le premier observateur à avoir supposé l'existence d'une atmosphère autour de Mars est l'astronome (et compositeur) germano-britannique William Herschel qui, en 1783, attribue à la météorologie martienne certains changements observés à la surface de la planète, notamment des points blancs interprétés comme des nuages. Cette hypothèse est contestée au début du siècle suivant grâce aux progrès des télescopes à miroir, qui fournissent des images de meilleure qualité semblant montrer au contraire une surface plus statique, jusqu'à ce que surgisse à la fin du XIXe siècle le débat sur la réalité des canaux de Mars observés en Italie et popularisés par l'astronome amateur américain Percival Lowell. Un autre Américain, William Wallace Campbell, astronome de profession et pionnier de la spectroscopie, demeure sceptique quant à l'existence d'une atmosphère importante autour de Mars et annonce à l'occasion de l'opposition de 1909 n'avoir pu détecter aucune trace de vapeur d'eau dans cette éventuelle atmosphère ; son compatriote Vesto Slipher, qui soutient la théorie des canaux, annonce quant à lui le contraire. En se fondant sur les variations d'albédo du disque martien, Percival Lowell estime en 1908 la pression atmosphérique au sol à 87 mbar (8 700 Pa), valeur qui demeure plus ou moins la référence jusqu'aux mesures réalisées par la sonde Mariner 4 en 1965. La difficulté à analyser la composition de l’atmosphère martienne par spectroscopie est alors généralement attribuée à la présence de diazote, difficile à caractériser par cette technique, et c'est ainsi que l'astronome français Gérard de Vaucouleurs, qui travaille alors en Angleterre, émet en 1950 l'idée que l'atmosphère martienne serait constituée de 98,5 % de diazote, 1,2 % d'argon et 0,25 % de dioxyde de carbone. À l'observatoire McDonald du Texas, l'astronome américain d'origine néerlandaise Gerard Kuiper établit en 1952 à partir du spectre infrarouge de Mars que le dioxyde de carbone est au moins deux fois plus abondant dans l'atmosphère martienne que dans l’atmosphère terrestre, l'essentiel de cette atmosphère devant être, comme la nôtre, constituée selon lui de diazote.

#### Propriétés physiques et chimiques
On sait aujourd'hui que Mars possède une atmosphère ténue dont la pression moyenne au niveau de référence martien est par définition de 610 Pa, avec une température moyenne de 210 K (−63 °C). Elle est composée principalement de dioxyde de carbone CO2 (96,0 ± 0,7 %), d'argon Ar (1,93 ± 0,01 %) et de diazote N2 (1,89 ± 0,03 %). Viennent ensuite le dioxygène O2 (0,145 ± 0,009 %), le monoxyde de carbone CO (< 0,1 %), la vapeur d'eau H2O (0,03 %) et le monoxyde d'azote NO (0,013 %). Divers autres gaz sont présents à l'état de traces, à des concentrations ne dépassant jamais quelques parties par million, notamment le néon Ne, le krypton Kr, le méthanal (formaldéhyde) HCHO, le xénon Xe, l'ozone O3 et le méthane CH4, la concentration atmosphérique moyenne de ce dernier étant de l'ordre de 10,5 ppb. La masse molaire moyenne des constituants gazeux de l'atmosphère de Mars serait de 43,34 g/mol.
Compte tenu de la faible gravité à la surface de Mars, la hauteur d'échelle de cette atmosphère est de 11 km, plus d'une fois et demie celle de l'atmosphère terrestre, qui n'est que de 7 km. La pression relevée à la surface varie d'à peine 30 Pa au sommet d'Olympus Mons et jusqu'à 1 155 Pa au point le plus bas du bassin d'impact d'Hellas Planitia.
Début 2004, le spectromètre infrarouge PFS de la sonde européenne Mars Express détecte de faibles concentrations de méthane (10 ppb) et de formaldéhyde (130 ppb) dans l’atmosphère martienne. Le méthane étant détruit par le rayonnement ultraviolet au bout de 340 ans seulement, sa présence implique l'existence d'une source interne. Une activité géothermique profonde, un pergélisol bombardé par les particules à haute énergie du rayonnement cosmique et une forme de vie microbienne méthanogène sont autant de sources plausibles. En outre, si l'on considère que le formaldéhyde, dont la durée de vie n'est que de 7 heures, est produit par oxydation du méthane, ces sources doivent être plus abondantes encore. Ainsi, selon cette hypothèse, la production annuelle de méthane est estimée à 2,5 millions de tonnes.

#### Nuages
|                                                                                                   |  |                                                                                     |
| Nuages de glace d'eau dans le ciel de Vastitas Borealis vus par la sonde Phoenix le 29 août 2008. |  | Nuages vus la même année dans le ciel de Meridiani Planum par le rover Opportunity. |

L'eau très pure ne peut exister à l'état liquide qu'en dessous du niveau de référence martien, qui correspond à peu près à la pression du point triple de l'eau, soit 611,73 Pa : à ce niveau, pour peu que la température soit suffisante (0 °C pour de l'eau pure, mais seulement 250 K (−23 °C) pour de nombreuses solutions salines, voire 210 K (−63 °C) pour certains mélanges de solutions d'acide sulfurique H2SO4), l'eau peut se trouver sous ses trois états physiques (gazeux, liquide, et solide). Au-dessus de ce niveau, en revanche, et notamment dans l'atmosphère, elle ne peut exister qu'à l'état de vapeur d'eau, qui se condense parfois en glace pour former des nuages de cristaux d'H2O d'apparence très semblable à celle de nos cirrus, typiquement à une altitude de 10 à 20 km ; on observe de tels nuages par exemple sur les flancs des grands volcans du renflement de Tharsis ou d'Elysium Planitia : visibles au télescope depuis la Terre dès le XIXe siècle, les nuages accrochés au sommet d'Olympus Mons avaient été pris pour de la neige, d'où le nom Nix Olympica qui avait été donné à cette région par Giovanni Schiaparelli.

Nuages vus par le rover Curiosity.

Mais le dioxyde de carbone forme lui aussi des nuages, constitués de cristaux de CO2 dépassant 1 µm de diamètre, à des altitudes plus élevées que ceux constitués de glace d'eau ; l'instrument OMEGA de la sonde Mars Express a déterminé en 2007 que ces nuages sont susceptibles d'absorber jusqu'à 40 % du rayonnement solaire, provoquant une baisse de 10 K de la température sous ces nuages, ce qui n'est pas sans conséquence sur le climat martien, notamment sur son régime des vents.

#### Poussières
La caractéristique particulière de l'atmosphère martienne est d'être constamment chargée en poussière, dont les grains ont un diamètre moyen de l'ordre de 1,5 µm, responsable de la teinte ocre du ciel martien,. Cette poussière est continuellement injectée dans l'atmosphère par des tourbillons de poussière (couramment désignés par le terme anglais dust devils), comme celui observé ci-dessous par le rover Spirit le 12 mars 2005 ; les prises de vue durent en tout 575 s (ce qu'indique le compteur de l'angle inférieur gauche), et trois autres tourbillons sont brièvement visibles au loin dans la moitié droite de la vue, au début de la séquence, puis près du tourbillon principal, puis tout à la fin :

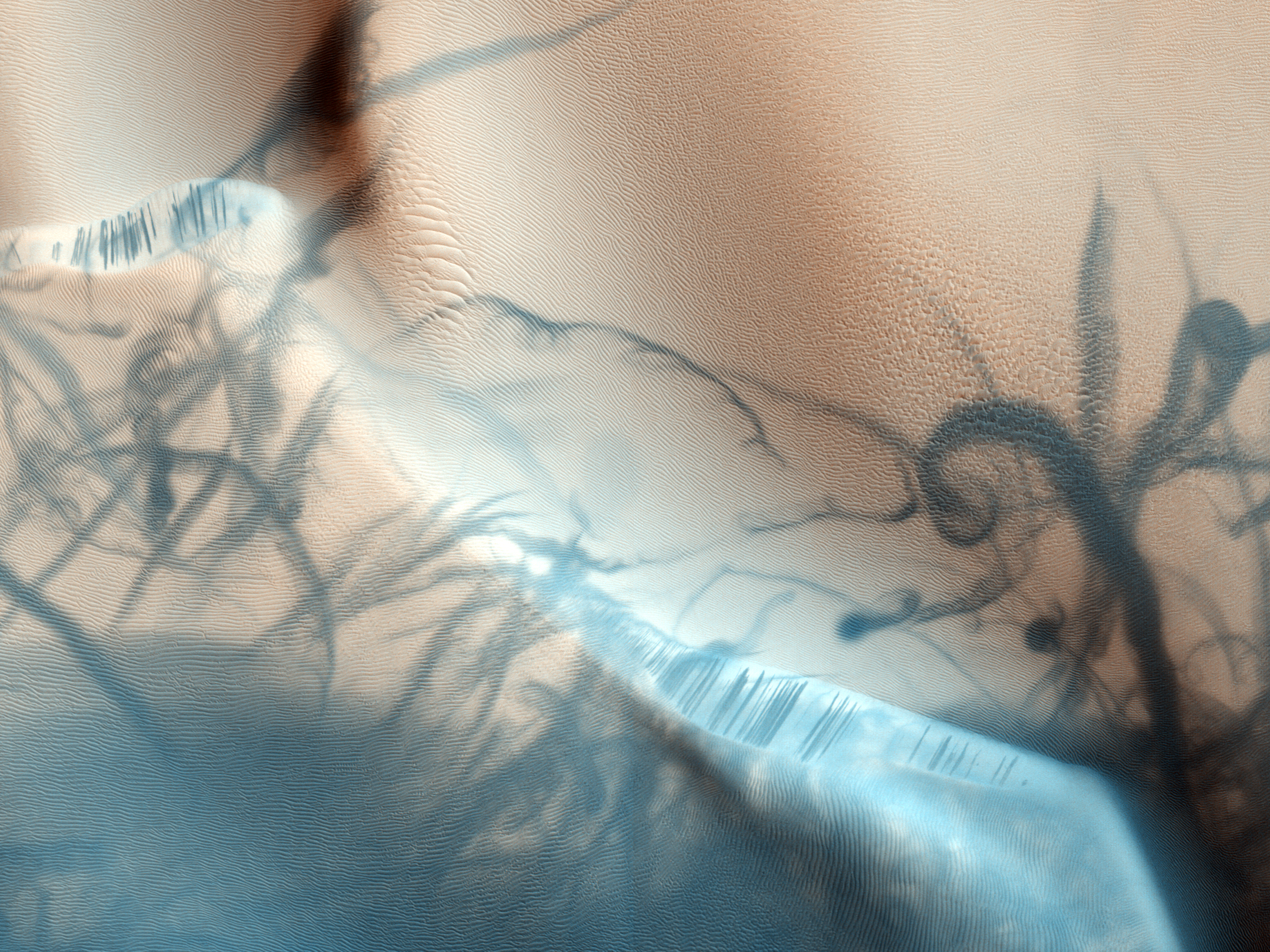
Traînées laissées par des tourbillons de poussière vues par l'instrument HiRISE de Mars Reconnaissance Orbiter le 24 août 2009 au nord du cratère Antoniadi par 26,7° N et 62,8° E. La bande blanchâtre qui traverse l'image est une pente givrée sous un banc de brouillard et traversée de traînées noires.

De tels tourbillons sont loin d'être anecdotiques ; tant leur permanence que leur accumulation conduisent à empoussiérer des volumes considérables d'atmosphère, comme l'illustre un cliché saisissant (ci-contre), où l'on voit une multitude de traînées noires laissées par des tourbillons qui ont emporté la couche de poussières superficielle, de couleur rouge orangé caractéristique de l'oxyde de fer(III) Fe2O3 (hématite) amorphe, laissant apparaître les couches plus profondes de sable plus sombre, peut-être en rapport avec la région volcanique voisine de Syrtis Major Planum. La couche de poussières ainsi soulevée n'est jamais très massive ; l'étude de la grande tempête de 2001, au cours de laquelle la poussière a gagné toutes les couches atmosphériques jusqu'à 60 km d'altitude, a conduit à estimer que si toute la poussière alors soulevée se déposait uniformément entre 58° N et 58° S, elle ne formerait qu'une pellicule de 3 µm d'épaisseur. La dynamique de la poussière dans l'atmosphère martienne est conditionnée par la ténuité de cette atmosphère et par la faible gravité à la surface de la planète. Ainsi, alors que les grains de poussière martiens ont typiquement quelques micromètres de diamètre, on a calculé que des grains de 20 µm peuvent être soulevés par des vents d'à peine 2 m/s et maintenus indéfiniment en suspension par des turbulences de seulement 0,8 m/s.
Les grains de poussière en suspension dans l'atmosphère sont responsables de la couleur rouille de cette dernière, qui vire au bleu autour du soleil lors de son coucher, comme l'ont découvert les sondes Viking 1 et Viking 2 et que les sondes suivantes ont bien illustré par la suite :
|                                                                      |
|                                                                      |
| Ciel martien à midi et au crépuscule vu par Mars Pathfinder en 1999. |

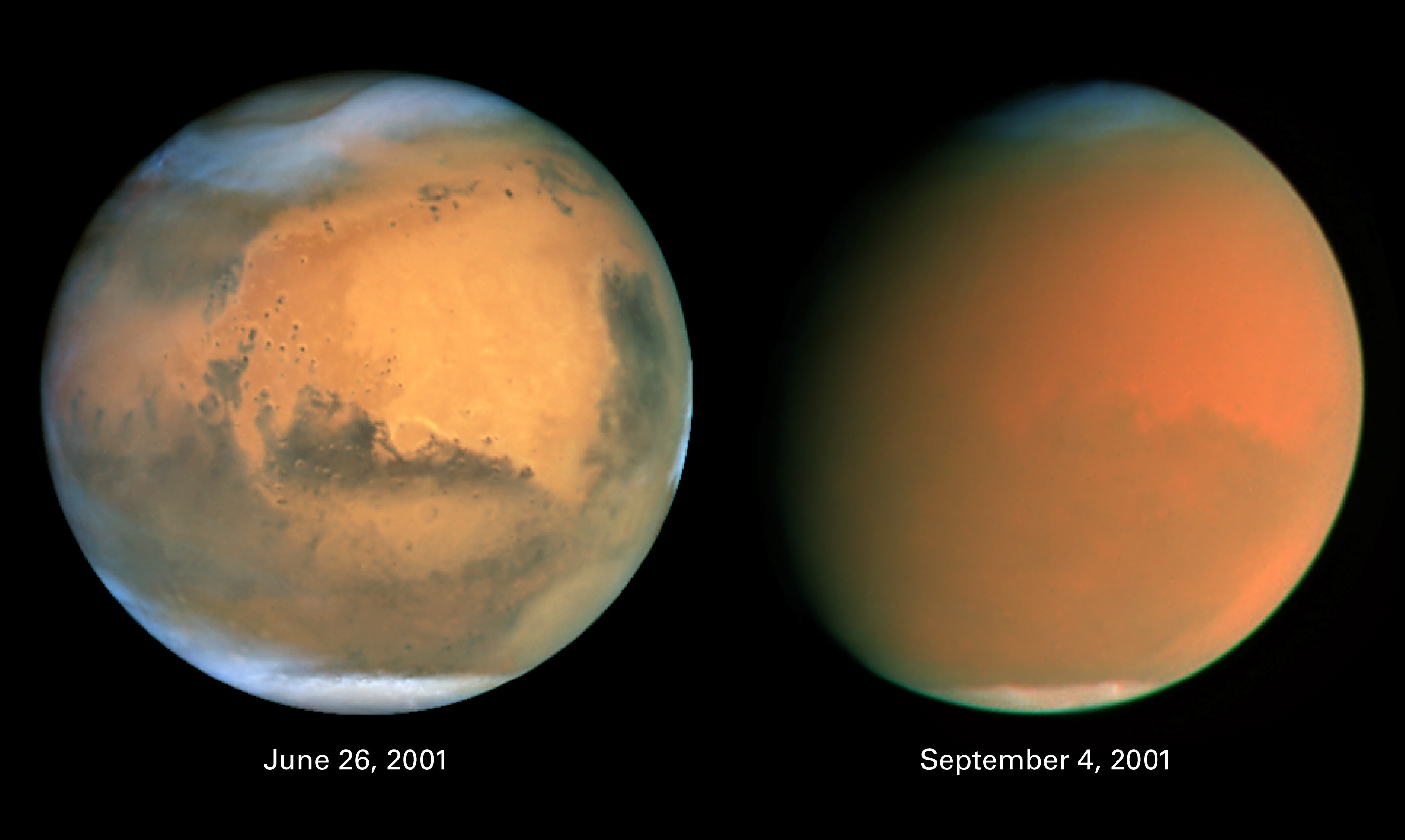
Deux vues de Mars au télescope spatial Hubble avant et pendant la grande tempête de poussières martienne de l'été 2001.

L'observation de l'activité atmosphérique de Mars à l'aide du télescope spatial Hubble entre 1996 et 1997, alors que la planète exposait son pôle nord au début du printemps, a permis de mettre en évidence le rôle de la sublimation des calottes polaires dans la génération de masses d'air à l'origine de vents qui soulèvent d'importantes quantités de poussières et sont susceptibles de déclencher de véritables tempêtes de poussières, à l'échelle de la planète tout entière, comme celle qui a affecté l'ensemble de l'atmosphère martienne en été 2001.

### Climat
Du fait de son éloignement plus grand par rapport au Soleil que celui de la Terre, Mars reçoit du Soleil une énergie variant de 492 à 715 W/m2 selon sa position sur son orbite, contre de 1 321 à 1 413 W/m2 pour la Terre, c'est-à-dire de 37,2 % à 50,6 % entre les aphélies et les périhélies respectivement. L'atmosphère martienne étant de surcroît 150 fois moins dense que celle de la Terre, elle ne produit qu'un effet de serre négligeable, d'où une température moyenne d'environ 210 K (−63 °C) à la surface de Mars, avec des variations diurnes importantes en raison de la faible inertie thermique de cette atmosphère : Viking 1 Lander avait ainsi relevé des variations diurnes allant typiquement de 184 à 242 K, soit de −89 à −31 °C, tandis que les températures extrêmes — assez variables selon les sources — seraient d'environ 130 et 297 K, c'est-à-dire de l'ordre de −145 et 25 °C.

#### Saisons
| Saison (hémisphère nord) | Durée sur Mars | Durée sur Mars | Durée sur Terre |
| Saison (hémisphère nord) | Sols           | Jours          | Durée sur Terre |
| ------------------------ | -------------- | -------------- | --------------- |
| Printemps                | 193,30         | 198,614        | 92,764          |
| Été                      | 178,64         | 183,551        | 93,647          |
| Automne                  | 142,70         | 146,623        | 89,836          |
| Hiver                    | 153,95         | 158,182        | 88,997          |
| Année                    | 668,59         | 686,97         | 365,25          |

L'obliquité de Mars est proche de celle de la Terre (respectivement 25.19° contre 23.44°) mais l'excentricité de l'orbite martienne est sensiblement plus élevée (0,09332 contre 0,01671 pour la Terre) de sorte que, si Mars possède des saisons similaires à celles de la Terre, celles-ci sont d'intensité et de durée très inégales au cours de l'année martienne (voir tableau ci-contre).
L'hémisphère nord connaît ainsi des saisons moins marquées que l'hémisphère sud, car Mars est à son aphélie à la fin du printemps et à son périhélie à la fin de l'automne, d'où des hivers courts et doux et des étés longs et frais ; le printemps dure ainsi 52 jours de plus que l'automne. À l'inverse, l'hémisphère sud connaît des saisons très marquées, avec des hivers longs et très froids tandis que les étés sont courts et plus chauds que ceux de l'hémisphère nord. C'est donc dans l'hémisphère sud qu'on observe les écarts de température les plus élevés.
Le simulateur Mars24 Sunclock de la NASA donne, pour l'hémisphère nord, les dates suivantes pour le début de chaque saison :
| Printemps | 21 janvier 2006 | 9 décembre 2007  | 26 octobre 2009  | 13 septembre 2011 | 31 juillet 2013 | 18 juin 2015     |
| Été       | 7 août 2006     | 24 juin 2008     | 12 mai 2010      | 29 mars 2012      | 14 février 2014 | 2 janvier 2016   |
| Automne   | 7 février 2007  | 25 décembre 2008 | 12 novembre 2010 | 29 septembre 2012 | 17 août 2014    | 4 juillet 2016   |
| Hiver     | 4 juillet 2007  | 21 mai 2009      | 7 avril 2011     | 22 février 2013   | 10 janvier 2015 | 27 novembre 2016 |

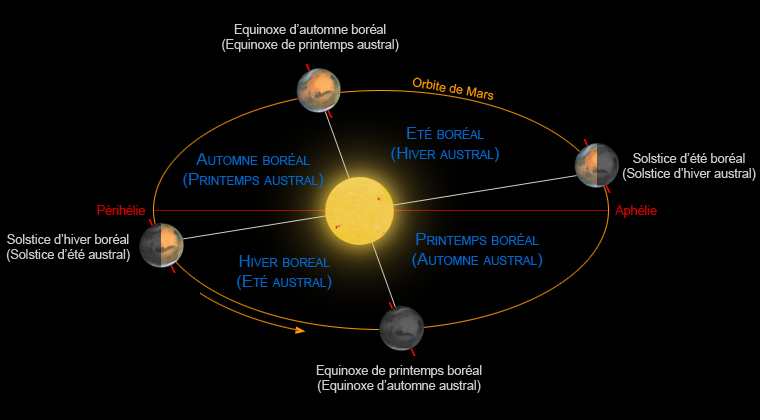
Cycle des saisons martiennes.

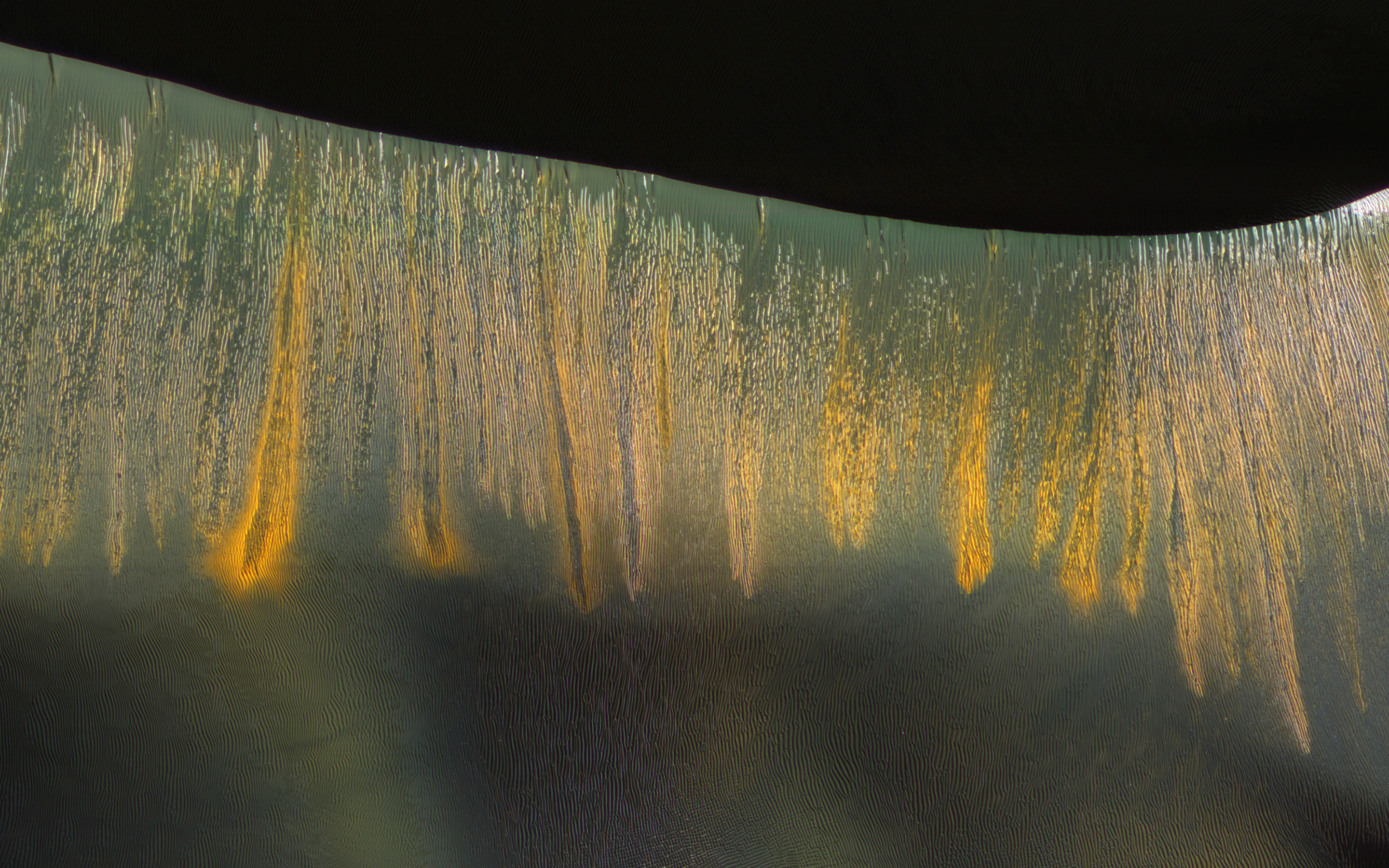
Rigoles se formant à la fin de l'hiver auprès du cratère Kaiser.

Vers la fin du printemps austral, lorsque Mars est au plus près du Soleil, des tempêtes locales et parfois régionales apparaissent. Exceptionnellement, ces tempêtes peuvent devenir planétaires et durer plusieurs mois comme ce fut le cas en 1971 et, dans une moindre mesure, en 2001. De minuscules grains de poussière sont alors soulevés, rendant la surface de Mars quasiment invisible. Ces tempêtes de poussière naissent en général au-dessus du Bassin d'Hellas. Les importantes différences thermiques observées entre le pôle et les régions avoisinantes provoquent des vents violents à l'origine du soulèvement de fines particules dans l'atmosphère. Lors de tempêtes globales, ce phénomène provoque d'importantes modifications climatiques : les poussières en suspension absorbent le rayonnement solaire, réchauffant ainsi l'atmosphère et réduisant dans le même temps l'insolation au sol. Ainsi, lors de la tempête de 2001, la température atmosphérique s'est élevée de 30 K alors que la température au sol s'est abaissée de 10 K.
Il n’existe qu’une seule cellule de Hadley sur Mars mais beaucoup plus marquée en altitude et en amplitude, joignant les deux hémisphères et qui s’inverse deux fois par an.
Enfin, l'obliquité de la planète, qui n'est pas stabilisée par la présence d'un satellite massif comme c'est le cas pour la Terre, suit un régime chaotique selon une cyclicité d’environ 120 000 ans. Elle oscille entre 0° et 60° et connaît des phases relativement stabilisées entrecoupées de changements brusques, ce qui bouleverse complètement le climat martien.

#### Condensation hivernale de l'atmosphère aux pôles
L'une des caractéristiques propres à la planète Mars est qu'une fraction significative de son atmosphère se condense alternativement au pôle sud et au pôle nord lors de l'hiver austral et de l'hiver boréal respectivement. Les conditions hivernales aux pôles — pression et température — sont en effet favorables à la condensation du dioxyde de carbone : la pression de vapeur saturante du CO2 à 150 K (−123 °C) se trouve être voisine de 800 Pa, et tombe à seulement 400 Pa à 145 K (−128 °C), qui sont des températures courantes lors de l'hiver austral ; il y a condensation du CO2 dès que la pression partielle de ce gaz dépasse la pression de vapeur saturante correspondant à la température à laquelle il se trouve.
La sonde Viking 1 a mesuré la pression atmosphérique sur une année complète à son point d’atterrissage situé par 22,697° N et 312,778° E dans le bassin de Chryse Planitia, à une altitude d'environ −3 300 m par rapport au niveau de référence. La pression atmosphérique moyenne s'est révélée évoluer tout au long de l'année selon les saisons, avec des valeurs approximatives, en chiffres ronds, de 850 Pa au printemps, 680 Pa en été, 900 Pa en automne et 800 Pa en hiver, : ces variations s'expliquent bien si l'on considère que la calotte hivernale australe condense une masse de glace carbonique supérieure à celle de la calotte hivernale boréale, tandis qu'à l'automne de l'hémisphère nord l'essentiel de la calotte australe s'est sublimée alors que la calotte boréale commence tout juste à se condenser.

#### Calottes polaires

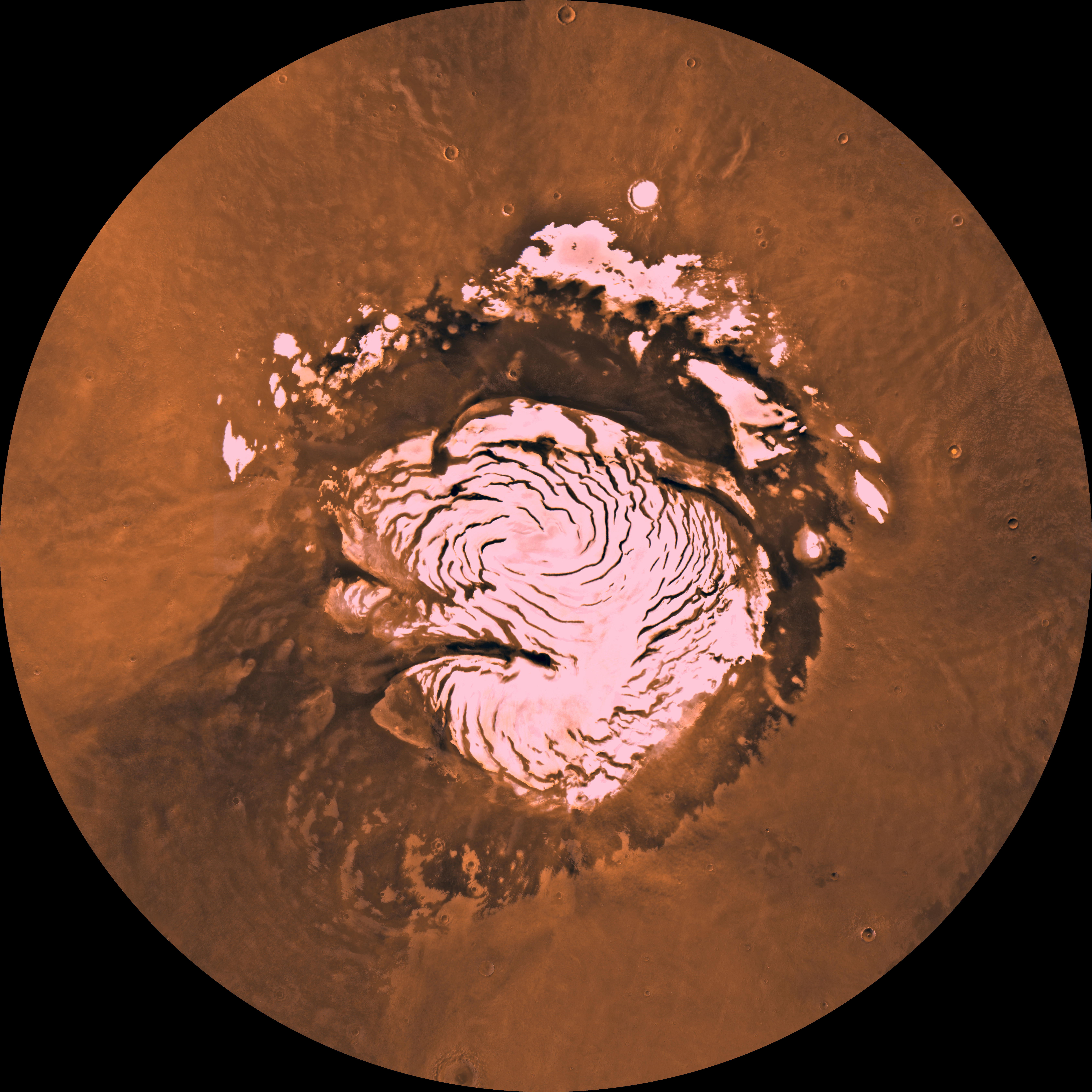
Vue de la calotte résiduelle boréale.

Les calottes polaires de Mars ont été observées pour la première fois au milieu du XVIIe siècle par Jean-Dominique Cassini et Christian Huygens. Leur taille varie considérablement au cours des saisons par échange de dioxyde de carbone et d'eau avec l’atmosphère. On distingue ainsi, dans les deux hémisphères, une calotte polaire dite « résiduelle » ou « estivale » qui se maintient tout l’été, et une calotte polaire dite « saisonnière » ou « hivernale » qui vient la recouvrir à partir de l’automne.
L’hiver austral étant plus long et plus froid que l'hiver boréal, la calotte saisonnière australe est plus vaste que la calotte saisonnière boréale. Au cours de l'hiver austral, le CO2 contenu dans l'atmosphère se condense en glace carbonique au-dessus de 55° S alors que c'est plutôt au-dessus de 65° N qu'il se condense pendant l'hiver boréal. Il s'agit d'une glace de dioxyde de carbone (CO2) très pure et presque transparente, d'une épaisseur ne dépassant pas quelques mètres, qui laisse voir le sol à l'aplomb sur les clichés pris par les sondes spatiales en orbite au-dessus des régions polaires.
Avec ses 300 km de diamètre, la calotte résiduelle australe est à l’inverse trois fois plus petite que la calotte résiduelle boréale (1 000 km de diamètre). Elles sont de nature très différente des calottes saisonnières, contenant une forte proportion de glace d'eau mêlée de terre avec une structure stratifiée révélée par l'instrument THEMIS de la sonde 2001 Mars Odyssey, avec une épaisseur atteignant localement plusieurs kilomètres. Leurs surfaces sont entaillées par de profondes vallées, appelées chasmata (pluriel du latin chasma désignant des vallées encaissées), qui forment des spirales dont le sens de rotation est conditionné par la force de Coriolis. Ainsi, les vallées s'enroulent autour du pôle sud dans le sens des aiguilles d'une montre alors qu'elles s'enroulent autour du pôle nord dans le sens inverse.
La calotte résiduelle boréale ne contient pas de glace carbonique, mais la calotte résiduelle australe en est presque entièrement recouverte d'une croûte d'une dizaine de mètres d'épaisseur dont la surface alvéolée rappelle celle d'une tranche de gruyère ; des observations réalisées par la sonde Mars Global Surveyor ont montré que le diamètre moyen des alvéoles augmentait au fil des saisons, suggérant un réchauffement climatique dans l’hémisphère sud (voir paragraphe suivant).
Les calottes polaires ont un impact important sur la composition atmosphérique globale de la planète. Le cycle des condensations et sublimations du CO2 fait varier la pression atmosphérique de près d'un tiers, et, pendant l'été boréal, la glace d'eau qui compose la calotte polaire résiduelle nord se sublime, injectant de grandes quantités de vapeur d'eau dans l'atmosphère. Si toute la vapeur d'eau contenue dans l'atmosphère venait à précipiter, elle formerait une couche de moins de 10 µm d'épaisseur durant l'hiver et de plus de 40 µm en plein été.

#### Variations climatiques observées sur la calotte résiduelle australe

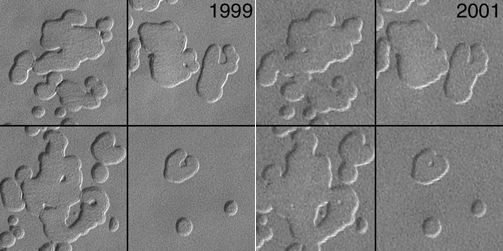
Élargissement des alvéoles dans la couche superficielle de glace carbonique de la calotte résiduelle australe observé par Mars Global Surveyor entre deux étés martiens, ici 1999 et 2001.

La comparaison des clichés de la calotte résiduelle australe pris par Mars Global Surveyor en 1999 et en 2001 a mis en évidence une tendance générale à la régression de la croûte de glace carbonique superficielle de cette région. Ceci résulterait de la sublimation progressive du CO2 constituant la croûte superficielle de la calotte résiduelle australe pour laisser apparaître les couches plus profondes, constituées essentiellement de glace d'eau mêlée de poussières. Ce phénomène semble avoir été assez rapide, le bord des cavités observées dans la croûte de glace carbonique progressant alors de 3 m par année martienne. Constatée sans ambiguïté sur trois années martiennes consécutives, cette tendance à la sublimation de la calotte résiduelle australe est venue s'ajouter à diverses observations ailleurs sur la planète, telles que l'apparition de ravines sur les bords de cratères ou de dépressions, indiquant que la surface martienne est sujette à davantage de transformations qu'on le pensait jusqu'alors.
Ces données, interprétées par les scientifiques comme le signe que Mars pourrait connaître actuellement une transition entre une période glaciaire et une période interglaciaire similaire à celle qu'a connue la Terre il y a près de 12 000 ans, ont parfois été comprises par le grand public comme révélatrices d'un « réchauffement climatique martien », d'origine nécessairement non-humaine, et contredisant, par conséquent, les conclusions du Quatrième rapport du GIEC relatives à l'origine humaine du réchauffement climatique terrestre. Les débats sur la question ont été particulièrement aigus en automne 2007, dans la foulée de la publication de ce rapport.
Avec le recul, il apparaît cependant que les observations martiennes n'ont jamais indiqué autre chose qu'un réchauffement climatique localisé à la calotte résiduelle australe, et non un réchauffement climatique global. De plus, le climat martien est très largement conditionné par les tempêtes de poussières et les variations d'albédo qui en découlent, davantage que par le rayonnement solaire — contrairement au climat terrestre — ce qui limite la pertinence des raisonnements établissant des parallèles entre les deux planètes. Et, surtout, les observations les plus récentes, notamment celles de la sonde 2001 Mars Odyssey, qui est en 2018 toujours en fonctionnement, ne confirment pas la tendance à long terme à la sublimation des calottes polaires, mais indiqueraient au contraire des variations annuelles autour d'une valeur stable.

### Radiations
L'absence de magnétosphère autour de Mars a pour conséquence d'exposer directement la surface de la planète aux rayons cosmiques et aux bouffées de protons solaires, à l'origine d'une radioactivité ambiante très supérieure sur Mars à celle relevée à la surface de la Terre. L'instrument MARIE — Mars Radiation Environment — de la sonde 2001 Mars Odyssey a permis, dans les années 2002-2003, d'évaluer la dose efficace en orbite martienne entre 400 et 500 mSv/an, soit au moins le quadruple de celle reçue dans la station spatiale internationale (50 à 100 mSv/an, tandis qu'au sol, au niveau de référence martien, les doses reçues seraient deux à trois fois plus faibles — un peu moins de 200 mSv/an — en raison de l'absorption d'une partie des radiations solaires et galactiques par l'atmosphère de Mars. À titre de comparaison, la radioactivité moyenne sur Terre s'élève, en France, à environ 3,5 mSv/an et la dose cumulée admise pour un astronaute sur toute sa carrière, quels que soient son sexe et son âge, n'excède pas 1 000 mSv pour plusieurs agences spatiales (européenne, russe et japonaise).
L'instrument MARIE a par ailleurs révélé que cette radioactivité est très inégalement répartie dans le temps, avec un bruit de fond d'environ 220 μGy/jour sur lequel s'inscrivent des pics parfois 150 fois plus intenses, correspondant aux bouffées de protons énergétiques — plusieurs dizaines de mégaélectron-volts — émis lors d'une éruption solaire ou par l'onde de choc d'une éjection de masse coronale.
À cela s'ajoutent les radiations dues aux neutrons émis par spallation des atomes à la surface de Mars sous l'impact du rayonnement cosmique. Cette contribution est estimée grâce aux données de Curiosity et de 2001 Mars Odyssey à jusqu'à 45 ± 7 µSv par jour, soit environ 7 % du total de radiations à la surface.

## Géologie de Mars

### Échelle des temps géologiques martiens
La géologie martienne est marquée par la dichotomie crustale entre les basses plaines peu cratérisées de l'hémisphère nord et les hautes terres très cratérisées de l'hémisphère sud, avec, entre ces deux domaines principaux, deux régions volcaniques bien différentiées. En vertu du principe empirique selon lequel l'âge d'une région est une fonction croissante de son taux de cratérisation, ces trois types majeurs de terrains martiens ont très tôt été rattachés à trois époques caractéristiques de l'histoire géologique de la planète, nommées d'après des régions typiques de ces périodes:

#### Noachien
Le Noachien (du nom de Noachis Terra) correspond aux terrains les plus anciens, depuis la formation de la planète il y a 4,6 milliards d'années, jusqu'à 3,7 milliards d'années selon l'échelle de Hartmann & Neukum (mais 3,5 milliards d'années selon l'échelle de Hartmann standard), fortement cratérisés et situés majoritairement dans l'hémisphère sud. Mars avait sans doute une atmosphère épaisse à cette époque, dont la pression et l'effet de serre ont certainement permis l'existence d'une hydrosphère grâce à de grandes quantités d'eau liquide. La fin de cette époque aurait été marquée par les impacts d'astéroïdes du grand bombardement tardif, daté aux environs de 4,1 à 3,8 milliards d'années, ainsi que par le début d'une intense activité volcanique, notamment dans la région du renflement de Tharsis.

#### Hespérien
L'Hespérien (du nom d'Hesperia Planum) correspond aux terrains de 3,7 à 3,2 milliards d'années selon l'échelle de Hartmann & Neukum (mais de 3,5 à 1,8 milliard d'années selon l'échelle de Hartmann standard), marqués par un épisode d'activité volcanique majeur se traduisant par des coulées de lave et des dépôts soufrés. Le champ magnétique global aurait disparu dès la fin du Noachien, permettant au vent solaire d'éroder l'atmosphère de Mars, dont la température et la pression au sol auraient commencé à baisser significativement, de sorte que l'eau liquide aurait cessé d'exister de façon permanente à la surface de la planète.

#### Amazonien
L'Amazonien (du nom d'Amazonis Planitia) correspond aux terrains de moins de 3,2 milliards d'années selon l'échelle de Hartmann & Neukum (mais de seulement 1,8 milliard d'années selon l'échelle de Hartmann standard), très peu cratérisés et situés très majoritairement dans l'hémisphère nord, à une altitude inférieure au niveau de référence de la planète. L’activité volcanique se serait prolongée, en perdant de son intensité tout au long de cette époque, en quatre épisodes majeurs, le dernier survenant il y a environ cent millions d'années, certains terrains volcaniques semblant même ne dater que de quelques millions d'années. L'érosion de l'atmosphère par le vent solaire se serait prolongée pendant des milliards d'années jusqu'à ce que la pression se stabilise au voisinage du point triple de l'eau pure, dont la pression est de 611,73 Pa. Les structures géologiques amazoniennes sont marquées par l'aridité extrême de l'environnement martien, alors totalement dépourvu d'hydrosphère — ce qui n'empêche pas l'existence discontinue et épisodique d'eau liquide en certains points de la surface.
Cette chronologie en trois époques est aujourd'hui bien acceptée — la datation de chacune de ces époques demeure, en revanche, très incertaine — et permet de rendre compte des phénomènes observés à la surface de Mars par les différentes sondes en activité autour de cette planète, notamment la présence simultanée de minéraux, formés à des époques différentes, supposant pour les uns un environnement très humide et pour les autres au contraire l'absence totale d'eau liquide. Les datations proposées pour ces trois époques — ou éons — géologiques, selon l'échelle de Hartmann standard et l'échelle de Hartmann & Neukum, sont les suivantes (âges en millions d'années) :

### Composition chimique
Entre les années 1970 et 2010 les modèles de la composition de Mars se sont fondés sur celle des chondrites carbonées de type CI, considérées comme représentatives de la partie condensable de la nébuleuse protosolaire, et sur les modèles de condensation de la nébuleuse, compte tenu de la distance de Mars au Soleil. Ils ont pour l'essentiel admis que les proportions relatives des éléments aussi ou plus réfractaires que le manganèse étaient celles des CI, et que celles des éléments moins réfractaires étaient données par leurs corrélations avec les éléments réfractaires, observées ou déduites des modèles de condensation.
Au début du xxie siècle sont apparues des discordances entre les données spectroscopiques sur la composition de la photosphère solaire et d'autres approches de la composition du Soleil (héliosismologie, flux de neutrinos solaires, composition du vent solaire et données expérimentales sur l'opacité des métaux dans les plasmas de haute température), qui ont remis en question la représentativité des CI. Les compositions isotopiques (notamment des éléments O, Ni, Cr, Ti, Mo et W) et les teneurs en éléments en traces ont par ailleurs conduit à considérer les chondrites carbonées séparément des autres chondrites (essentiellement les chondrites ordinaires et les chondrites à enstatite), les premières restant représentatives des corps accrétés loin du Soleil mais les secondes étant désormais considérées comme mieux représentatives de la matière condensée dans les zones internes du Système solaire (dont la Terre et Mars). Un nouveau modèle de composition, fondé sur l'analyse des météorites martiennes, sur les mesures des sondes martiennes et sur les corrélations observées dans les chondrites non carbonées, implique des teneurs en éléments réfractaires 2,26 fois supérieures à celles des CI, et des teneurs en éléments lithophiles modérément volatils systématiquement plus basses (le rapport dépendant de la température de condensation de chaque élément). L'une des conséquences de ce modèle est que le noyau martien comporterait moins de 7 % pds de soufre (contre plus de 10 % selon les modèles antérieurs) mais en revanche un peu d'oxygène et d'hydrogène.

### Structure interne

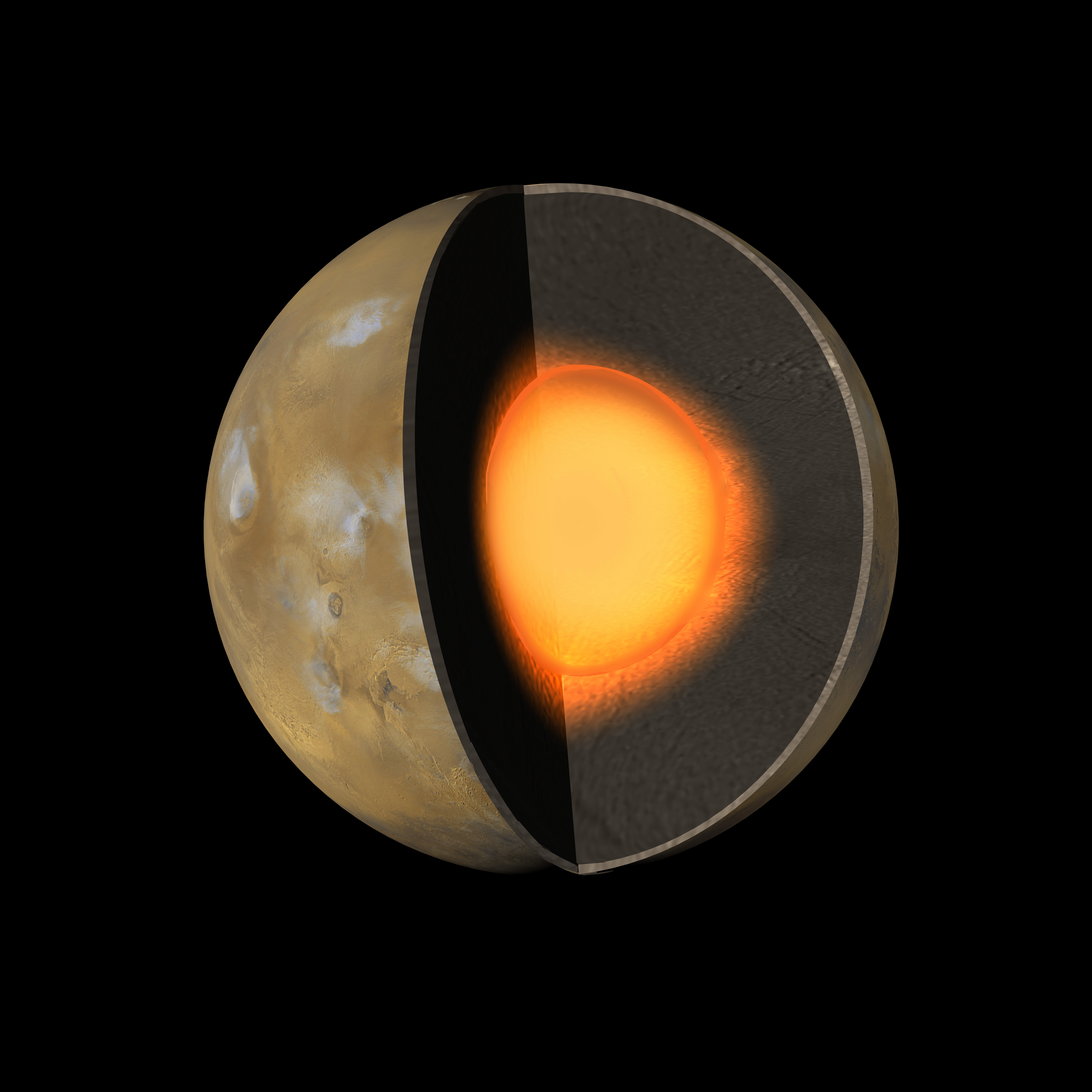
Structure interne « standard » de Mars :
– croûte d'environ 50 km d'épaisseur ;
– manteau d'environ 1860 km d'épaisseur ;
– noyau d'environ 1480 km de rayon, essentiellement, voire entièrement, liquide.

### Estimations antérieures à la missionInsight
En l'absence de données sismiques exploitables — les sismomètres des sondes Viking étaient trop sensibles au vent pour effectuer des mesures fiables —, il n'a longtemps pas été possible de déterminer directement la structure interne de la planète. Un modèle standard a donc été élaboré à partir des données indirectes recueillies par les différentes sondes qui ont exploré la planète, permettant de préciser notamment la structure de son champ gravitationnel, son moment d'inertie et la densité de ses différentes couches de matériaux.
Le résultat le plus frappant est que le noyau de Mars, dont la température serait de l'ordre de 2 000 K, est très certainement liquide, au moins dans sa plus grande partie,, en raison d'une charge élevée — précisément une fraction pondérale d'au moins 14,2 % — en éléments légers, notamment en soufre, qui abaissent le point de fusion du mélange de fer et de nickel supposé constituer l'essentiel du noyau. Ce noyau aurait un rayon compris entre 1 300 et 2 000 km (soit entre 38 % et 59 % du rayon de la planète), peut-être plus précisément entre 1 520 et 1 840 km (soit entre 45 % et 54 % du rayon de Mars), incertitude due en partie à l'inconnue concernant la fraction de manteau qui pourrait être liquide et réduirait par conséquent la taille du noyau ; on trouve assez souvent citée la valeur 1 480 km comme rayon du noyau de Mars, soit 43,7 % du rayon moyen de la planète elle-même (3 389,5 km). Les caractéristiques physiques (taille, densité) du noyau peuvent être approchées qualitativement par le moment d'inertie de la planète, qui peut être évalué en analysant la précession de son axe de rotation ainsi que les variations de sa vitesse de rotation à travers les modulations par effet Doppler des signaux radio émis par les sondes posées à sa surface ; les données de Mars Pathfinder ont ainsi permis d'affiner celles précédemment recueillies avec les sondes Viking et d'établir que la masse de Mars est plutôt concentrée en son centre, ce qui plaide pour un noyau dense et pas trop gros.
Le manteau de Mars serait très semblable à celui de la Terre, constitué de phases solides où dominent les silicates riches en fer, ce dernier représentant une fraction pondérale de 11 à 15,5 % du manteau.
La croûte martienne semble, en cohérence avec la topographie, bien plus épaisse dans l'hémisphère sud que dans l'hémisphère nord : un modèle simple[réf. souhaitée] avec une masse volumique uniforme de 2 900 kg/m3 conduit à une épaisseur moyenne d'environ 50 km, soit 4,4 % du volume de la planète, avec comme valeurs extrêmes 92 km dans la région de Syria Planum et à peine 3 km sous le bassin d'impact d'Isidis Planitia, tandis que la croûte aurait moins de 10 km sous toute la région d'Utopia Planitia.

### Résultats de la missionInsight
L'atterrisseur InSight a été construit dans le but d'étudier la structure interne de Mars grâce au sismomètre SEIS. Il fournit le 6 avril 2019 le premier enregistrement d'un séisme martien.
En 2021, les données sismiques recueillies permettent pour la première fois de déterminer avec certitude le rayon du noyau martien : entre 1 810 et 1 860 km, soit environ la moitié de celui du noyau terrestre. Ce résultat, nettement supérieur aux estimations basées sur la masse et le moment d'inertie, implique que le noyau martien contient des éléments légers, peut-être de l'oxygène, en plus du fer-nickel et du soufre.
En 2022, l'enregistrement d'un séisme de magnitude 4,7 en l'absence d'une cause extérieure (chute d'une météorite) permet de conclure à la présence de contraintes mécaniques dans la croûte de la planète.
En 2023, l'analyse des ondes sismiques résultant de l'impact d'une météorite permet d'établir la présence, au-dessus du noyau, d'une couche mantellique fondue,.

### Champ magnétique
Mars ne possède pas de magnétosphère. Toutefois, le magnétomètre et réflectomètre à électrons MAG/ER de la sonde Mars Global Surveyor a mis en évidence dès 1997 un magnétisme rémanent, jusqu'à 30 fois supérieur à celui de l'écorce terrestre, au-dessus de certaines régions géologiquement anciennes de l'hémisphère sud, et notamment dans la région de Terra Cimmeria et Terra Sirenum. Les mesures font état d'un champ magnétique atteignant 1,5 µT à 100 km d'altitude, ce qui requiert la magnétisation d'un volume significatif d'écorce martienne, d'au moins 106 km3. Pendant neuf ans, Mars Global Surveyor a mesuré les paramètres magnétiques au-dessus de la surface martienne, l'instrument MGS MAG (MGS Magnetometer) recueillant des données vectorielles depuis une altitude typiquement de 400 km, s'approchant parfois à 90 km de la surface, et MGS ER (MGS Electron Reflectometer) mesurant le magnétisme total depuis une altitude de 185 km en moyenne. Il n'existe donc pas à l'heure actuelle de carte magnétique de la surface martienne elle-même, de même que la nature exacte des minéraux magnétisés ne peut qu'être supposée dans l'état actuel de nos connaissances.

#### Géographie du paléomagnétisme martien et minéraux impliqués
L'étude des météorites de Mars suggère que ce paléomagnétisme résulte, comme sur Terre, de la magnétisation de minéraux ferromagnétiques tels que la magnétite Fe3O4 et la pyrrhotite Fe1-δS dont les atomes alignent leur moment magnétique sur le champ magnétique global et figent cette configuration en passant en dessous de la température de Curie du minéral, soit par exemple 858 K (585 °C) pour la magnétite, mais seulement 593 K (320 °C) pour la pyrrhotite. Les autres minéraux candidats en tant que vecteurs du paléomagnétisme de l'écorce martienne sont l'ilménite FeTiO3 en solution solide avec l'hématite Fe2O3, de même structure, pour former des titanohématites, et dans une moindre mesure la titanomagnétite Fe2TiO4, dont la magnétisation et la température de Curie sont cependant inférieures.
L'absence d'un tel paléomagnétisme au-dessus des bassins d'impacts de l'hémisphère sud tels qu'Hellas et Argyre est généralement interprétée comme l'indication que Mars ne possédait plus de champ magnétique global lors de ces impacts, bien qu'il soit également possible que le refroidissement des matériaux sur le lieu de l'impact ait été trop rapide pour permettre l'alignement de leur magnétisation éventuelle sur le champ magnétique global. A contrario, un paléomagnétisme significatif, et parfois même assez élevé, a été relevé au-dessus des 14 bassins les plus anciens identifiés sur la planète. De la même façon, aucun champ magnétique notable n'a été détecté au-dessus des régions volcaniques majeures d'Elysium Planitia et du renflement de Tharsis, en revanche un magnétisme faible mais de plus forte intensité a été relevé au-dessus des provinces volcaniques plus petites et plus anciennes des hautes terres australes.
L'analyse des composantes tridimensionnelles du champ magnétique relevé en quelques dizaines de points significatifs de la surface martienne a permis à plusieurs équipes d'extrapoler la position du pôle paléomagnétique de Mars. Ces simulations — qui doivent néanmoins être prises avec un certain recul — sont assez cohérentes entre elles et conduisent à localiser l'un des pôles paléomagnétiques martiens entre 150° E et 330° E d'une part et 30° S et 90° N d'autre part, c'est-à-dire approximativement dans un rayon de 3 600 km autour d'un point situé à mi-chemin entre Alba Mons et Olympus Mons.

#### Inversions de polarité et disparition du magnétisme global
| |  | |
| Paléomagnétisme martien mesuré par Mars Global Surveyor au-dessus de la région de Terra Cimmeria et Terra Sirenum. Les bandes de polarité opposée sont bien visibles, mais aucun axe de symétrie n'a pu être mis en évidence jusqu'à présent. |  | Sur Terre, l'expansion des fonds océaniques se traduit, de part et d'autre des dorsales, par la magnétisation rémanente du plancher océanique en bandes symétriques de polarisation opposée suivant les inversions du champ magnétique global de notre planète. |

Fait remarquable, la magnétisation mesurée par Mars Global Surveyor est structurée en bandes parallèles de polarité opposée, rappelant celles du plancher océanique sur Terre (voir schéma ci-contre) : celui-ci cristallise de part et d'autre des dorsales au fur et à mesure que les plaques s'écartent en « mémorisant » l'orientation du champ magnétique terrestre au moment de la solidification ; chaque inversion du champ magnétique terrestre est donc « enregistrée » dans les roches ainsi formées, dont la magnétisation est par conséquent symétrique de chaque côté de chaque dorsale. Une telle symétrie n'a en revanche jamais été relevée sur Mars, de sorte qu'aucun élément ne permet actuellement de supposer l'existence passée d'une quelconque tectonique des plaques sur la planète rouge. Seule une observation à de plus hautes résolutions permettrait de clore le débat.
Lorsqu'il est global, le champ magnétique d'une planète est principalement d'origine interne. On suppose qu'il est provoqué par la convection des fluides conducteurs (c'est-à-dire des métaux liquides) composant la partie externe du noyau. Ce processus est connu sous le nom d'effet dynamo. Ces mouvements de convection impliquent l'existence d'un gradient thermique suffisant du noyau vers le manteau ; en l'absence d'un tel gradient, l'effet dynamo ne pourrait pas se maintenir.
Ce fait serait à l'origine de la disparition du champ magnétique global de Mars, il y a sans doute au moins quatre milliards d'années : les impacts d'astéroïdes du grand bombardement tardif auraient injecté suffisamment d'énergie thermique dans le manteau de Mars en convertissant en chaleur l'énergie cinétique des impacteurs, ce qui aurait stoppé l'effet dynamo en annulant le gradient thermique nécessaire à son maintien.

#### Origine de la dichotomie magnétique entre hémisphères nord et sud
L'attribution de la disparition du champ magnétique global martien à un impact cosmique a été reprise dans une théorie alternative impliquant cette fois une protoplanète résiduelle de la taille de la Lune percutant Mars bien avant le grand bombardement tardif, c'est-à-dire quelques dizaines de millions d'années seulement après la formation de la planète (de façon similaire à l'impact hypothétique de Théia avec la proto-Terre), au voisinage du pôle nord actuel et sous un angle d'incidence assez faible : cet impact serait à l'origine d'une part de la dichotomie crustale, (l'idée n'est pas nouvelle, recoupant la théorie, assez discutée, du bassin boréal) et d'autre part de l'absence de paléomagnétisme dans l'écorce de l'hémisphère nord, en raison de la disparition du gradient thermique entre le noyau et le manteau dans l'hémisphère nord uniquement, laissant subsister un effet dynamo concentré dans l'hémisphère sud. Mars aurait ainsi connu transitoirement un magnétisme non pas global, mais « hémisphérique » et décentré vers le pôle sud, ce qui expliquerait l'intensité exceptionnelle du magnétisme rémanent dans certaines parties de l'écorce de l'hémisphère sud, ainsi que l'absence de paléomagnétisme notable dans l'hémisphère nord.
Cette théorie n'est pas la seule proposée pour rendre compte de la superposition d'une « dichotomie magnétique » à la dichotomie crustale martienne : la différence d'épaisseur et de structure de l'écorce martienne entre les deux hémisphères, la fonte partielle de l'écorce de l'hémisphère nord à l'origine du remodelage de sa surface, et la serpentinisation de l'écorce martienne au Noachien, sont les explications les plus couramment avancées.

#### Aurores
Des aurores peuvent se produire au-dessus des anomalies magnétiques de la croûte martienne. Selon toute vraisemblance, elles ne peuvent cependant pas être perçues par l’œil humain, car elles émettent principalement dans l’ultraviolet.

### Volcanisme
Le volcanisme martien aurait débuté il y a près de quatre milliards d'années, à la fin du Noachien après le grand bombardement tardif. Il aurait connu son intensité maximale à l'Hespérien — entre 3,7 et 3,2 Ga selon l'échelle de Hartmann & Neukum — puis se serait progressivement affaibli tout au long de l'Amazonien. Il a produit d'énormes volcans boucliers qui sont les plus grands édifices volcaniques connus du Système solaire : le plus large d'entre eux, Alba Mons, a un diamètre d'environ 1 600 km à la base, tandis que le plus gros est Olympus Mons, sur la marge occidentale du renflement de Tharsis, qui atteint 22,5 km de haut de la base au sommet. Il a également produit de nombreux stratovolcans, bien plus petits, plusieurs centaines de petits volcans de quelques centaines de mètres de large (par exemple sur Syria Planum) ainsi que des plaines de lave, similaires aux étendues volcaniques identifiées sur la Lune, sur Vénus ou sur Mercure.

#### Plaines de lave
La plus ancienne forme de volcanisme martien, remontant à la fin du Noachien et perdurant jusqu'au début de l'Hespérien, serait celle des étendues basaltiques qui recouvrent le fond des bassins d'impact d'Argyre Planitia et d'Hellas Planitia, ainsi que certaines étendues planes et lisses localisées entre ces deux bassins et celui d'Isidis, de façon rappelant les terrains volcaniques lisses identifiés sur Mercure (par exemple Borealis Planitia), sur Vénus (typiquement Guinevere Planitia) et sur la Lune (les « mers » lunaires), la plupart du temps corrélées à des impacts cosmiques.
Sur Mars, ces plaines de lave noachiennes constituent les régions de Malea Planum, Hesperia Planum et Syrtis Major Planum, qui se présentent comme des plateaux basaltiques dont la surface, typique de l'Hespérien, est géologiquement plus récente. La dynamique sous-jacente à ce type de volcanisme, entre fissure et point chaud, n'est pas vraiment comprise ; en particulier, on n'explique pas complètement le fait que les volcans de Malea, d'Hesperia et d'Elysium sont plus ou moins alignés sur plus d'un tiers de circonférence martienne.

#### Typologie et distribution des volcans martiens

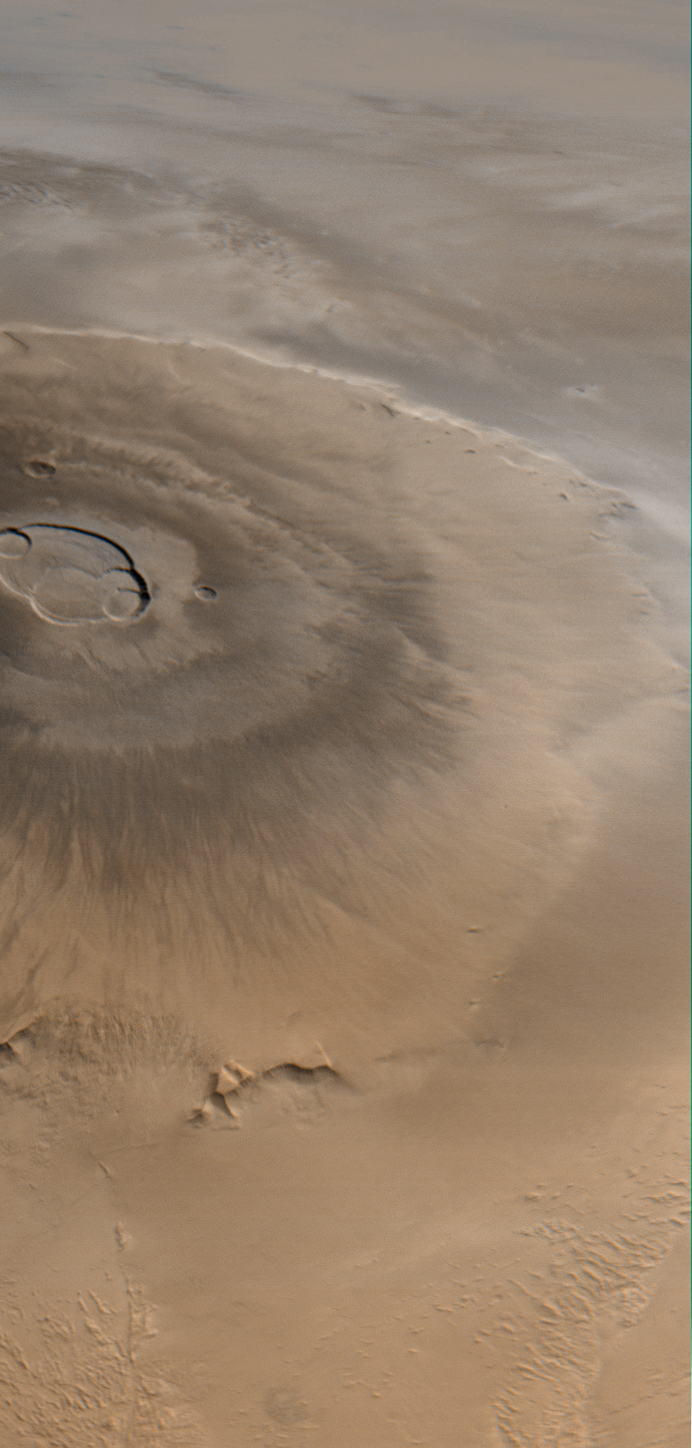
Cliché d'Olympus Mons obtenu par la sonde Mars Global Surveyor. Son sommet culmine à 21.2 km au-dessus du niveau de référence martien (22.5 km au-dessus des plaines alentour), et sa base atteint 624 km de large. Il s'agit du plus haut volcan connu du Système solaire.

Le volcanisme martien est surtout connu pour ses volcans boucliers, les plus grands du Système solaire. Ce type de volcan est caractérisé par la très faible pente de ses flancs. Sur Terre, un tel volcan résulte d'épanchements de laves pauvres en silice, très fluides, qui s'écoulent facilement sur de grandes distances, formant des structures aplaties s'étalant sur des surfaces très importantes, contrairement, par exemple, aux stratovolcans, dont le cône, bien formé, a une base bien plus restreinte. Le type même de volcan bouclier est, sur Terre, le Mauna Loa, à Hawaï ; le Piton de la Fournaise, à La Réunion, en est un autre, plus petit mais très actif.
Le plus emblématique des volcans boucliers martiens, Olympus Mons, mesure quelque 22,5 km de haut pour 648 km de large et possède une caldeira sommitale de 85 × 60 × 3 km résultant de la coalescence de six cratères distincts. Mars possède les cinq plus hauts volcans connus du Système solaire (altitudes données par rapport au niveau de référence martien) :
1. Olympus Mons (21 229 m), en marge occidentale du renflement de Tharsis ;
2. Ascraeus Mons (18 225 m), volcan septentrional de Tharsis Montes ;
3. Arsia Mons (17 761 m), volcan méridional de Tharsis Montes ;
4. Pavonis Mons (14 058 m), volcan central de Tharsis Montes ;
5. Elysium Mons (14 028 m), volcan principal d'Elysium Planitia.

À titre de comparaison, le plus haut volcan vénusien, Maat Mons, ne culmine qu'à 8 000 m environ au-dessus du rayon moyen de Vénus, qui sert de niveau de référence sur cette planète.
Sur Mars se trouve également le plus large des volcans du Système solaire, Alba Mons, dont l'altitude ne dépasse pas 6 600 m mais qui s'étend sur environ 1 600 km de large.
Les volcans boucliers martiens atteignent des tailles gigantesques par rapport à leurs équivalents terrestres en raison de l'absence de tectonique des plaques sur Mars : l'écorce martienne demeure immobile par rapport aux points chauds, qui peuvent ainsi la percer au même endroit pendant de très longues périodes de temps pour donner naissance à des édifices volcaniques résultant de l'accumulation de laves pendant parfois plusieurs milliards d'années, alors que, sur Terre, le déplacement des plaques lithosphériques au-dessus de ces points chauds conduit à la formation d'un chapelet de parfois plusieurs dizaines de volcans, chacun ne demeurant actif que pendant quelques millions d'années, ce qui est bien trop bref pour permettre la formation de structures aussi imposantes que sur Mars. L'archipel d'Hawaï est le meilleur exemple terrestre illustrant le déplacement d'une plaque tectonique au-dessus d'un point chaud, en l'occurrence de la plaque pacifique au-dessus du point chaud d'Hawaï ; de la même façon, l'archipel des Mascareignes résulte du déplacement de la plaque somalienne au-dessus du point chaud de la Réunion.
Les six volcans boucliers martiens se répartissent géographiquement en deux régions volcaniques voisines d'inégale importance :
- la région d'Elysium Planitia, à l'ouest d'Amazonis Planitia, où se trouvent Elysium Mons, qui semble être de nature différente (moins « rouge » et plus « gris ») des autres volcans, et trois autres volcans plus petits ;
- le renflement de Tharsis, immense soulèvement crustal de 5 500 km de diamètre au sud-est d'Amazonis, où se trouvent les cinq autres grands volcans boucliers martiens ainsi que d'innombrables volcans plus petits, dont cinq seulement ont reçu un nom.

Ces volcans plus petits sont souvent des volcans boucliers anonymes, comme ceux de Syria Planum,, mais certains de taille intermédiaire rappellent davantage les stratovolcans, qui résultent de l'accumulation de dépôts de laves mêlées de cendres volcaniques. Ce sont les tholi (pluriel latin de tholus), édifices de taille plus modeste que les volcans boucliers, aux pentes plus accusées, surtout près du cratère, ainsi que les paterae, qui se réduisent parfois à leur caldeira. Tous ces types de volcans sont présents dans les régions du renflement de Tharsis et d'Elysium Planitia, la tendance générale étant cependant d'observer les volcans boucliers plutôt dans la région de Tharsis tandis que les volcans d'Elysium s'apparentent davantage à des stratovolcans.

#### Origine et chronologie du volcanisme martien
La discontinuité entre Phyllosien et Theiikien, qui coïnciderait plus ou moins avec les débuts de l'hypothétique « grand bombardement tardif » (LHB en anglais), matérialiserait l'époque d'activité volcanique maximum, qui se prolongerait au Theiikien et au Sidérikien — et donc à l'Hespérien et à l'Amazonien — en disparaissant progressivement au fur et à mesure que la planète aurait perdu l'essentiel de son activité interne. Une corrélation entre le volcanisme de l'Hespérien et les impacts cosmiques du Noachien n'est d'ailleurs pas à exclure. Ce volcanisme aurait atteint son maximum à la suite des impacts cosmiques massifs à la fin de l'éon précédent, et chacune des cinq régions volcaniques de la planète jouxte directement un bassin d'impact :
- le renflement de Tharsis, plus grande formation volcanique martienne, en bordure de l'hypothétique bassin boréal, plus grand bassin d'impact de la planète (et du Système solaire), le bouclier d'Alba Mons étant, de surcroît, situé exactement aux antipodes d'Hellas Planitia ;
- la région d'Elysium Mons, en bordure d'Utopia Planitia et voisine des antipodes d'Argyre Planitia ;
- Malea Planum, en bordure sud-ouest d'Hellas Planitia, et Hesperia Planum en bordure nord-est, cette dernière région étant également voisine des antipodes de Chryse Planitia ;
- Syrtis Major Planum, en bordure d'Isidis Planitia.

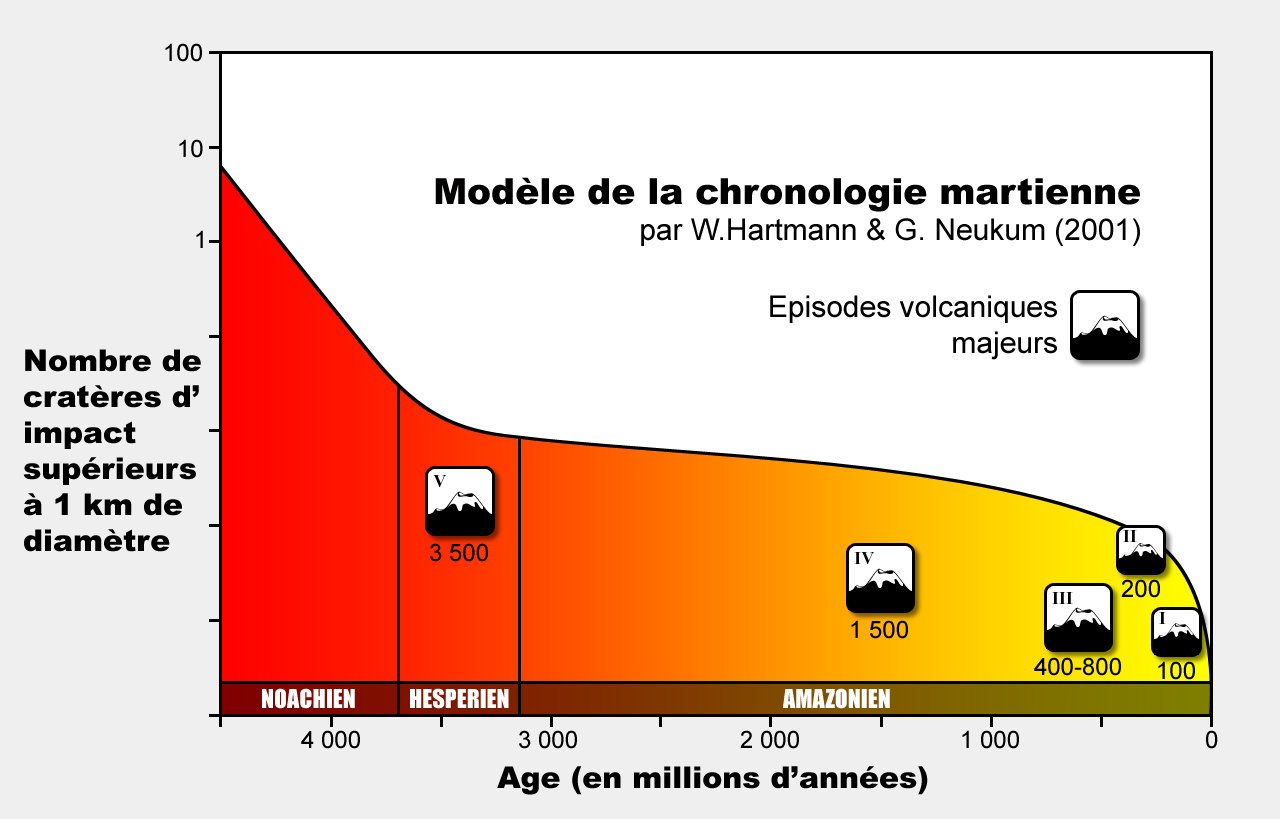
Séquences volcaniques martiennes selon W. Hartmann et G. Neukum.

La superficie et la masse de Mars étant respectivement 3,5 et 10 fois moindres que celles de la Terre, cette planète s'est refroidie plus rapidement que la nôtre et son activité interne s'est donc réduite également plus vite : alors que le volcanisme et, plus généralement, la tectonique (orogenèse, séismes, tectonique des plaques, etc.) sont encore très actifs sur Terre, ils ne semblent plus être notables sur Mars, où aucune tectonique des plaques, même passée, n'a jamais pu être mise en évidence.
Le volcanisme martien paraît également avoir cessé d'être actif, bien que l'âge, semble-t-il très récent, de certaines coulées de lave suggère, pour certains volcans, une activité actuellement certes très réduite, mais peut-être pas rigoureusement nulle, d'autant que Mars, contrairement à la Lune, n'a pas fini de se refroidir, et que son intérieur, loin d'être entièrement figé, contient en réalité un noyau peut-être entièrement liquide,. D'une manière générale, l'analyse des données recueillies par Mars Express a conduit une équipe de planétologues de l'ESA dirigée par l'Allemand Gerhard Neukum à proposer une séquence en cinq épisodes volcaniques :
- 1 : épisode volcanique majeur de l'Hespérien il y a environ 3,5 milliards d'années ;
- 2 et 3 : regain de volcanisme il y a environ 1,5 milliard d'années, puis entre 800 et 400 millions d'années avant le présent ;
- 4 et 5 : épisodes volcaniques récents d'intensité rapidement décroissante il y a environ 200 et 100 millions d'années.

Ces datations reposent sur l'évaluation du taux de cratérisation des coulées de lave correspondantes, qui semble recoupée par les observations indirectes à moyen terme mais contredites par les observations directes à court terme déduites de la fréquence des impacts récents observés sur plus de dix ans par les sondes satellisées autour de Mars, la principale difficulté de ce type de datation étant d'évaluer les biais statistiques introduits par la différence notable d'ordres de grandeur entre les surfaces anciennes (âgées de plus 2 milliards d'années), qui représentent une fraction importante de la surface de Mars, et les surfaces les plus récentes (âgées de moins de 200 millions d'années), qui sont comparativement extrêmement réduites.
Par ailleurs, si la fréquence des impacts récents relevée par les sondes satellisées autour de Mars semble suggérer un taux de cratérisation plus élevé que celui habituellement retenu pour dater les formations martiennes (ce qui conduirait à devoir « rajeunir » toutes ces datations), il semblerait plutôt que, sur le long terme, ce taux de cratérisation ait au contraire été divisé par trois depuis 3 milliards d'années, ce qui tendrait à « vieillir » les datations martiennes, et ce d'autant plus qu'elles sont relatives à des phénomènes récents.

### Chimie et minéralogie
La minéralogie de la surface martienne n'a longtemps pu être approchée qu'à travers l'étude de quelques dizaines de météorites de Mars. Bien que peu nombreuses et restreintes à des époques géologiques limitées, ces météorites permettent d'évaluer l'importance des roches basaltiques sur Mars. Elles soulignent les différences de composition chimique entre Mars et la Terre et témoignent de la présence d'eau liquide à la surface de la planète il y a plus de quatre milliards d'années. Les « orbiteurs », dont les spectromètres permettent de déterminer la nature des phases solides présentes en surface, et les atterrisseurs, qui peuvent analyser chimiquement la composition d'échantillons prélevés sur des rochers ou dans le sol, nous ont permis depuis d'affiner notre connaissance des minéraux martiens.

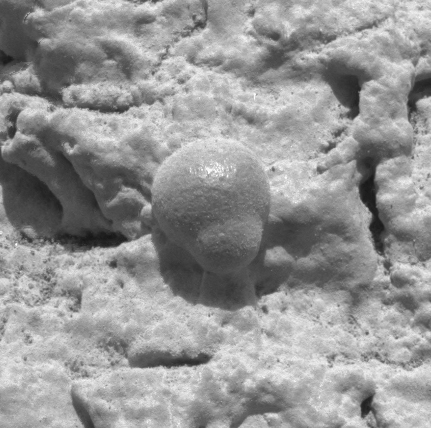
Sphérule d'hématite sur « El Capitan » vue par le rover Opportunity en février 2004 dans Meridiani Planum.

| |  | |
| Image composite du rocher « El Capitan » vu par la caméra panoramique (PanCam) du rover Opportunity en bordure du cratère Eagle, dans la région de Meridiani Planum, en février 2004. C'est sur ce rocher qu'ont été caractérisées des sphérules d'hématite, a priori formées en milieu aqueux. |  | Vue du rocher « El Capitan » et de sphérules, ou « myrtilles, » riches en hématite, à la surface et dans la roche. |

#### Analysesin situpar les atterrisseurs
Dès les années 1970, les sondes Viking 1 et Viking 2 ont analysé le sol martien, révélant une nature qui pourrait correspondre à l'érosion de basaltes. Ces analyses ont montré une abondance élevée en silicium Si et en fer Fe, ainsi qu'en magnésium Mg, aluminium Al, soufre S, calcium Ca et titane Ti, avec des traces de strontium Sr, d'yttrium Y et peut-être de zirconium Zr. Le taux de soufre était près de deux fois supérieur, et celui de potassium cinq fois inférieur, à la moyenne de l'écorce terrestre. Le sol contenait également des composés de soufre et de chlore ressemblant aux dépôts d'évaporites, résultant sur Terre de l'évaporation de l'eau de mer. La concentration en soufre était plus élevée en surface qu'en profondeur. Les expériences destinées à déterminer la présence d'éventuels microorganismes dans le sol martien en mesurant la libération d'oxygène après adjonction de « nutriments » ont mesuré un dégagement de molécules O2 significatif, ce qui, en l'absence d'autres traces biologiques par ailleurs relevées, a été attribué à la présence d'ions superoxyde O2−,. Le spectromètre APXS de Mars Pathfinder a réalisé en automne 1997 un ensemble de mesures exprimées en pourcentage pondéral d'oxydes qui sont venues compléter ces résultats avec ceux d'une région différente de la surface de Mars.
La teinte rougeâtre de la planète provient avant tout de l'oxyde de fer(III) Fe2O3, omniprésent à sa surface. Cette hématite amorphe (l'hématite cristallisée, quant à elle, est de couleur grise) est très présente à la surface des roches ainsi que des grains de poussière transportés par les vents qui balayent continuellement la surface de la planète, mais ne semble pas pénétrer très profondément dans le sol, à en juger par les traces laissées depuis l'hiver 2004 par les roues de Mars Exploration Rover, qui montrent que la couleur rouille est celle des couches de poussières, plus épaisses et recouvertes de poussières sombres pour Opportunity, tandis que les roches elles-mêmes sont nettement plus sombres.
Par ailleurs, le sol de Mars analysé in situ par la sonde Phoenix en automne 2008 s'est révélé être alcalin (pH ≈ 7,7 ± 0,5) et contenir de nombreux sels, dont une abondance élevée de potassium K+, de chlorures Cl−, de perchlorates ClO4− et de magnésium Mg2+,. La présence de perchlorates, notamment, a été abondamment commentée, car est a priori assez peu compatible avec la possibilité d'une vie martienne. Ces sels ont la particularité d'abaisser sensiblement la température de fusion de la glace d'eau et pourraient expliquer les « ravines » — gullies en anglais — régulièrement observées par les sondes en orbite autour de la planète, qui seraient ainsi les traces d'écoulements de saumures sur des terrains en pente.
D'une manière générale, les rochers martiens se sont révélés être principalement de nature basaltique tholéitique.
| Sol jonché de rochers volcaniques vu par Mars Pathfinder le 8 septembre 1999. |  | Autre vue du sol martien, par le robot Spirit le 13 avril 2006. |  | Gros plan sur le sol du cratère Eagle montrant des sphérules plus ou moins régulières sur fond de poussière fine. Le plus gros grain a un diamètre de 3 mm, tandis que l'image elle-même couvre une surface de 3 cm de côté. |
| Sol jonché de rochers volcaniques vu par Mars Pathfinder le 8 septembre 1999. |  | Autre vue du sol martien, par le robot Spirit le 13 avril 2006. |  | Gros plan sur le sol du cratère Eagle montrant des sphérules plus ou moins régulières sur fond de poussière fine. Le plus gros grain a un diamètre de 3 mm, tandis que l'image elle-même couvre une surface de 3 cm de côté. |

En 2018, le mini-laboratoire SAM à bord du rover Curiosity détecte des composés organiques (thiophéniques, aromatiques et aliphatiques) dans les sols du cratère Mojave et de Confidence Hills.

#### Résultats recueillis par les orbiteurs

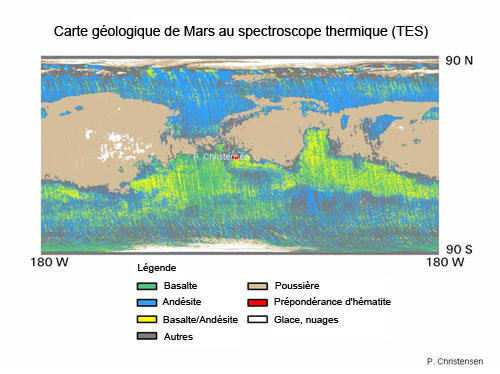
Nature des terrains martiens d'après le spectroscope TES de Mars Global Surveyor. L'hématite grise (cristallisée) apparaît en rouge ; cela a permis de sélectionner le site d'atterrissage du rover Opportunity dans Meridiani Planum.

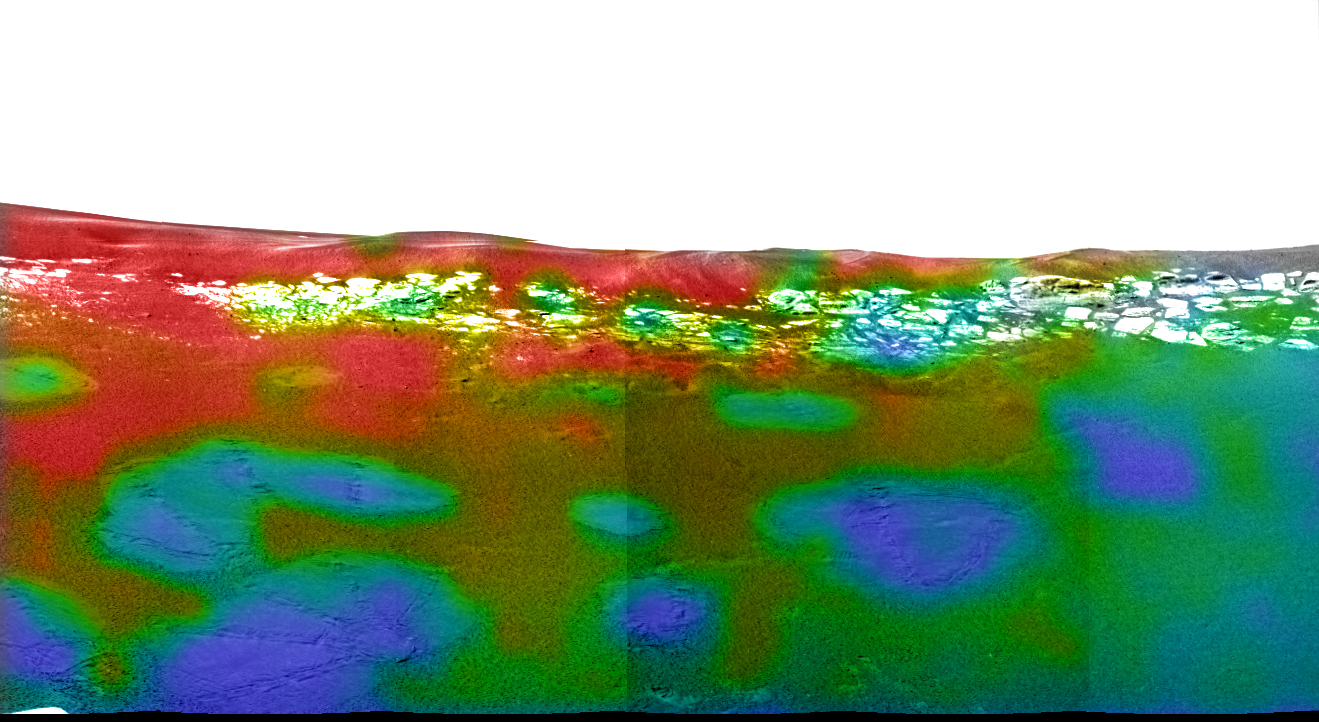
Taux d'hématite grise dans le cratère Eagle vu par l'instrument Mini-TES du lander du rover Opportunity superposés à une vue panoramique du cratère. Les taches bleues au premier plan indiquent que les rebonds des airbags protecteurs sur le sol ont enlevé la poussière riche en hématite.

Des sondes américaines (notamment 2001 Mars Odyssey et Mars Reconnaissance Orbiter) et européenne (Mars Express) étudient globalement la planète depuis plusieurs années (respectivement 2002, 2006 et 2003), permettant d'élargir et d'affiner notre compréhension de sa nature et de son histoire. Si elles ont confirmé la prédominance des basaltes à la surface de la planète, ces sondes ont également recueilli quelques résultats inattendus.

#### Olivine et pyroxènes
Ainsi, la sonde Mars Express, de l'ESA, possède un instrument appelé OMEGA — « Observatoire pour la Minéralogie, l'Eau, les Glaces et l'Activité » — de réalisation essentiellement française, sous la responsabilité de Jean-Pierre Bibring, de l'IAS à Orsay, qui mesure le spectre infrarouge (dans les longueurs d'onde comprises entre 0,35 et 5,2 µm) de la lumière solaire réfléchie par la surface martienne dans le but d'y déceler le spectre d'absorption des différents minéraux qui la composent. Cette expérience a pu confirmer l'abondance des roches ignées sur la surface de Mars, notamment des olivines et des pyroxènes, ces derniers ayant un taux de calcium plus bas dans les hautes terres cratérisées de l'hémisphère sud que dans le reste de la planète, où on le rencontre avec de l'olivine ; ainsi, les matériaux les plus anciens de l'écorce martienne se seraient formés à partir d'un manteau appauvri en aluminium et en calcium.
Olivines et pyroxènes sont les constituants principaux des péridotites, des roches plutoniques bien connues sur Terre pour être le principal constituant du manteau.

#### Phyllosilicates, altération aqueuse de roches ignées
Une découverte déterminante dans la compréhension de l'histoire de Mars a été l'identification par OMEGA de phyllosilicates largement répandus dans les régions les plus anciennes de la planète, révélant l'interaction prolongée des roches ignées avec l'eau liquide. L'instrument CRISM — Compact Reconnaissance Imaging Spectrometer for Mars — de la sonde Mars Reconnaissance Orbiter a permis de préciser la nature de ces minéraux.

#### Chlorures et sulfates hydratés, marqueurs d'un passé humide
OMEGA a également permis de détecter, en de nombreux endroits de la planète, des sulfates hydratés, tels que, par exemple, de la kiesérite MgSO4•H2O dans la région de Meridiani Planum, voire, dans la région de Valles Marineris, des sulfates encore davantage hydratés dont il n'a pas été possible d'identifier la nature minéralogique, ainsi que des dépôts de gypse CaSO4•2H2O sur de la kiesérite au fond d'un lac asséché, indiquant un changement de nature saline de ce plan d'eau au cours de son assèchement, passant du sulfate de magnésium au sulfate de calcium.
De vastes étendues de sulfate de calcium hydraté, vraisemblablement du gypse, ont également été détectées en bordure de la calotte polaire boréale. La présence de ces minéraux hydratés est une indication forte de la présence passée d'étendues d'eau liquide à la surface de Mars, une eau contenant notamment des sulfates de magnésium et de calcium dissous.
La sonde 2001 Mars Odyssey a détecté également la présence de chlorures dans les hautes terres de l'hémisphère sud, résultant de l'évaporation de plans d'eau salée ne dépassant pas 25 km2 en divers endroits de ces terrains anciens remontant au Noachien voire, pour certains, au début de l'Hespérien.

#### Méthane et hydrothermalisme dans la région de Nili Fossae
L'un des résultats les plus étonnants de Mars Reconnaissance Orbiter provient de l'étude détaillée en 2008 de la région de Nili Fossae, identifiée début 2009 comme source d'importants dégagements de méthane. Le méthane a été détecté dès 2003 dans l'atmosphère de Mars, aussi bien par des sondes telles que Mars Express que depuis la Terre ; ces émissions de CH4 se concentreraient notamment en trois zones particulières de la région de Syrtis Major Planum. Or le méthane est instable dans l'atmosphère martienne, des études récentes suggérant même qu'il soit six cents fois moins stable qu'estimé initialement (on évaluait sa durée de vie moyenne à 300 ans) car le taux de méthane n'a pas le temps de s'uniformiser dans l'atmosphère et demeure concentré autour de ses zones d'émission, ce qui correspondrait à une durée de vie de quelques centaines de jours ; la source de méthane correspondante serait par ailleurs 600 fois plus puissante qu'estimé initialement, émettant ce gaz une soixantaine de jours par année martienne, à la fin de l'été de l'hémisphère nord.

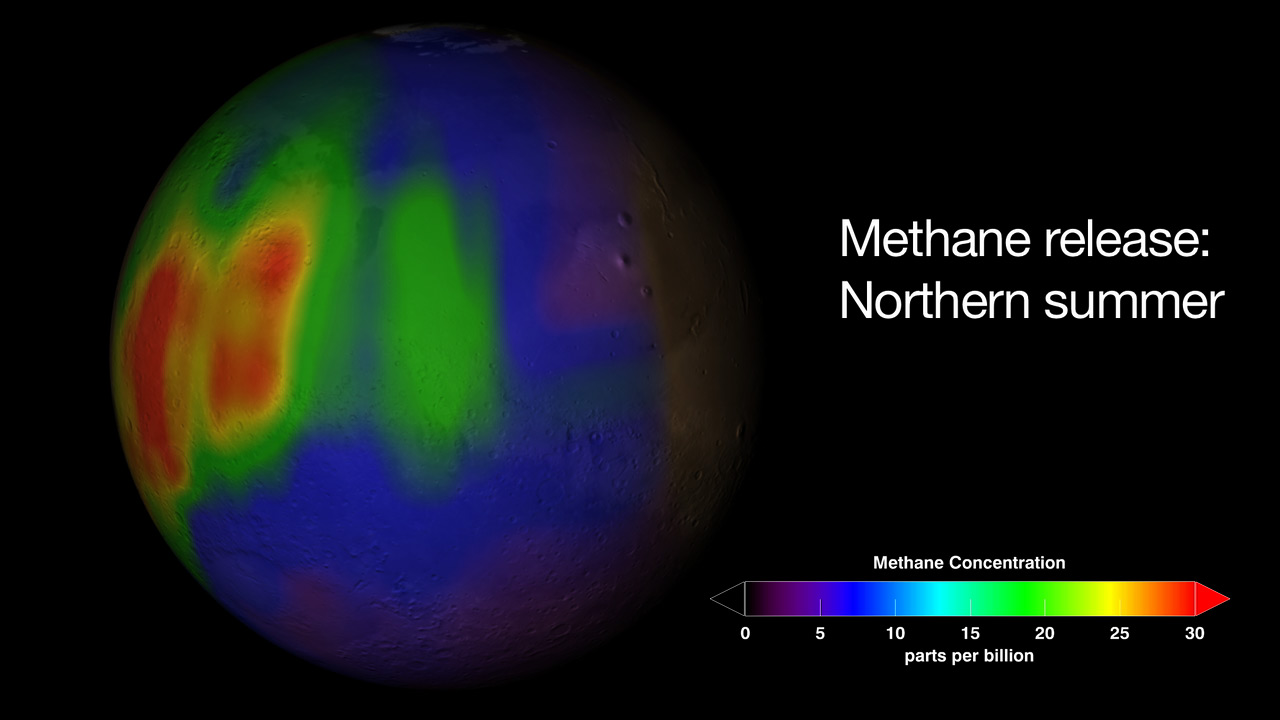
Visualisation d'un dégagement de méthane dans l'atmosphère de Mars début 2009, pendant l'été de l'hémisphère nord martien.

Les analyses géologiques menées en 2008 par la sonde Mars Reconnaissance Orbiter dans la région de Nili Fossae ont révélé la présence d'argiles ferromagnésiennes (smectites), d'olivine (silicate ferromagnésien (Mg,Fe)2SiO4, détectée dès 2003) et de magnésite (carbonate de magnésium MgCO3), révélant la présence d'argiles riches en fer, en magnésium, en olivine et en carbonate de magnésium ainsi qu'en serpentine. La présence simultanée de ces minéraux permet d'expliquer assez simplement la formation de méthane, car, sur Terre, du méthane CH4 se forme en présence de carbonates — tels que le MgCO3 détecté en 2008 — et d'eau liquide lors du métamorphisme hydrothermal d'oxyde de fer(III) Fe2O3 ou d'olivine (Mg,Fe)2SiO4 en serpentine (Mg,Fe)3Si2O5(OH)4, particulièrement lorsque le taux de magnésium dans l'olivine n'est pas trop élevé et lorsque la pression partielle de dioxyde de carbone CO2 est insuffisante pour conduire à la formation de talc Mg3Si4O10(OH)2 mais aboutit au contraire à la formation de serpentine et de magnétite Fe3O4, comme dans la réaction :
24 Mg1,5Fe0,5SiO4 + 26 H2O + CO2 → 12 Mg3Si2O5(OH)4 + 4 Fe3O4 + CH4.
La probabilité de ce type de réactions dans la région de Nili Fossae est renforcée par la nature volcanique de Syrtis Major Planum et par l'étroite corrélation, observée dès 2004, entre le taux d'humidité d'une région et la concentration de méthane dans l'atmosphère.

#### Olivine et jarosite, ne subsistant qu'en climat aride
L'olivine, découverte dans la région de Nili Fossae ainsi qu'en d'autres régions martiennes par le Thermal Emission Spectrometer (TES) de Mars Global Surveyor, est un minéral instable en milieu aqueux, donnant facilement d'autres minéraux tels que de l'iddingsite, de la goethite, de la serpentine, des chlorites, des smectites, de la maghémite et de l'hématite ; la présence d'olivine sur Mars indique donc des surfaces qui n'ont pas été exposées à l'eau liquide depuis la formation de ces minéraux, laquelle remonte à plusieurs milliards d'années, jusqu'au Noachien pour les terrains les plus anciens. Il s'agit donc d'une indication forte de l'aridité extrême du climat martien au cours de l'Amazonien, aridité qui avait, semble-t-il, déjà commencé, au moins localement, à la fin de l'Hespérien.
Par ailleurs, la découverte, par le rover martien Opportunity sur Meridiani Planum en 2004, de jarosite, un sulfate ferrique hydraté de sodium (sur Terre, le sodium y est remplacé par le potassium) de formule NaFe(III)3(OH)6(SO4)2, a permis de préciser encore davantage l'enchainement des épisodes climatiques sur Mars. Ce minéral se forme en effet, sur Terre, par l'altération de roches volcaniques en milieu aqueux oxydant acide, de sorte que sa détection sur Mars implique l'existence d'une période de climat humide permettant l'existence d'eau liquide acide. Mais ce minéral est également assez rapidement dégradé par l'humidité, pour former des oxyhydroxydes ferriques tels que la goethite α-FeO(OH), qui a par ailleurs été retrouvée en d'autres endroits de la planète (notamment par le rover Spirit dans le cratère Gusev). Par conséquent, la formation de la jarosite en climat humide a dû être rapidement suivie jusqu'à nos jours d'un climat aride afin de préserver ce minéral, nouvelle indication que l'eau liquide avait cessé d'exister à l'Amazonien mais avait été présente aux époques antérieures de l'histoire de Mars.

#### Développements récents
En 2015, la NASA annonce y avoir détecté des écoulements de « saumures de différentes compositions, faites de chlorate et perchlorate de magnésium et de perchlorate de sodium, mêlés à un peu d’eau. ». D'après les analyses, il y aurait de l'eau liquide ou glacée dans le sous-sol martien. (voir « Eau sur Mars » et « Écoulements saisonniers sur Mars »)
En 2021, la NASA annonce la découverte de traces d'acide benzoïque sur la planète.
En 2024, le rover Curiosity roule accidentellement sur des pierres qui se cassent sous son poids et se revèlent être des morceaux de soufre pur. C'est la première fois que du soufre est découvert sous cette forme à la surface de Mars,,.
En 2025, la réanalyse de données acquises par Curiosity sur les sédiments d'un lac asséché révèle la présence de molécules de décane (C10H22), d'undécane (C11H24) et de dodécane (C12H26), des alcanes linéaires qui, sur Terre, proviennent de la décomposition d'acides gras (notamment ceux des membranes plasmiques). Il est cependant possible que leur origine soit abiotique,,.

## Histoire géologique de Mars
Le scénario qui suit se veut une synthèse plausible déduite des connaissances actuelles issues des différentes campagnes d'exploration de Mars depuis une quarantaine d'années et dont les résultats sont résumés dans l'article Géologie de Mars.

### Formation et différenciation
Comme les autres planètes du Système solaire, Mars se serait formée il y a environ 4,6 milliards d'années par accrétion gravitationnelle de planétésimaux résultant de la condensation de la nébuleuse solaire. Étant située en deçà de la limite des 4 au du Soleil, au-delà de laquelle peuvent se condenser les composés volatils tels que l'eau H2O, le méthane CH4 ou encore l'ammoniac NH3, Mars s'est formée à partir de planétésimaux de nature essentiellement sidérophile (riches en fer) et lithophile (constitués de silicates), mais avec une teneur accrue en éléments chalcophiles, à commencer par le soufre qui semble bien plus abondant sur Mars que sur Terre, comme l'ont révélé des mesures réalisées par Mars Global Surveyor.
Cette teneur élevée en soufre aurait eu pour effet de favoriser la différenciation du globe martien, d'une part en abaissant la température de fusion des matériaux qui le constituent, et d'autre part en formant des sulfures de fer qui ont séparé chimiquement le fer des silicates et ont accéléré sa concentration au centre de la planète pour y former un noyau d'éléments sidérophiles, plus riche en éléments chalcophiles que le noyau terrestre ; l'étude des isotopes radiogéniques des météorites de Mars, et notamment du système 182Hf/182W, a ainsi révélé que le noyau de Mars se serait formé en à peine 30 millions d'années, contre plus de 50 millions d'années pour la Terre. Ce taux d'éléments légers expliquerait à la fois pourquoi le noyau de Mars est encore liquide, et pourquoi les épanchements de lave les plus anciens identifiés à la surface de la planète semblent avoir été particulièrement fluides, jusqu'à s'écouler sur près d'un millier de kilomètres autour d'Alba Patera par exemple.
La nature des planétésimaux qui ont conduit à la formation de la planète a déterminé la nature de l'atmosphère primordiale de Mars, par dégazage progressif des matériaux en fusion dans la masse de la planète en cours de différenciation. En l'état actuel des connaissance, cette atmosphère devait être bien plus dense qu'aujourd'hui, essentiellement constituée de vapeur d'eau H2O ainsi que de dioxyde de carbone CO2, d'azote N2, de dioxyde de soufre SO2, et peut-être d'assez grandes quantités de méthane CH4.
Au début de son existence, Mars a certainement dû perdre, plus rapidement que la Terre, une fraction importante de la chaleur issue de l'énergie cinétique des planétésimaux qui se sont écrasés les uns sur les autres pour conduire à sa formation : sa masse est en effet 10 fois moindre que celle de la Terre, alors que sa surface est seulement 3,5 fois plus réduite, ce qui signifie que le rapport surface/masse de la planète rouge est près de trois fois plus élevé que celui de notre planète. Une croûte a donc certainement dû se solidifier à sa surface en une centaine de millions d'années, et il est possible que la dichotomie crustale observée aujourd'hui entre les hémisphères nord et sud remonte aux quelques centaines de millions d'années qui ont suivi la formation de la planète.
Une fois suffisamment refroidie, il y a environ 4,5 à 4,4 milliards d'années, la surface solide de la planète dut recevoir en pluie la vapeur d'eau atmosphérique condensée, qui réagit avec le fer contenu dans les minéraux chauffés pour l'oxyder en libérant de l'hydrogène H2, lequel, trop léger pour s'accumuler dans l'atmosphère, s'échappa dans l'espace. Ceci aurait conduit à une atmosphère primitive où ne subsistèrent plus que le CO2, le N2 et le SO2 comme constituants majoritaires de l'atmosphère martienne primitive, avec une pression atmosphérique totale alors plusieurs centaines de fois supérieure à ce qu'elle est aujourd'hui ; la pression standard actuelle au niveau de référence martien est, par définition, de 610 Pa.

### Champ magnétique global et climat tempéré humide

#### Environnement martien au Noachien
Pendant l'époque géologique appelée Noachien qui prit fin il y a environ 3,7 à 3,5 milliards d'années, Mars semble avoir offert des conditions très différentes de celles d'aujourd'hui et assez similaires à celles de la Terre à cette époque, avec un champ magnétique global protégeant une atmosphère épaisse et peut-être tempérée permettant l'existence d'une hydrosphère centrée autour d'un océan boréal occupant l'actuelle étendue de Vastitas Borealis.
L'existence passée d'un champ magnétique global autour de Mars a été découverte à travers l'observation, réalisée dès 1998 par Mars Global Surveyor, d'un paléomagnétisme au-dessus des terrains les plus anciens de l'hémisphère sud, notamment dans la région de Terra Cimmeria et Terra Sirenum. La magnétosphère produite par ce champ magnétique global devait agir, comme la magnétosphère terrestre de nos jours, en protégeant l'atmosphère de Mars de l'érosion par le vent solaire, qui tend à éjecter dans l'espace les atomes de la haute atmosphère en leur transférant l'énergie nécessaire pour atteindre la vitesse de libération.
Un effet de serre aurait été à l'œuvre pour tempérer l'atmosphère martienne, qui sinon aurait été plus froide qu'aujourd'hui en raison du plus faible rayonnement émis par le Soleil, alors encore jeune et en voie de stabilisation. Les simulations montrent qu'une pression partielle de 150 kPa de CO2 aurait permis d'avoir une température moyenne au sol égale à celle d'aujourd'hui, soit 210 K (un peu moins de −60 °C). Un renforcement de cet effet de serre au-delà de cette température aurait pu provenir de plusieurs facteurs complémentaires :
- la condensation du CO2 en nuages réfléchissants dans le domaine de l'infrarouge aurait contribué à renvoyer au sol le rayonnement thermique qu'il émet, de façon encore plus efficace que ne le font les nuages terrestres, constitués d'eau,
- la présence en haute altitude de SO2 très absorbant dans le domaine de l'ultraviolet aurait contribué à réchauffer la haute atmosphère, comme le fait la couche d'ozone sur Terre par un mécanisme similaire,
- le rôle de l'eau et du méthane (le CH4 engendre un effet de serre vingt fois plus puissant que celui du CO2) n'est peut-être pas non plus à négliger.

#### Indices d'une hydrosphère martienne au Noachien

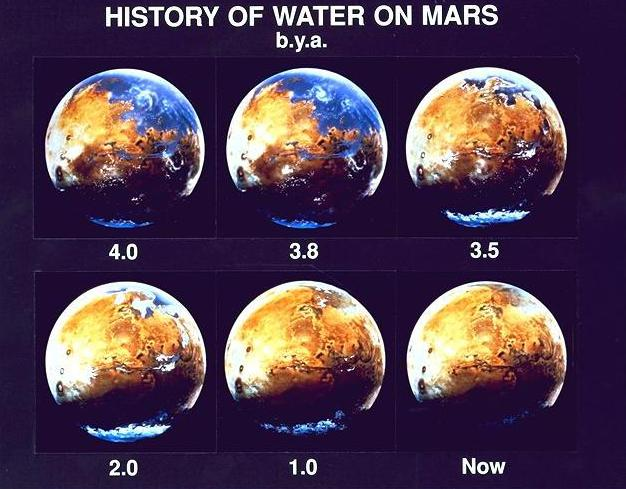
Évolution proposée de l'hydrosphère martienne.

Nous savons que l'eau liquide était alors abondante sur Mars car l'étude minéralogique de la surface de la planète a révélé la présence significative de phyllosilicates dans les terrains remontant à cette époque,,. Or les phyllosilicates sont de bons indicateurs de l'altération de roches ignées en milieu humide. L'abondance de ces minéraux dans les sols antérieurs à environ 4,2 milliards d'années a conduit l'équipe de planétologues de l'ESA responsable de l'instrument OMEGA et dirigée par Jean-Pierre Bibring à proposer la dénomination de Phyllosien pour l'éon stratigraphique correspondant : c'est l'époque semble-t-il la plus humide qu'ait connu la planète Mars.
Des études plus fines réalisées in situ par les deux Mars Exploration Rovers, Spirit et Opportunity, respectivement dans le cratère Gusev, au sud d'Apollinaris Patera, et sur Meridiani Planum, suggèrent même l'existence passée d'une hydrosphère suffisamment importante pour avoir pu homogénéiser le taux de phosphore des minéraux analysés sur ces deux sites situés de part et d'autre de la planète. Une approche différente, fondée sur la cartographie de l'abondance du thorium, du potassium et du chlore à la surface de Mars par le spectromètre gamma (GRS) de la sonde Mars Odyssey, aboutit au même résultat.
Par ailleurs, l'étude détaillée des traces laissées dans le paysage martien par de supposés cours d'eau et étendues liquides a conduit à proposer l'existence d'un véritable océan couvrant près du tiers de la surface de la planète au niveau de l'actuel Vastitas Borealis. Dans un article de 1991 devenu classique, Baker et al. allaient jusqu'à identifier certaines structures aux traces d'un ancien rivage. Les lignes côtières ainsi identifiées se trouvaient de surcroît correspondre aux courbes d'altitude constante corrigées des déformations ultérieures déduites du volcanisme et d'estimations quant au changement d'axe de rotation de la planète. Ces projections, parfois assez hardies, n'ont cependant pas convaincu tout le monde, et d'autres théories ont également été proposées pour rendre compte de ces observations, notamment en se fondant sur la possible origine volcanique des structures ainsi interprétées.
L'idée d'un océan boréal au cœur d'une hydrosphère étendue demeure néanmoins toujours aussi séduisante, et de nombreuses équipes travaillent à analyser, avec des outils toujours plus performants, les données topographiques continuellement enrichies des informations recueillies par les sondes actuellement en fonctionnement autour de Mars, dans l'espoir d'établir la distribution géographique de l'hydrosphère martienne au Noachien.
Dans le même ordre d'idées, l'existence du lac Eridania au cœur des hautes terres de Terra Cimmeria a été suggérée pour expliquer notamment la genèse de Ma'adim Vallis à partir de l'observation de certaines formations topographiques interprétées comme d'anciens rivages fossilisés,.

#### Éventualité d'une abiogenèse au Noachien
Les conditions martiennes du Noachien auraient peut-être pu permettre l'émergence de formes de vie sur Mars comme cela s'est passé sur Terre : outre la présence d'eau liquide et l'effet de serre qui aurait pu maintenir une température suffisamment élevée, l'abondance des argiles permet d'envisager des scénarios d'apparition de la vie élaborés dans le cadre de certaines des (nombreuses) théories d'abiogenèse, tandis que d'autres théories (par exemple celle conçue à la fin du XXe siècle par Günter Wächtershäuser,,,) envisagent l'abiogenèse terrestre dans des sources hydrothermales riches en sulfure de fer(II) FeS, un environnement également susceptible d'avoir existé sur Mars au Noachien. Ces conditions seraient cependant rapidement devenues nettement moins favorables à l'éon suivant, l'Hespérien, qui aurait débuté au plus tard il y a 3,5 milliards d'années : dominé par la chimie du soufre, il s'est certainement traduit par un abaissement significatif du pH de l'eau martienne sous l'effet de pluies d'acide sulfurique H2SO4, qui auraient eu accessoirement pour conséquence de permettre l'existence d'eau liquide à des températures sensiblement inférieures à 0 °C.
Or les plus anciennes traces de « vie » détectées sur notre planète ne remontent pas au-delà de 3,85 milliards d'années pour la plus reculée de toutes les dates publiées (autour de la limite conventionnelle entre l'Hadéen et l'Archéen), soit 700 millions d'années après la formation de la Terre, c'est-à-dire presque autant que la durée totale du premier éon martien dans l'hypothèse la plus favorable, comme le rappelle la chronologie ci-dessous des éons terrestres comparée à l'échelle de Hartmann standard et à l'échelle de Hartmann & Neukum :
Dans ces conditions, si un processus d'abiogenèse avait pu aboutir sur Mars au Noachien, il aurait conduit à des formes de vie qui auraient eu très peu de temps pour évoluer avant les bouleversements de l'Hespérien, à une époque — autour de 4 à 3,8 milliards d'années avant le présent — marquée par les impacts d'astéroïdes du grand bombardement tardif.
À titre de comparaison, la photosynthèse ne serait pas apparue sur Terre avant 3 milliards d'années, voire seulement 2,8 milliards d'années,, tandis que les plus anciennes cellules eucaryotes ne remonteraient pas au-delà de 2,1 milliards d'années, et la reproduction sexuée ne daterait pas de plus de 1,2 milliard d'années.

### Premiers épanchements volcaniques et grand bombardement tardif
Alors que le Phyllosien semble avoir été plutôt dépourvu d'activité volcanique, l'analyse détaillée des données recueillies par l'instrument OMEGA de Mars Express, conçu pour l'analyse minéralogique de la surface martienne, a conduit à identifier, à la fin de cet éon, une période de transition, s'étendant d'environ 4,2 à 4,0 milliards d'années avant le présent, marquée par l'apparition d'une activité volcanique significative alors que la planète connaissait vraisemblablement encore des conditions tempérées et humides sous une atmosphère plutôt épaisse.
De surcroît, l'exploration par des sondes de la surface des planètes telluriques — à commencer par la Lune — à la fin du XXe siècle a conduit à postuler un épisode dit de « grand bombardement tardif » (appelé Late Heavy Bombardment en anglais) s'étendant sur une période datée approximativement de 4,0 à 3,8 milliards d'années avant le présent, à plus ou moins 50 millions d'années près. C'est au cours de cet épisode que se seraient formés les grands bassins d'impact aujourd'hui visibles sur Mars, tels qu'Hellas, Argyre ou encore Utopia.
Survenu à la fois sur Terre et sur Mars, ce cataclysme serait peut-être également à l'origine de la différence de concentration en oxyde de fer (plus du simple au double) observée entre le manteau de la Terre et celui de Mars. Les impacts cosmiques auraient en effet liquéfié le manteau terrestre sur peut-être 1 200 à 2 000 km d'épaisseur, portant la température de ce matériau jusqu'à 3 200 °C, température suffisante pour réduire le FeO en fer et en oxygène. Le noyau terrestre aurait ainsi connu un apport supplémentaire en fer issu de la réduction du manteau à l'issue de ce bombardement météoritique, ce qui expliquerait la teneur pondérale résiduelle d'environ 8 % de FeO dans le manteau terrestre. Sur Mars, au contraire, la température du manteau fondu n'aurait jamais dépassé 2 200 °C, température insuffisante pour réduire l'oxyde de fer(II) et laissant donc inchangée la teneur en FeO du manteau martien à environ 18 %. Cela expliquerait pourquoi Mars est aujourd'hui extérieurement plus de deux fois plus riche en oxydes de fer que la Terre alors que ces deux planètes sont supposées avoir été originellement similaires.
À l'issue de ces impacts géants, les conditions à la surface de la planète ont vraisemblablement été sensiblement altérées. En premier lieu, Mars aurait perdu une fraction importante de son atmosphère, dispersée dans l'espace sous l'effet de ces collisions. Le climat général de la planète aurait été bouleversé par les poussières et les gaz injectés dans l'atmosphère lors de ces collisions, ainsi que par un possible changement d'obliquité lors de tels impacts. Mais il est également possible que l'énergie cinétique des impacteurs, en injectant de l'énergie thermique dans le manteau martien, ait modifié le gradient thermique dont on suppose qu'il entretient, dans le noyau planétaire, les mouvements de convection à l'origine de l'effet dynamo engendrant le champ magnétique global, ce qui aurait fait disparaître la magnétosphère martienne dès la fin du Noachien.

### Formation des grandes structures volcaniques martiennes
Les impacts à l'origine des grands bassins martiens ont peut-être initié le plus grand épisode volcanique de l'histoire de la planète, définissant l'époque qu'on appelle l'Hespérien. Celle-ci est caractérisée, d'un point de vue pétrologique, par l'abondance des minéraux contenant du soufre, et notamment de sulfates hydratés tels que la kiesérite MgSO4•H2O et le gypse CaSO4•2H2O.
Les principales formations volcaniques martiennes seraient apparues à l'Hespérien, peut-être même, pour certaines, dès la fin du Noachien ; c'est notamment le cas des plaines de laves telles que Malea Planum, Hesperia Planum et Syrtis Major Planum. Alba Mons aurait peut-être également commencé son activité à ce moment, à la suite de l'impact à l'origine du bassin d'Hellas Planitia situé aux antipodes. Le renflement de Tharsis et les volcans d'Elysium Planitia, en revanche, remonteraient au milieu de l'Hespérien, aux alentours de 3,5 milliards d'années avant le présent, date qui correspondrait à la période d'activité volcanique maximum sur la planète rouge ; Alba Mons aurait ainsi connu sa plus grande activité dans la seconde moitié de l'Hespérien jusqu'au début de l'Amazonien.
Ce volcanisme aurait libéré dans l'atmosphère de Mars de grandes quantités de dioxyde de soufre SO2 qui, en réagissant avec l'eau dans les nuages, aurait formé du trioxyde de soufre SO3 donnant, en solution dans l'eau, de l'acide sulfurique H2SO4. Cette réaction aurait sans doute été favorisée sur Mars par la photolyse à haute altitude des molécules d'eau, sous l'action du rayonnement ultraviolet du Soleil, qui libère notamment des radicaux hydroxyle HO• et produit du peroxyde d'hydrogène H2O2, un oxydant. La comparaison avec l'atmosphère de Vénus, qui possède des nuages d'acide sulfurique dans une atmosphère de dioxyde de carbone, souligne également le rôle de la dissociation photochimique du dioxyde de carbone (CO2) par les ultraviolets de moins de 169 nm pour initier l'oxydation du dioxyde de soufre :
CO2 + hν → CO + O
SO2 + O → SO3
SO3 + H2O → H2SO4
L'eau martienne aurait donc été chargée d'acide sulfurique à l'Hespérien, ce qui aurait à la fois pour conséquence d'abaisser sensiblement son point de congélation — l'eutectique du mélange H2SO4•2H2O – H2SO4•3H2O gèle ainsi un peu en dessous de −20 °C, et celui du mélange H2SO4•6,5H2O – H2O gèle autour de 210 K, température légèrement inférieure à −60 °C, qui est la température moyenne actuelle sur Mars — et de conduire à la formation de sulfates plutôt que de carbonates. Ainsi s'expliquerait pourquoi, alors que Mars possédait a priori une atmosphère de CO2 et de grandes étendues d'eau liquide, on n'y trouve quasiment pas de carbonates, alors que les sulfates semblent, au contraire, particulièrement abondants, : la formations des carbonates est inhibée par l'acidité — que la présence de sulfates laisse supposer (la sidérite FeCO3, a priori le carbonate le moins soluble, ne précipite qu'à pH supérieur à 5) — et la libération continue de SO2 par l'activité volcanique à l'Hespérien aurait déplacé le CO2 des carbonates qui auraient pu s'être formés au Noachien pour les remplacer par des sulfates, comme cela se produit par exemple à pH faible avec le magnésium :
MgCO3 + H2SO4 → MgSO4 + H2O + CO2
La chronostratigraphie minéralogique proposée par l'équipe de planétologues responsable de l'instrument OMEGA de la sonde Mars Express fait correspondre, à l'Hespérien, l'éon stratigraphique appelé « Theiikien », terme forgé via l'anglais à partir du grec ancien θεῖον / theîon, « soufre » — la racine exacte serait plutôt l'adjectif *θειικον dans le sens de « sulfurique »[réf. nécessaire]. Cet éon serait cependant daté de 4,0 à 3,6 milliards d'années avant le présent, c'est-à-dire avec un décalage de 300 à 400 millions d'années vers le passé par rapport à l'échelle de Hartmann & Neukum.

### Ralentissement du volcanisme et dessiccation de l'atmosphère
Une fois passé l'épisode volcanique majeur de l'Hespérien, Mars aurait progressivement vu son activité interne se réduire jusqu'à nos jours, où elle semble être devenue imperceptible, voire peut-être nulle. En effet, plusieurs épisodes volcaniques, d'intensité décroissante, auraient eu lieu au cours de l'Amazonien, notamment au niveau d'Olympus Mons, et certaines éruptions se seraient même produites il y a seulement 2 millions d'années, mais cette activité demeure épisodique et, en tout état de cause, insignifiante comparée par exemple au volcanisme existant actuellement sur Terre.
Parallèlement, l'atmosphère de Mars aurait subi une érosion continue depuis le début de l'Hespérien sous l'effet du vent solaire à la suite de la disparition de la magnétosphère, sans doute dès la fin du Noachien. Une telle érosion, même modérée, mais continue sur plusieurs milliards d'années, aurait sans difficulté dispersé dans l'espace l'essentiel de ce qu'il restait d'enveloppe gazeuse à la surface de Mars après le grand bombardement tardif. Il s'est ensuivi la disparition progressive de l'effet de serre dû au Dioxyde de carbone CO2 martien, d'où la baisse continue de la température et de la pression atmosphérique de la planète à partir de l'Hespérien et tout au long de l'Amazonien.
La présence d'eau liquide sur Mars a donc progressivement cessé d'être continue pour ne plus être qu'éparse et épisodique. Les conditions martiennes actuelles permettent en effet l'existence d'eau liquide dans les régions les plus basses de la planète dans la mesure où cette eau est chargée de chlorures et/ou d'acide sulfurique, ce qui semble précisément être le cas sur Mars compte tenu du résultat des analyses effectuées in situ par les sondes qui ont étudié chimiquement le sol de la planète rouge. Des précipitations significatives semblent également avoir eu lieu jusqu'au milieu de l'Amazonien, à en juger par les arêtes sinueuses identifiées par exemple à l'est d'Aeolis Mensae. Mais, au cours de l'Hespérien et de l'Amazonien, les conditions martiennes globales sont passées d'une atmosphère épaisse, humide et tempérée à une atmosphère ténue, aride et froide.
Ces conditions particulières, exposant, pendant des milliards d'années, les minéraux de la surface martienne à une atmosphère sèche chargée d'ions oxydants, ont favorisé l'oxydation anhydre du fer sous forme d'oxyde de fer(III) Fe2O3 (hématite) amorphe, à l'origine de la couleur rouille caractéristique de la planète. Cette oxydation demeure néanmoins limitée à la surface, les matériaux situés immédiatement en dessous étant la plupart du temps demeurés dans leur état antérieur, avec une couleur plus sombre. Cette prédominance des oxydes ferriques est à l'origine du terme sidérikien désignant l'éon stratigraphique correspondant, forgé par les planétologues responsables de l'instrument OMEGA de la sonde Mars Express à l'ESA, à partir du grec ancien σίδηρος / sídēros signifiant « fer » — la racine exacte serait plutôt l'adjectif *σιδηρικος dans le sens de « ferrique »[réf. nécessaire] — et qui débuterait dès 3,6 milliards d'années avant le présent.
La transition entre Hespérien et Amazonien aurait été assez progressive, ce qui explique l'extrême variabilité des dates définissant la limite entre ces deux époques : 3,2 milliards d'années avant le présent selon l'échelle de Hartmann & Neukum, mais seulement 1,8 milliard d'années selon l'échelle standard de Hartmann.

## Eau sur Mars
De l'abondance d'eau liquide du Noachien, il ne reste plus, aujourd'hui, que des traces dans l'atmosphère de Mars et, sans doute, d'importantes quantités d'eau gelée dans le sol et les calottes polaires de Mars, sous forme de pergélisol, voire de mollisol. En 2005, la sonde Mars Express a détecté, à proximité du pôle nord, un lac de glace d'eau dans un cratère. En 2007, le radar MARSIS de Mars Express a mis en évidence de grandes quantités de glace d'eau enfouies dans les terrains qui bordent la calotte résiduelle australe. Ainsi, le volume de glace d'eau contenue dans le pôle sud est estimé à 1,6 million de kilomètres cubes, soit approximativement le volume de glace d'eau de la calotte résiduelle boréale.
La présence d'eau dans le sous-sol a également été détectée à mi-distance entre l'équateur et le pôle nord. Ainsi, en 2009, la sonde Mars Reconnaissance Orbiter a révélé que des cratères d'impact récemment formés contenaient de la glace pure à 99 %.
| |  | |
| Cliché d'une formation ressemblant à un lac pris par l'instrument THEMIS de la sonde Mars Odyssey le 14 novembre 2003. |  | La photo de droite prise le 10 septembre 2005 par la sonde Mars Global Surveyor révèle la présence d'un dépôt blanchâtre ressemblant à de la glace d'eau et qui n'était pas présent le 30 août 1999 (image de gauche). |

La présence durable d'eau liquide à la surface de Mars est considérée comme improbable. En effet, compte tenu de la pression et de la température à la surface de Mars, l'eau ne peut exister à l'état liquide et passe directement de l’état solide à l’état gazeux par sublimation. Cependant, de récents éléments suggèreraient la présence temporaire d'eau liquide dans des conditions particulières. Expérimentalement, des écoulements d'eau et de saumure à basse pression ont été réalisés pour étudier leurs répercussions sur la surface,.
- En 2004, l'équipe scientifique de THEMIS, l'instrument de Mars Odyssey prévu pour détecter la présence d'eau passée sur Mars, a découvert sur une des images de la sonde une « structure qui ressemble à un lac située au centre du cratère »[203].
- De très brèves coulées pourraient encore avoir lieu. Ainsi, Michael Malin et Kenneth Edgett (et coauteurs), chercheurs de la Nasa, ont annoncé en décembre 2006 avoir désormais la preuve d’écoulements granulaires épisodiques actifs. L’analyse d’images haute résolution MOC prises par la sonde Mars Global Surveyor a révélé la présence de nouvelles ravines (gullies) dont la mise en place pourrait être liée à des écoulements de boue ou de débris[204],[205]. Mais des analyses ultérieures ont montré que ces observations pouvaient tout aussi bien être expliquées par des écoulements secs[206]. L'analyse de ces écoulements avec les données HiRISE montrent qu'ils sont saisonniers et qu'ils se produisent à la fin de l'hiver ainsi qu'au début du printemps[207].
- Au niveau du bassin d'impact d'Hellas Planitia, la différence d'altitude entre le rebord et le fond est d'environ 9 km. La profondeur du cratère (7 152 mètres sous le niveau topographique de référence[208]) explique la pression atmosphérique en contrebas : 1 155 Pa[208] (soit 11,55 mbar ou encore 0,01 atm). C'est 89 % plus élevé que la pression au niveau zéro (610 Pa, soit 6,1 mbar) et au-dessus du point triple de l'eau, suggérant que la phase liquide serait éphémère (évaporation à mesure de la fusion de la glace) si la température dépasse 273,16 K (0,01 °C)[209] dans le cas de l'eau pure. Une température inférieure serait néanmoins suffisante pour de l'eau salée, ce qui serait justement le cas de l'eau martienne — de l'eau liquide existe sur Terre jusqu'à des températures très basses, par exemple dans le très salé lac Don Juan, en Antarctique[210], et certaines saumures demeurent liquides à des températures encore plus basses, de même que certaines solutions d'acide sulfurique[42].

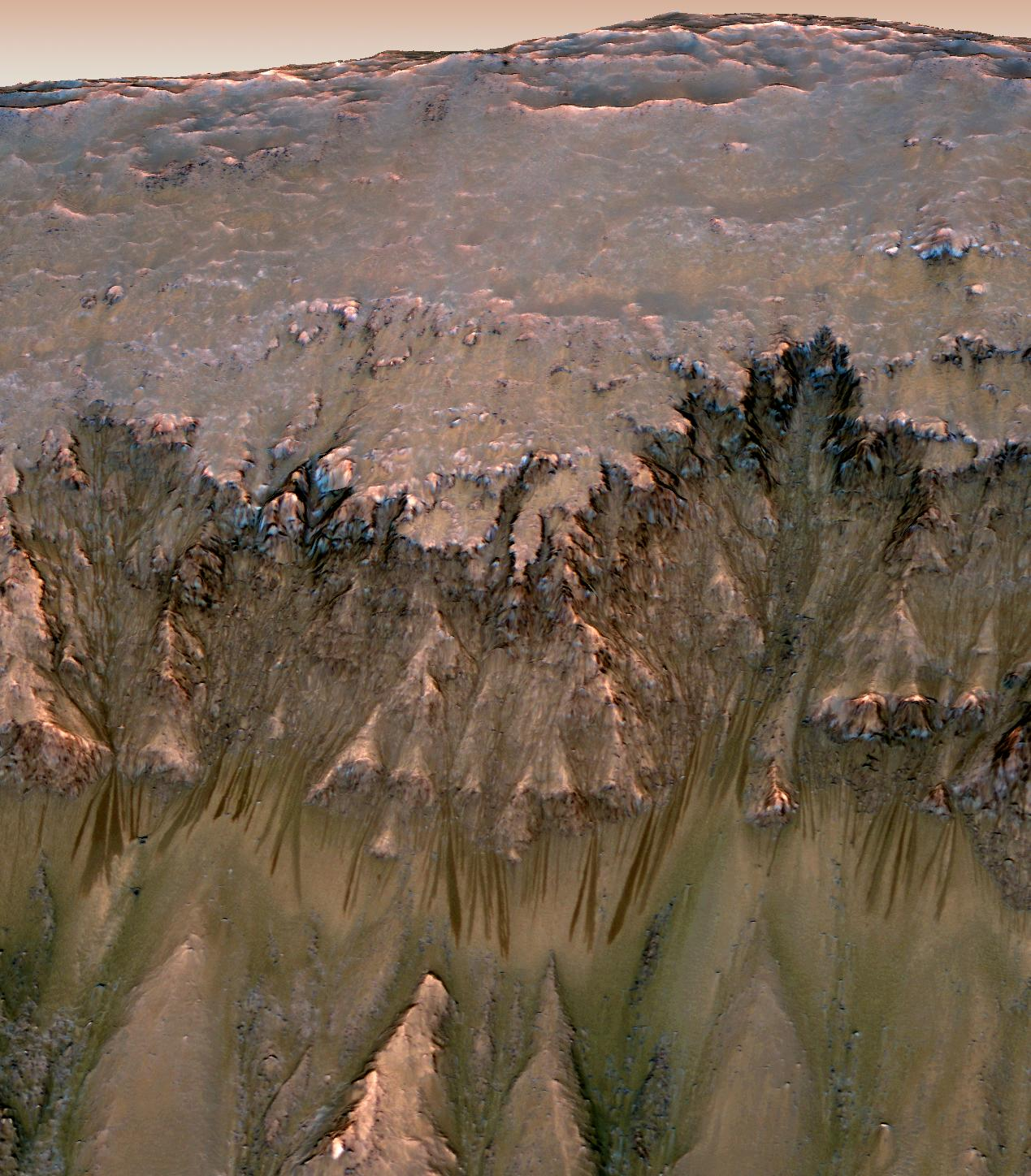
Traces d'écoulements observées par l'instrument HiRISE de la sonde MRO le 30 mai 2011 par 41,6° S et 202,3° E sur les bords du cratère Newton.

Des traces saisonnières d'écoulements ont également été identifiées au printemps 2011 par l'instrument HiRISE de la sonde Mars Reconnaissance Orbiter en plusieurs points de la surface martienne sous forme de traces sombres qui s'allongent et s'élargissent sur des pentes exposées au soleil, notamment sur les bords du cratère Newton. Ces formations assez sombres, larges de 0,5 à 5 mètres, se forment préférentiellement face à l'équateur sur des pentes inclinées de 25° à 40° entre 48° S et 32° S, avec une longueur maximale à la fin de l'été et au début de l'automne local, alors que la température de surface se situe entre 250 et 300 K.
Les variations d'éclat, la distribution en latitude et la saisonnalité de ces manifestations suggèrent qu'elles soient provoquées par une substance volatile, mais celle-ci n'a pas été directement détectée. Elles se trouvent en des points trop chauds de la surface martienne pour qu'il puisse s'agir de dioxyde de carbone gelé, et généralement trop froids pour qu'il puisse également s'agir d'eau pure gelée. Ces observations plaident donc également en faveur de saumures, qui semblent se former ponctuellement de temps en temps à la surface de la planète,. Le 28 septembre 2015 la NASA annonce que des analyses des images en provenance de la sonde Mars Reconnaissance Orbiter confirmeraient la présence de liquide sur Mars sous forme de sels hydratés,.
En mars 2014, à la suite de l'exploration menée par le robot Curiosity, la NASA annonce qu'un grand lac aurait rempli le cratère Gale alimenté par des rivières pendant des millions d'années,.
Une étude publiée en mars 2017 a montré que les écoulements seraient finalement secs. En effet, les quantités d'eau nécessaires pour expliquer ces sources d'eau chaque année ne sont pas suffisantes dans l'atmosphère. La source souterraine est aussi très improbable car les écoulements sombres (Recurring Slope Lineae, RSL) se forment parfois sur des sommets. La nouvelle hypothèse propose l'effet de pompe de Knudsen comme déclencheur des écoulements, qui seraient donc totalement secs.
Le 25 juillet 2018, la sonde spatiale Mars Express lancée par l'Agence spatiale européenne détecte au niveau de la calotte polaire australe la présence d'un lac souterrain d'eau liquide de 20 km de large, à 1,5 km sous la surface de Mars. Bien qu'à une température inférieure au point de congélation de l'eau pure, ce lac serait liquide en raison de sa forte concentration en sels et minéraux martiens.
Une théorie récente proposée en août 2024 par les chercheurs américains Michael Manga, James Tuttle Keane, et Aaron Rodriguez suggère la présence d'un vaste réservoir d'eau liquide sous la surface de Mars, situé entre 11,5 et 20 kilomètres de profondeur. Cette hypothèse repose sur l'analyse des ondes sismiques enregistrées par la mission InSight de la NASA. Les chercheurs estiment que cet éventuel réservoir pourrait contenir suffisamment d'eau pour former un océan global. Cette découverte, si elle est confirmée, pourrait avoir des implications significatives pour l'habitabilité de Mars. Cependant, certains experts restent sceptiques, soulignant que les données sismiques peuvent être interprétées différemment et que des études supplémentaires sont nécessaires pour valider cette hypothèse.

## Satellites naturels

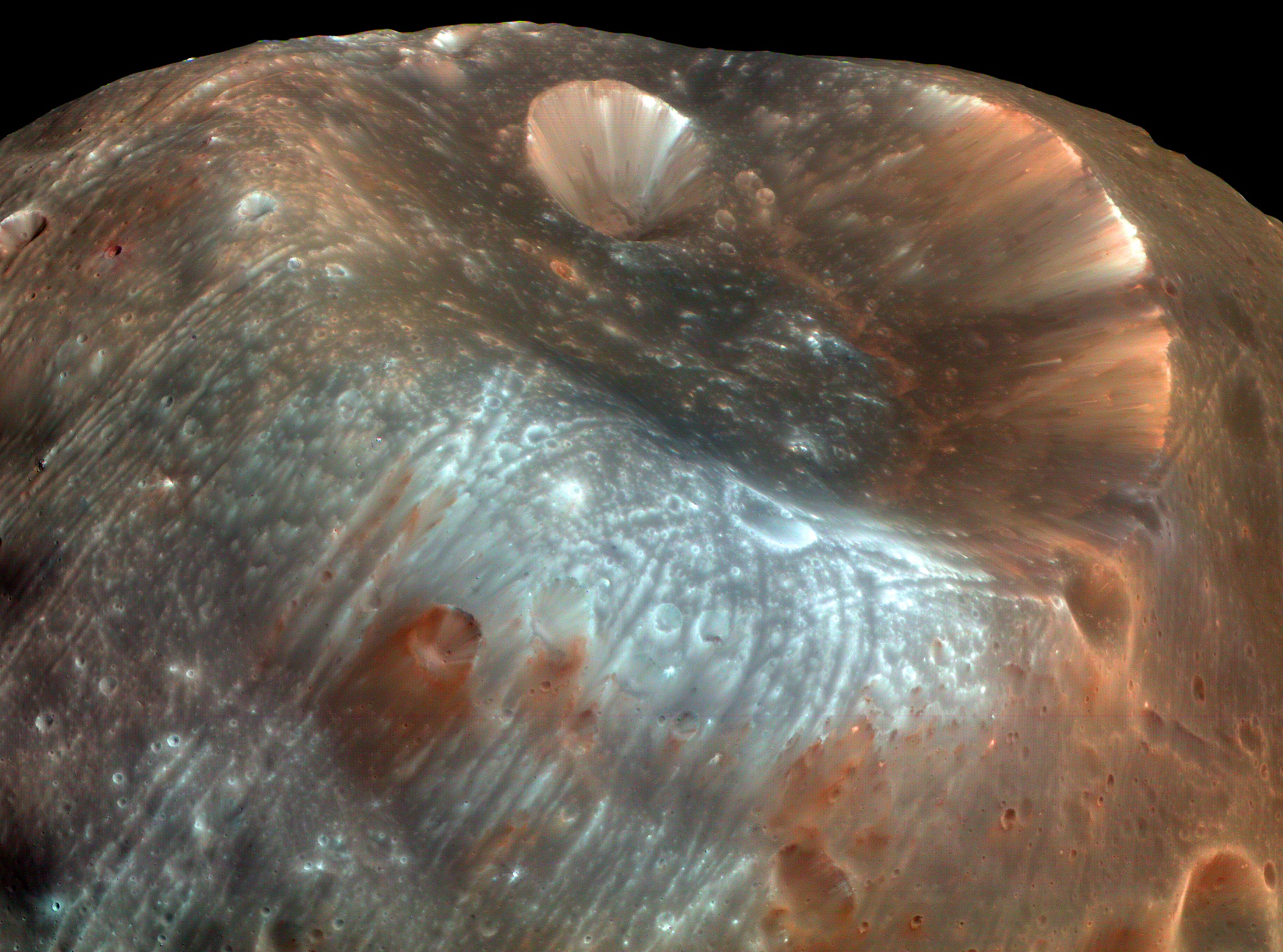
Cratère Stickney, de 9 km de diamètre, vu par l'instrument HiRISE de Mars Reconnaissance Orbiter à 6000 km de Phobos le 23 mars 2008, le cratère Limtoc étant visible à l'intérieur et les sillons parallèles au premier plan ; agrandissement de l'image ci-dessous.

Mars possède deux petits satellites naturels, Phobos et Déimos, ressemblant à des astéroïdes de type chondrite carbonée ou de type D, dont l'origine demeure incertaine avec plusieurs hypothèses soulevées :
- Il pourrait s'agir d'astéroïdes incidents capturés par Mars, mais la difficulté de ce scénario est d'expliquer comment, dans ce cas, ces deux satellites ont pu acquérir leurs orbites actuelles, circulaires et peu inclinées — à peine 1° — par rapport à l'équateur martien : ceci impliquerait des mécanismes de freinage atmosphérique et de régularisation par effets de marée[224], scénarios qui présentent des difficultés par rapport à l'insuffisance de l'atmosphère de Mars pour réaliser un tel freinage dans le cas de Phobos[225], et à l'insuffisance du temps requis pour circulariser l'orbite de Déimos[225]. Néanmoins, ce mécanisme de capture aurait pu être grandement facilité dans le cas d'astéroïdes doubles dont l'une des composantes aurait été éjectée tandis que l'autre se satellisait autour de la planète rouge.
- Les deux satellites de Mars pourraient également s'être formés en même temps que leur planète mère, la difficulté étant dans ce cas d'expliquer la différence de composition entre Mars d'une part et ses deux satellites d'autre part.
- Enfin, une troisième hypothèse propose que Phobos et Deimos soient deux corps agglomérés à partir des résidus satellisés à la suite d'un ou plusieurs impacts majeurs de planétésimaux peu après la formation de Mars[226], scénario rejoignant l'hypothèse « Théia » expliquant la formation de la Lune par un mécanisme similaire intervenu sur la proto-Terre.

### Phobos

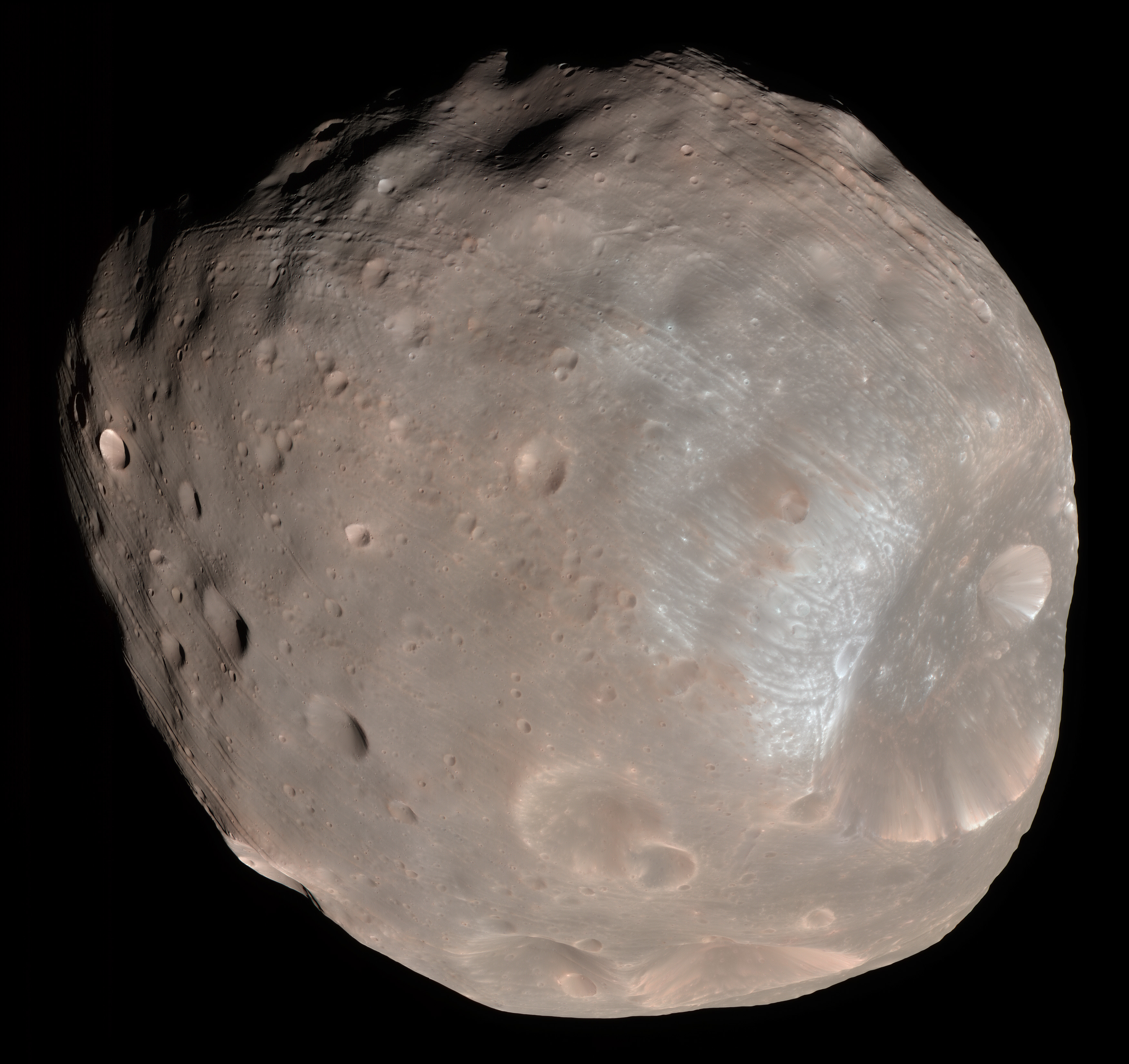
Le satellite Phobos de Mars vu le 23 mars 2008 à 6800 km de distance par l'instrument HiRISE de la sonde MRO. Les sillons sont bien visibles. La résolution de cette image permet d'y percevoir des détails de 20 m.

Phobos, le satellite naturel de Mars le plus proche de sa planète, est une masse irrégulière de 27 × 22 × 18 km qui orbite à moins de 6 000 km d'altitude, au point de n'être pas visible depuis les régions polaires de la surface martienne, au-delà de 70,4° de latitude nord ou sud, où il est masqué par la courbure de la planète. La sonde Mars Global Surveyor a révélé que sa surface, très cratérisée, est recouverte d'un régolithe épais d'une centaine de mètres provenant sans doute des myriades d'impacts survenus à la surface de cet objet. Sa masse volumique moyenne est moitié moindre que celle de Mars, à un peu moins de 1 890 kg/m3, suggérant une nature poreuse résultant d'une structure en blocs agglomérés dont la cohésion globale serait assez faible. Il s'agirait d'un astéroïde de type D, c'est-à-dire constitué de matériaux où dominent les silicates anhydres avec une proportion notable de carbone, de composés organiques ainsi que, peut-être, de glace d'eau. Il aurait une composition proche d'une chondrite carbonée, expliquant son albédo d'à peine 0,071. La nature minéralogique de la surface examinée par le spectromètre infrarouge ISM de la sonde Phobos 2 semble correspondre à de l'olivine avec localement des concentrations d'orthopyroxène. La présence d'eau en surface du satellite a clairement été écartée par plusieurs études, mais ne demeure pas exclue en profondeur.
L'un des traits caractéristiques de Phobos est la présence de sillons parallèles d'au plus 30 m de profondeur, 200 m de large et 20 km de long, qui semblent envelopper le satellite radialement autour du cratère Stickney, et qui pourraient être les traces de débris projetés dans l'espace lors d'impacts sur Mars qui auraient été balayés en orbite par Phobos : les sillons semblent en réalité « s'écouler » sur la surface du satellite à partir de son point « avant » — dans le sens de sa révolution synchrone autour de Mars — davantage qu'à partir du cratère Stickney lui-même, situé à proximité du point avant. Ces sillons sont plus précisément des catenae, qui résultent de chaînes de cratères alignés.
Orbitant à l'intérieur de l'orbite synchrone de Mars, située à 17 000 km d'altitude, Phobos est ralenti par les forces de marée exercées par le globe martien, ce qui lui fait perdre de l'altitude à raison d'environ 18 cm par an : à cette vitesse, il atteindra sa limite de Roche dans environ 11 millions d'années et se désagrégera à environ 4 000 km d'altitude au-dessus de la surface martienne où il devrait progressivement former un anneau.

### Déimos

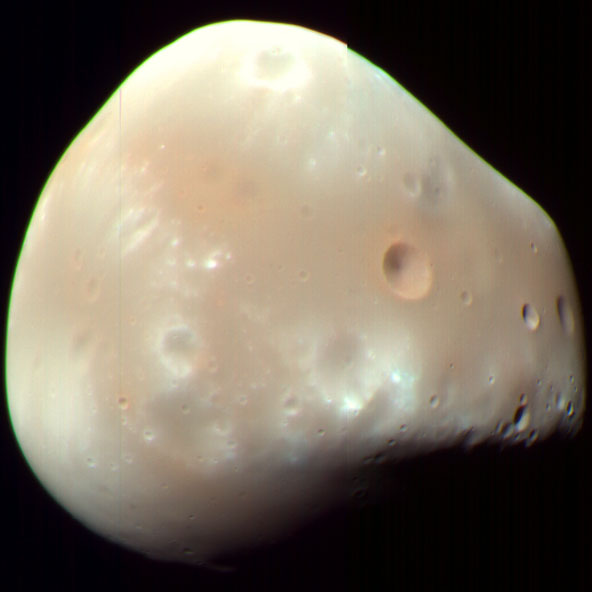
Vue de Déimos par l'instrument HiRISE de la sonde MRO le 21 février 2009 montrant des détails de 60 m.

Le second satellite de Mars, Déimos, est encore plus petit que le premier, avec des dimensions de 15 × 12,2 × 10,4 km. Il orbite à un peu plus de 23 000 km d'altitude, sur une orbite quasiment circulaire inclinée de moins d'un degré par rapport à l'équateur martien. Il semble être de même nature que Phobos — astéroïde de type D de composition proche d'une chondrite carbonée — mais sa surface, a priori tout aussi cratérisée que celle de Phobos, serait nettement plus adoucie par une couche de régolithe suffisamment épaisse pour combler la plupart des cratères. La masse volumique de ce régolithe a été estimée au radar à environ 1 100 kg/m3, celle du satellite dans son ensemble étant de l'ordre de 1 470 kg/m3.
Les vues prises par Mars Reconnaissance Orbiter ont montré une surface de couleur variable selon les régions, le régolithe ayant une teinte rouge sombre plus prononcée que les surfaces semble-t-il plus récentes, situées autour de certains cratères et sur le bord des arêtes. Les catenae formant les sillons caractéristiques de la surface de Phobos n'ont pas été observées sur Déimos.
| Propriété                  | Phobos                            | Déimos                    |
| -------------------------- | --------------------------------- | ------------------------- |
| Dimensions                 | 26,8 × 22,4 × 18,4 km             | 15,0 × 12,2 × 10,4 km     |
| Masse                      | 1,072 × 1016 kg                   | 1,48 × 1015 kg            |
| Masse volumique moyenne    | 1 887 kg/m3                       | 1 471 kg/m3               |
| Gravité de surface         | 1,9 à 8,4 mm/s2                   | environ 3,9 mm/s2         |
| Vitesse de libération      | 11,3 m/s                          | 5,6 m/s                   |
| Albédo                     | 0,071                             | 0,068                     |
| Demi-grand axe de l'orbite | 9 377,2 km                        | 23 460 km                 |
| Excentricité orbitale      | 0,015 1                           | 0,000 2                   |
| Inclinaison de l'axe       | 1,075°                            | 0,93°                     |
| Période orbitale           | 0,310 841 8 sols ≈ 0,318 910 23 d | 1,230 5 sols ≈ 1,262 44 d |

### Découverte et dénomination
Les deux satellites ont été découverts lors de l’opposition d’août 1877 par Asaph Hall à l'aide d'un télescope de 26 pouces depuis l'observatoire naval des États-Unis de Washington,.
Ils ont été originellement nommés Phobus et Deimus d'après une suggestion d'Henry Madan professeur au collège d'Eton d'après la ligne 119 du chant XV de l'Iliade :
« Ὣς φάτο, καί ῥ' ἵππους κέλετο Δεῖμόν τε Φόβον τε ζευγνύμεν, αὐτὸς δ' ἔντε' ἐδύσετο παμφανόωντα. »
— traduction du grec ancien par Leconte de Lisle, L’Iliade - Chant XV

« Il parla ainsi, et il ordonna à la Terreur et à la Crainte d'atteler ses chevaux, et il se couvrit de son armure splendide. »
— L’Iliade - Chant XV
Dans la mythologie grecque, Phobos et Déimos sont les fils du dieu Arès, en grec ancien Φόϐος / Phóbos signifie « peur » et Δεῖμος / Deĩmos « terreur ». Cette dénomination est un jeu de mots sur la polysémie du mot satellite qui peut désigner à la fois un astre (les satellites de la planète) ou bien une personne, un garde du corps (les satellites du dieu).

## Astéroïdes troyens et croiseurs de Mars
Actuellement sont connus quatre troyens dans le sillage de Mars. Le premier, découvert en 1990, et le plus connu d'entre eux, est (5261) Eurêka, situé au point de Lagrange L5. Les trois autres sont 1998 VF31 (au point L4), 1999 UJ7 (au point L5), et 2007 NS2 (au point L5).
Mars possède aussi un astéroïde coorbital : (26677) 2001 EJ18.
Six autres astéroïdes sont également étroitement liés à Mars, mais ne semblent pas en être des troyens : 2001 FR127, 2001 FG24, 2001 DH47, 1999 ND43, 1998 QH56 et 1998 SD4.
2007 WD5 est un astéroïde géocroiseur et aréocroiseur de 50 m de long découvert le 20 novembre 2007 par Andrea Boattini, du Catalina Sky Survey. Selon le Near Earth Object Program de la NASA, il avait une chance sur 10 000 (soit 0,01 %) d'impacter Mars le 30 janvier 2008, impact qui ne s'est finalement pas produit.

## Historique des observations de la planète

### Observations antiques
Mars faisant partie des cinq planètes visibles à l’œil nu (avec Mercure, Vénus, Jupiter, et Saturne), elle est observée depuis que les hommes regardent le ciel nocturne. Lors de ses oppositions, elle est la planète la plus brillante après Vénus (sa magnitude apparente peut alors atteindre -2,9, le reste du temps, la deuxième planète la plus brillante est Jupiter).
La couleur rouge caractéristique de Mars lui valut dans l’Antiquité le rapprochement avec le dieu grec de la guerre Arès puis avec son équivalent romain Mars, le rouge évoquant le sang des champs de bataille.
Les Babyloniens la nommaient Nirgal ou Nergal, le dieu de la mort, des destructions et du feu.
Les Égyptiens la nommaient « Horus rouge » (ḥr Dšr, Hor-desher) et connaissaient son « déplacement à reculons » (actuellement connu sous le nom de mouvement rétrograde).
Dans la mythologie hindoue, Mars est nommée Mangala (मंगल) du nom du dieu de la guerre. Dans le quadrangle de Memnonia, Mangala Valles est nommé en son honneur.
En hébreu, elle est nommée Ma'adim (מאדים) : « Celui qui rougit »). Ma'adim Vallis reprend ce vocable.
En Asie de l'Est (Chine, Japon, Corée et Viêt Nam) Mars est 火星, littéralement l’astre (星) feu (火). En mandarin et cantonais, elle est couramment nommée huoxing (火星, huǒxīng en pinyin) et traditionnellement Yinghuo (荧惑, yínghuò en pinyin, litt. « flamboyant confus »).
En japonais, 火星 en kanji, かせい en hiragana, ou kasei en rōmaji (qui a donné son nom à Kasei Vallis).
En coréen, 火星 en hanja et 화성 en hangeul, transcrit en hwaseong.
Mars est encore connue de nos jours sous le nom de « Planète rouge ».
Des observations de l’astronomie pré-télescopique, il reste peu de documents, et ceux-ci sont teintés de religion ou d’astrologie (comme le zodiaque de Dendérah en Haute-Égypte). De plus, les observations à l’œil nu ne permettent pas d’observer la planète elle-même mais plutôt sa trajectoire dans le ciel.

### Observations télescopiques

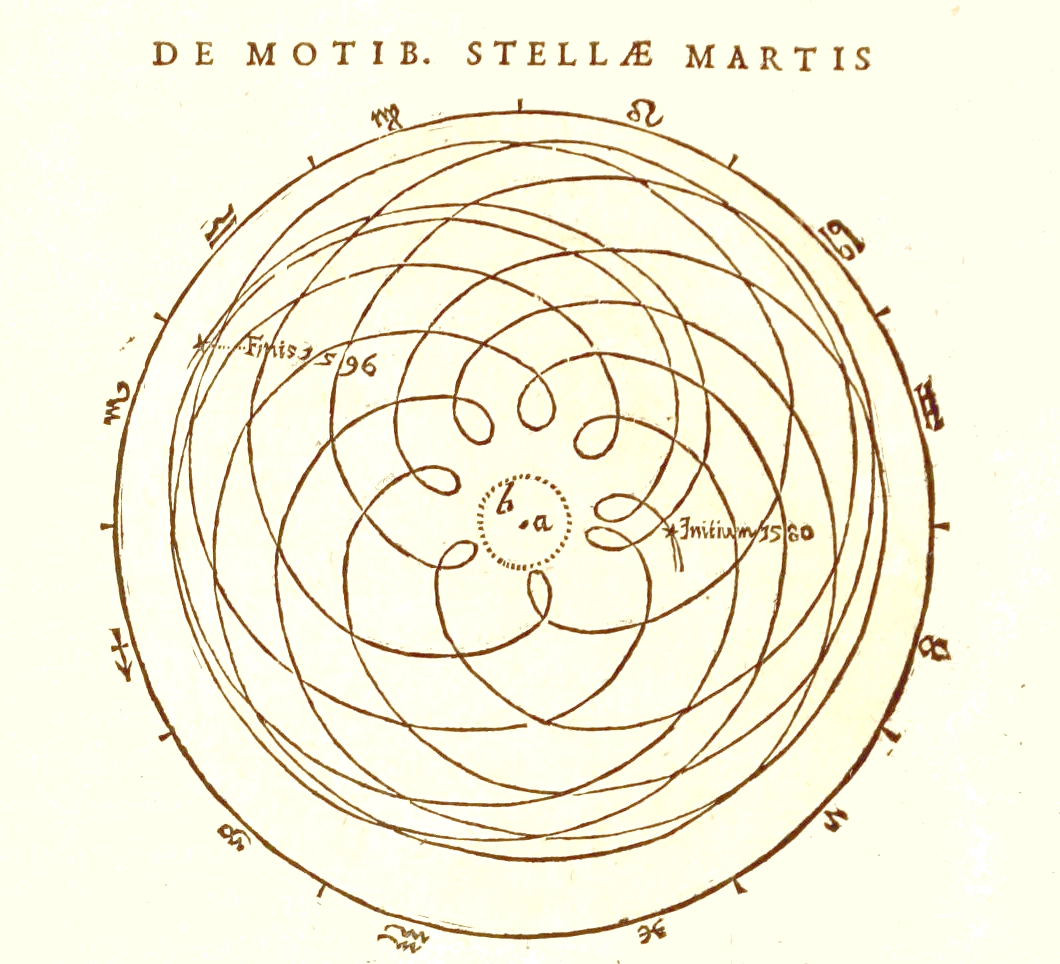
Description de Johannes Kepler des mouvements géocentriques de Mars, Astronomia nova (1609).

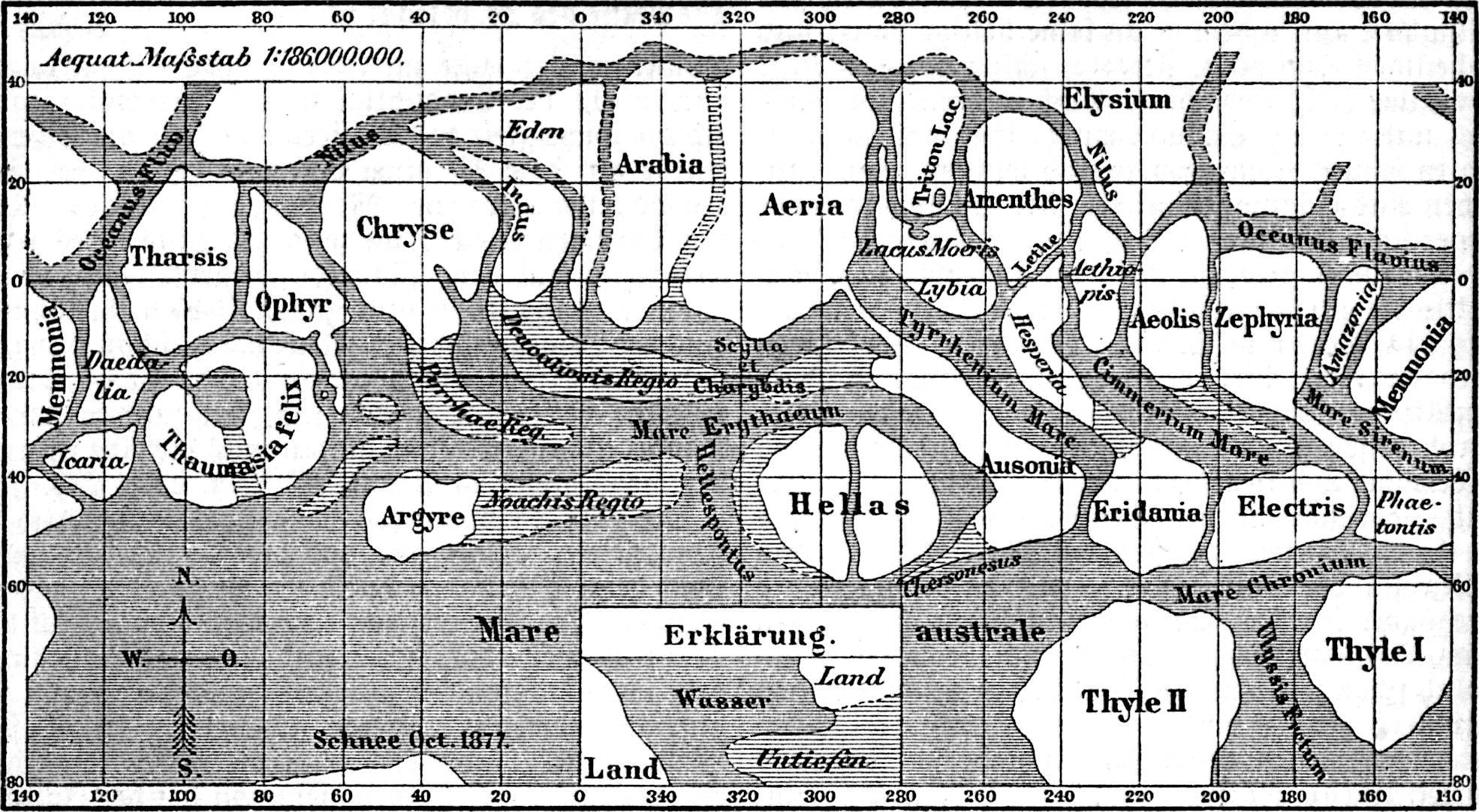
Carte de Mars par Giovanni Schiaparelli.

En 1600 à Prague, Johannes Kepler devient l'assistant de Tycho Brahe (mort en 1601) pour lequel il doit calculer l'orbite précise de Mars. Il met six ans à faire le calcul et découvre que les orbites des planètes sont des ellipses et non des cercles. C'est la première loi de Kepler qu'il publie en 1609 dans son ouvrage Astronomia nova.
La croyance en l’existence des canaux martiens dura de la fin du XIXe siècle au début du XXe siècle et marqua l’imagination populaire, contribuant au mythe de l’existence d’une vie intelligente sur la quatrième planète du Système solaire. Leur observation, qui n’a jamais fait l’unanimité, provenait d’une illusion d’optique, phénomène fréquent dans les conditions d’observation de l’époque (paréidolie).
Au XXe siècle, l’utilisation de grands télescopes permit d’obtenir les cartes les plus précises avant l’envoi des sondes. À l’observatoire de Meudon, les observations d’Eugène Antoniadi en 1909 aboutirent à la publication de La planète Mars en 1930. À l’Observatoire du Pic du Midi, des observations furent effectuées par Bernard Lyot, Henri Camichel, Audouin Dollfus, et Jean-Henri Focas.

### Exploration
L’exploration de Mars se fait à l’aide de sondes spatiales, notamment de satellites artificiels et d’astromobiles, ou rovers.
Elle tient une place importante dans les programmes d’exploration spatiale de la Russie (et avant elle par l’URSS), des États-Unis, de l’Union européenne, et du Japon, et commence à se matérialiser dans le programme spatial de la république populaire de Chine. Une quarantaine de sondes orbitales et d’atterrisseurs ont été lancés vers Mars depuis les années 1960.
N.B. : les dates ci-dessous sont celles du lancement et de la fin des missions ; la date intermédiaire est celle de l'insertion d'un satellite en orbite martienne (orbiter) ou de l'atterrissage d'un atterrisseur (lander).

#### Missions en échec
| - Sondes soviétiques : - Mars 1960A - Mars 1960B - Mars 1962A - Mars 1962B - Mars 1 (1er novembre 1962 - 21 mars 1963) - Mars 4 - Mars 7 - Zond 2 - Phobos 1 - Phobos 2 | - Sondes américaines : - Mariner 3 - Mariner 8 - Deep Space 2 - Mars Observer (25 septembre 1992 - perte de contact le 21 août 1993) - Mars Climate Orbiter (11 décembre 1998 - 23 septembre 1999) - Mars Polar Lander (3 janvier 1999 - 3 décembre 1999) |

- Sondes russes :
  - Mars 96
  - Phobos-Grunt était une mission portée par la Russie dont le lancement a eu lieu le 8 novembre 2011 mais sans pouvoir placer la sonde sur son orbite de transit vers Mars, de sorte que l'engin s'est écrasé sur Terre le 15 janvier 2012 dans le Pacifique sud[242]. L'objectif était de rapporter des échantillons du sol de Phobos.
- Yinghuo 1 était une mission chinoise consistant en un petit module devant être placé en orbite martienne par le vaisseau russe Phobos-Grunt pour y étudier l'environnement immédiat de la planète rouge ; l'échec de la mission Phobos-Grunt entraîna celle de Yinghuo 1.
- La sonde européenne Beagle 2 (2 juin 2003 - 25 décembre 2003). L'atterrissage semble s'être déroulé convenablement mais le contact avec la sonde a été perdu. En janvier 2015, elle a été retrouvée sur des photos de la surface de Mars prises par l'orbiteur Mars Reconnaissance Orbiter.
- La sonde japonaise Nozomi (のぞみ) (3 juillet 1998 - 9 décembre 2003) demeurée depuis lors en orbite héliocentrique.
- La sonde européenne Schiaparelli (14 mars 2016 - 19 octobre 2016) perdue à cause d'une éjection prématurée du parachute lors de la descente atmosphérique, ayant donc débouché sur un crash.

#### Missions accomplies

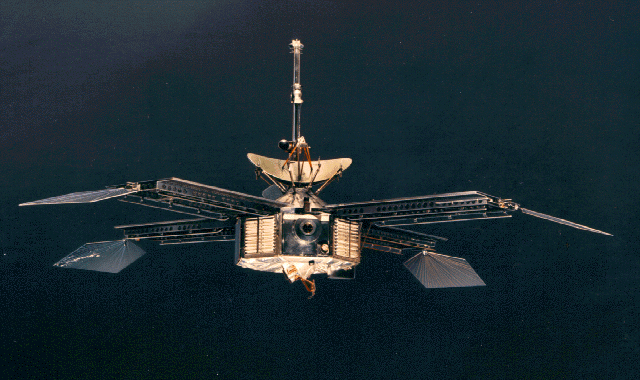
Mariner 4.

| - Sondes américaines (simples survols) : - Mariner 4 (28 novembre 1964 - survol le 14 juillet 1965 - mission terminée le 21 décembre 1967) - Mariner 6 (24 février 1969 - survol le 31 juillet 1969) - Mariner 7 (27 mars 1969 - survol le 5 août 1969) - Satellites américains : - Mariner 9 (30 mai 1971 - 13 novembre 1971 - 27 octobre 1972) - Mars Global Surveyor (7 novembre 1996 - 11 septembre 1997 - 5 novembre 2006) | - Orbiteurs soviétiques : - Mars 5 (25 juillet 1973 - 12 février 1974 - 5 mars 1974) - Atterrisseurs soviétiques : - Mars 2 (19 mai 1971 - 27 novembre 1971 - 22 août 1972) - Mars 3 (28 mai 1971 - 2 décembre 1971 - 22 août 1972). - Mars 6 (5 août 1973 - 12 mars 1974 - 12 mars 1974) données transmises uniquement pendant la descente. |

- Programme Viking, avec atterrisseur et orbiteur :
  - Viking 1 (20 août 1975 - 11 novembre 1982)
  - Viking 2 (9 septembre 1975 - 11 avril 1980)
- atterrisseur et rover Mars Pathfinder (4 décembre 1996 - 4 juillet 1997 - 27 septembre 1997)
- atterrisseur Phoenix (4 août 2007 - 26 mai 2008 - 10 novembre 2008)
- Mars Exploration Rover :
  - Spirit (10 juin 2003 - 3 janvier 2004 - 22 mars 2010, date du dernier contact avec ce rover à présent enlisé.)
  - Opportunity (8 juillet 2003 - 24 janvier 2004 - 13 février 2019, date du dernier contact)

#### Missions orbitales en cours
- 2001 Mars Odyssey (7 avril 2001 - 24 octobre 2001 - Fin prévue ?)

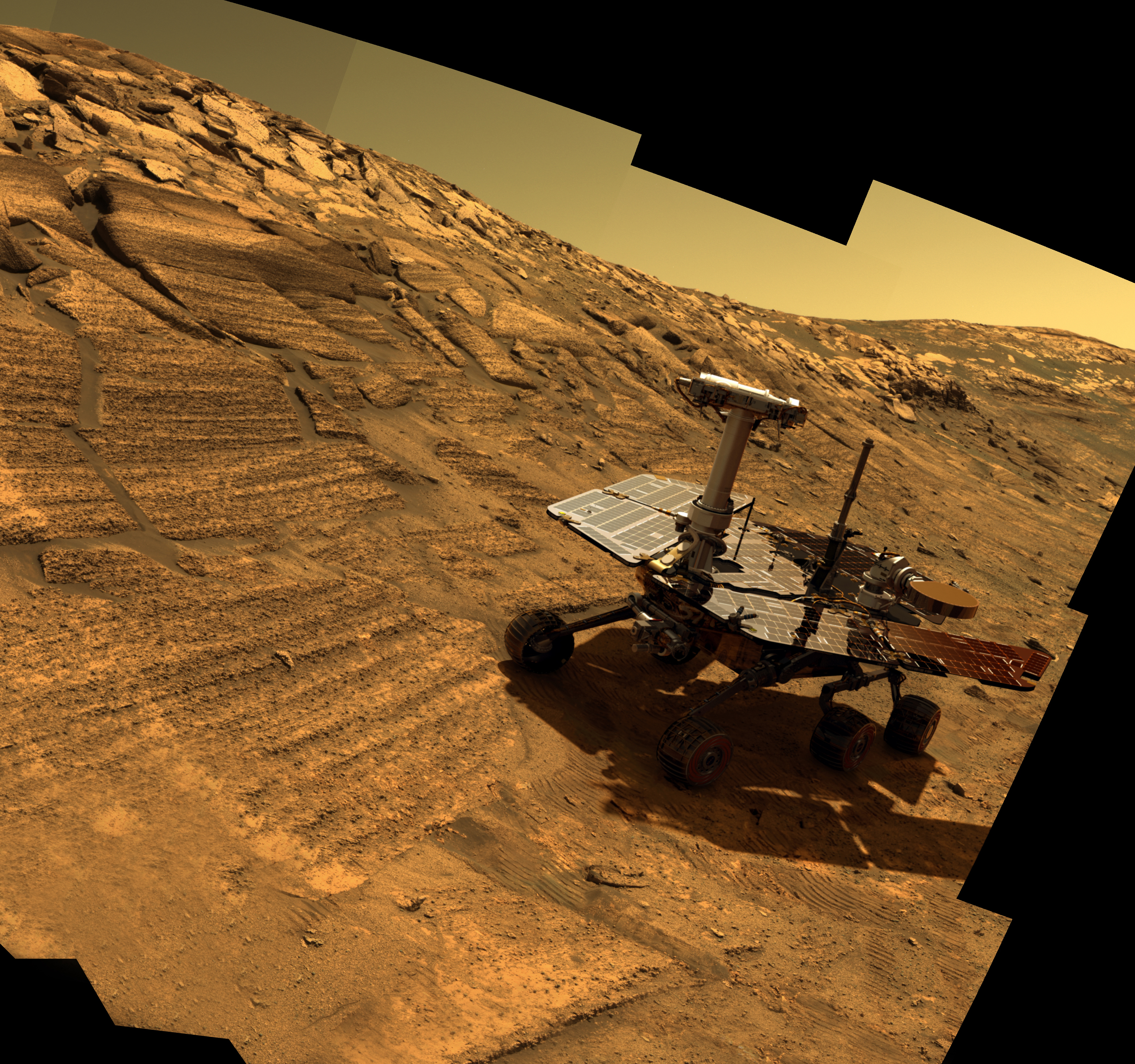
Opportunity dans le cratère Endurance (vue simulée).

- Mars Express (2 juin 2003 - 26 décembre 2003 - prolongée à de nombreuses reprises, arrêt prévu fin 2022[243])
- Mars Reconnaissance Orbiter (12 août 2005 - 10 mars 2006 - Fin prévue ?)
- Mars Orbiter Mission (5 novembre 2013 - 24 septembre 2014 - octobre 2016 est la fin prévue de la mission mais le satellite est toujours en activité en 2022.)[244]
- MAVEN (18 novembre 2013 - 22 septembre 2014 - fin prévue ?)
- Trace Gas Orbiter (14 mars 2016 - 19 octobre 2016 - fin prévue en 2022)
- La mission martienne des Émirats (appelée aussi Hope) est une sonde de l'agence spatiale émiratie qui décolle le 19 juillet 2020. Hope consiste en un orbiteur équipé de trois instruments scientifiques destinés à l'étude de l'atmosphère de Mars. C'est la première sonde spatiale des EAU et la première sonde spatiale du monde arabe. Elle s'est placée en orbite autour de Mars le 9 février 2021[245].

#### Missions au sol en cours
- Mars Science Laboratory est une mission développée par la NASA et lancée le 26 novembre 2011. Elle est équipée d'un rover nommé Curiosity nettement plus performant que Spirit et Opportunity en vue de rechercher des traces de vie passée à travers diverses analyses géologiques. Curiosity s'est posé dans la zone d'atterrissage Bradbury dans le cratère Gale, le 6 août 2012.
- InSight, embarque des instruments scientifiques européens (sismomètre, capteur de flux de chaleur et station météorologique). atterrissage réussi le 26 novembre 2018[246] à une latitude de 4,5°N et à la longitude de 135,9°E. La fin de mission est prévue pour 2020.
- Mars 2020 est une mission de la NASA qui a décollé le 30 juillet 2020 avec à son bord l'astromobile (rover) Perseverance (sa construction est largement basée sur Curiosity, tout en comportant des instruments plus perfectionnés), ainsi qu'un mini hélicoptère (de type drone), le Mars Helicopter Scout Ingenuity. L'astromobile a atterri le 18 février 2021 dans le cratère Jezero[247].

#### Mission en orbite en attente d'atterrissage
- Tianwen-1 est une sonde de l'agence spatiale chinoise (CNSA) qui décolle le 23 juillet 2020. Elle comprend un orbiteur et un atterrisseur qui doit déposer une astromobile (rover) à la surface de la planète. Il s'agit de la première mission martienne menée de façon indépendante par la Chine. Elle s'est placée en orbite autour de Mars le 10 février 2021, tandis que l'atterrisseur et le rover doivent se poser à sa surface en mai ou juin 2021[248],[249].

#### Programmes en projet
- Le programme Aurora de l’Agence spatiale européenne (ESA) comprend plusieurs volets dont notamment la mission ExoMars en collaboration avec l'agence spatiale russe Roscosmos et le projet Mars Sample Return en collaboration avec la NASA.

#### Programmes annulés
- Le programme Constellation de la NASA proposait de renvoyer des hommes sur la lune d'ici 2020 pour préparer de futures missions habitées vers Mars. Jugé trop coûteux pour des options technologiques dépassées, ce programme initié par l'administration Bush, qui accusait déjà d'importants retards, a été abandonné le 1er février 2010 par l'administration Obama[250].

#### Satellites artificiels autour de Mars
Les différentes missions martiennes ont mis en place des satellites artificiels autour de la planète. Ils servent de relais pour les télécommunications avec les modules posés au sol, et réalisent des mesures globales sur l'environnement et la surface de Mars.
Dix satellites artificiels orbitent actuellement autour de Mars, dont huit sont encore en fonctionnement, soit davantage d'engins que pour tout autre objet du Système solaire hormis la Terre.
| Mission                     | Lancement        | Mise en orbite    | Statut |
| --------------------------- | ---------------- | ----------------- | --- |
| Mariner 9                   | 30 mai 1971      | 14 novembre 1971  | Mission terminée le 27 octobre 1972 Orbite stable estimée à 50 ans, après quoi le satellite entrera dans l'atmosphère martienne |
| Mars Global Surveyor        | 7 novembre 1996  | 11 septembre 1997 | Contact perdu le 2 novembre 2006                                                                                                |
| 2001 Mars Odyssey           | 7 avril 2001     | 24 octobre 2001   | En opération |
| Mars Express                | 2 juin 2003      | 25 décembre 2003  | En opération |
| Mars Reconnaissance Orbiter | 12 août 2005     | 10 mars 2006      | En opération |
| Mars Orbiter Mission        | 5 novembre 2013  | 24 septembre 2014 | En opération |
| MAVEN                       | 12 novembre 2013 | 21 septembre 2014 | En opération |
| Trace Gas Orbiter           | 14 mars 2016     | 19 octobre 2016   | En opération |
| EMM (Mars Hope)             | 19 juillet 2020  | 9 février 2021    | En opération |
| Tianwen-1 (orbiteur)        | 23 juillet 2020  | 10 février 2021   | En opération |

## Culture

### Symbolisation et symbolisme
|                                        |  |                                        |
| Le « visage de Mars » vu par Viking 1. |  | Le visage vu par Mars Global Surveyor. |

Symbole astronomique de Mars.

Le symbole astronomique de Mars est un cercle portant une flèche pointant vers le nord-est (Unicode 0x2642 ♂). En alchimie, ce symbole est associé au fer (dont l'oxyde est rouge) et indique parfois une mine de fer sur les cartes.
Mars mettant un peu moins de deux ans pour faire le tour du Soleil, son symbole a été utilisé par Carl von Linné afin de représenter les plantes bisannuelles dans son ouvrage Species plantarum.
Ce symbole est une représentation stylisée du bouclier et de la lance du dieu Mars. En biologie, le même symbole est utilisé comme signet pour le sexe mâle. Les hommes viennent de Mars, les femmes viennent de Vénus est un best-seller de John Gray paru en 1992.
Volvo a intégré ce symbole dans son logo en raison de son association avec le fer, donc l'industrie sidérurgique.
La couleur rouge est associée à Mars. On lui associe aussi la violence, la colère, la guerre : tous les attributs habituels du dieu Mars,.
Si Mars est une planète « maléfique » pour les astrologues traditionalistes, les praticiens de l'astrologie psychologique (en) considèrent que Mars n'est ni bon ni mauvais, mais porteur de sens multiples. Par exemple, pour Claire Santagostini, le principe martien est simplement la « force d'expression de l'être humain par prise sur le monde ». Elle prend comme exemple le partisan de la non-violence Gandhi.
L’hypothétique corrélation entre la position de la planète Mars par rapport à l’horizon au moment de la naissance et la destinée de certains sportifs est nommée effet Mars.
Sur les photos prises par Viking 1, le 25 juillet 1976, au cours de sa 35e orbite, on distingue dans Cydonia Mensae des structures semblant artificielles dont un visage gigantesque et des pyramides. Cette légende est reprise dans le film de science-fiction américain Mission to Mars, réalisé en 2000 par Brian De Palma.

### Musique
« Mars, celui qui apporte la guerre » est le premier mouvement de l'œuvre pour grand orchestre Les Planètes, composée et écrite par Gustav Holst entre 1914 et 1916.
Une chanson de l'auteur-compositeur-interprète britannique David Bowie, Life on Mars?, parue en 1971, pose dans son refrain la question : « Is there life on Mars? » (« Y a-t-il de la vie sur Mars ? »)

### Fiction

#### Littérature
- Herbert George Wells, La Guerre des mondes [« The War of the Worlds »] (1re éd. 1898).  — texte de La Guerre des mondes sur Wikisource ;
- Le Cycle de Mars, d'Edgar Rice Burroughs, à partir de février 1912 ;
- Ray Bradbury, Chroniques martiennes [« The Martian Chronicles »] (1re éd. 1950) ;
- Leigh Brackett, Le Livre de Mars (entre 1953 et 1967) ;
- Kim Stanley Robinson :
  - La Trilogie de Mars
    - Mars la rouge [« Red Mars »] (1re éd. 1992) ;
    - Mars la verte [« Green Mars »] (1re éd. 1993) ;
    - Mars la bleue [« Blue Mars »] (1re éd. 1996) ;

  - Les Martiens [« The Martians »] (1re éd. 1999) — recueil de nouvelles ;
- Stephen Baxter, Voyage (1re éd. 1996) ;
- Gustave Le Rouge, Le Prisonnier de la planète Mars (1908) ; La Guerre des vampires (1909)
- Dan Simmons, Ilium (1re éd. 2003) ;
- Dan Simmons, Olympos (1re éd. 2005) ;
- Andy Weir, Seul sur Mars [« The Martian »] (1re éd. 2011) ;
- Lady Astronaute, recueil de nouvelles de Mary Robinette Kowal paru en 2020.

#### Bandes dessinées francophones
- Patrick Cothias (scénario) et Antonio Parras (dessin), Le Lièvre de Mars, Glénat ;
- Richard Marazano (scénario) et Jean-Michel Ponzio (dessin), Le Complexe du Chimpanzé, Dargaud.

#### Jeux de société
- Mission : Red Planet de Bruno Cathala et Bruno Faidutti (Asmodée, 2005)
- Terraforming Mars de Jacob Fryxelius (FryxGames, 2016)
- First Martians : Adventures on the Red Planet d'Ignacy Trzewiczek (Portal Games, 2017)
- On Mars de Vital Lacerda (Eagle-Gryphon Games, 2019)